# Parma
Parma (AFI: /ˈparma/, ; Pärma in dialetto parmigiano) è un comune italiano di 199 203 abitanti, capoluogo dell'omonima provincia e seconda città dell'Emilia-Romagna per popolazione dopo il capoluogo regionale Bologna.
Antica capitale del ducato di Parma e Piacenza (1545-1859), la città di Parma è sede universitaria dall'XI secolo. È inoltre sede dal 2004 dell'Autorità Europea per la Sicurezza Alimentare (EFSA); dal 1956 del Magistrato per il Po, oggi Agenzia interregionale per il fiume Po (AIPO); dal 1990 dell'Autorità di bacino distrettuale del fiume Po (AdbPo); e dal 1994 di un Reparto Investigazioni Scientifiche (RIS) dei Carabinieri, con competenza sull'Italia settentrionale. Vi ha inoltre sede Crédit Agricole Italia, nata dall'acquisizione di Cassa di Risparmio di Parma e Piacenza.
Tutti gli anni nel mese di ottobre si tiene il Festival Verdi. Nel dicembre 2015 Parma ha ricevuto il riconoscimento di "Città Creativa UNESCO per la Gastronomia".
La città è stata nominata il 16 febbraio 2018 capitale italiana della cultura per l'anno 2020; il 12 marzo 2020 la pandemia di COVID-19 ha costretto l'organizzazione alla sospensione ufficiale della rassegna fino a data da destinarsi e alla cancellazione o al rinvio di gran parte degli eventi previsti; in seguito, col decreto Rilancio approvato dal Consiglio dei ministri il 13 maggio seguente, il titolo è stato conferito anche per il 2021.
Parma sarà inoltre Capitale europea della gioventù 2027.

## Geografia fisica
(Attilio Bertolucci)
Situata nel Nord Italia, nella parte occidentale dell'Emilia, tra gli Appennini e la Pianura Padana, la città è divisa in due dal torrente Parma, affluente del Po che, appena prima di entrare nel cuore del centro storico, riceve le acque dell'affluente Baganza. La Parma è un torrente, quindi un corso d'acqua a regime mutevole, che alterna le piene tumultuose della stagione invernale, quando prende il nome di "Parma voladora", alle desolate secche estive.
All'inizio dell'Ottocento lo stesso letto del torrente fu ristretto entro alte mura, il "lungoparma" appunto, che consegnano alla città un profilo continuo.

### Territorio
Per mettere in sicurezza il territorio di Parma dai rischi idrogeologici di una piena del torrente Parma, nel 2005 è stata creata una cassa di espansione, pochi chilometri a sud del centro urbano, in località Marano. L'invaso può arrivare a contenere dodici milioni di metri cubi d'acqua: si tratta del bacino più grande della regione, diventandone effettivamente il terzo lago per estensione durante gli eventi di piena del torrente. È costituito da una barriera lunga oltre 260 metri e alta 24.
Il territorio comunale è interamente pianeggiante e due corsi d'acqua ne delimitano parte dei confini, a ovest il fiume Taro e a est il torrente Enza, che marca anche la separazione dalla vicina provincia di Reggio Emilia. Le prime propaggini dell'Appennino Parmense si trovano circa a 15 chilometri in direzione sud, al di fuori del territorio comunale, nei comuni limitrofi di Traversetolo, Lesignano de' Bagni, Langhirano, Felino, Sala Baganza e Collecchio.
- Classificazione sismica: zona sismica 3 (sismicità bassa), Ordinanza PCM n. 3274 del 20/03/2003

### Clima
Il clima di Parma è tipicamente continentale: le estati sono calde e afose con temperature diurne che superano abbondantemente i 30 °C (il 25 agosto 2023 è stato stabilito il nuovo record dal 1878 come giornata più calda in assoluto; la temperatura massima è stata di 40,4 °C). Gli inverni sono freddi anche se leggermente più miti e meno nevosi rispetto al passato. Il minimo storico record fu raggiunto il 10 gennaio 1985 quando la temperatura scese a −18,0 °C nel centro della città e nelle campagne circostanti si registrò −25,0 °C  . L'ultima nevicata di notevole entità avvenne il 9 e 10 marzo 2010 quando caddero 75 cm di neve in poco più di 24 ore. Il fenomeno della nebbia, assai diffuso fino agli anni 90, è quasi interamente scomparso nell'area urbana, rimanendo confinato alle basse pianure.
Il mese più piovoso è ottobre con una media di 91 mm, il più secco è il mese di luglio con una media di 36 mm (medie mensili riferite al periodo 1961-1990).
In base alla media trentennale 1991-2020, la temperatura media del mese più freddo, gennaio, si attesta a 4,0 °C; quella del mese più caldo, luglio, è di 26,1 °C. Le precipitazioni medie annue si attestano a 777 mm, con minimi relativi in estate e in inverno, picco massimo in autunno e massimo secondario in primavera. L'eliofania assoluta media annua fa registrare il dato medio di 6,4 ore giornaliere, con massimo di 10,2 ore medie giornaliere in luglio e minimo di 2,6 ore medie giornaliere in dicembre (i dati delle precipitazioni e dell'eliofania sono riferiti al trentennio 1961-1990)
| Parma Università (1991-2020)       | Mesi | Mesi | Mesi | Mesi | Mesi | Mesi | Mesi | Mesi | Mesi | Mesi | Mesi | Mesi | Stagioni | Stagioni | Stagioni | Stagioni | Anno |
| Parma Università (1991-2020)       | Gen  | Feb  | Mar  | Apr  | Mag  | Giu  | Lug  | Ago  | Set  | Ott  | Nov  | Dic  | Inv      | Pri      | Est      | Aut      | Anno |
| ---------------------------------- | ---- | ---- | ---- | ---- | ---- | ---- | ---- | ---- | ---- | ---- | ---- | ---- | -------- | -------- | -------- | -------- | ---- |
| T. max. media (°C)                 | 6,9  | 9,8  | 15,5 | 19,5 | 24,6 | 29,2 | 31,8 | 31,3 | 25,6 | 18,7 | 11,9 | 7,3  | 8,0      | 19,9     | 30,8     | 18,7     | 19,3 |
| T. min. media (°C)                 | 1,1  | 2,2  | 5,9  | 9,5  | 14,0 | 18,2 | 20,4 | 20,4 | 15,9 | 11,5 | 6,6  | 2,0  | 1,8      | 9,8      | 19,7     | 11,3     | 10,6 |
| Precipitazioni (mm)                | 57   | 55   | 65   | 76   | 73   | 56   | 37   | 48   | 67   | 96   | 84   | 63   | 175      | 214      | 141      | 247      | 777  |
| Giorni di pioggia                  | 7    | 7    | 8    | 9    | 9    | 7    | 4    | 5    | 6    | 9    | 9    | 8    | 22       | 26       | 16       | 24       | 88   |
| Eliofania assoluta (ore al giorno) | 2,8  | 4,1  | 5,6  | 7,1  | 8,3  | 9,8  | 10,2 | 9,3  | 8,1  | 5,7  | 3,1  | 2,6  | 3,2      | 7,0      | 9,8      | 5,6      | 6,4  |

- Classificazione climatica: zona E, 2289 GG
- Diffusività atmosferica: bassa, Ibimet CNR 2002

## Origini del nome
Secondo numerosi storici, il toponimo deriverebbe dallo scudo rotondo utilizzato dall'esercito Romano, che probabilmente richiamava la forma del primo nucleo cittadino. Secondo altri studiosi, avrebbe invece un'origine più antica, derivata dai gentilizi etruschi Parmnie, al femminile Parmni, dall'antroponimo Parme. Le due tesi apparentemente contraddittorie sono sintetizzate dal linguista Massimo Pittau, che ritiene che la voce latina parma/parmae fosse un prestito della lingua etrusca e che l'antico popolo utilizzasse già lo stesso scudo metallico di forma circolare. Non viene da tutti esclusa nemmeno un'indefinita origine ligure o celtica del toponimo latinizzato. Esiste infine l'ipotesi che il nome derivi dal torrente omonimo che l'attraversa.
(Marcel Proust, La strada di Swann)

### Nome degli abitanti
Benché per secoli gli abitanti della città e del suo territorio siano stati indifferentemente chiamati parmigiani o parmensi, soprattutto dal XX secolo è molto diffuso l'uso di indicare con il primo soltanto i nativi o residenti di Parma e con il secondo esclusivamente quelli della sua provincia, detta per l'appunto Parmense.

## Storia

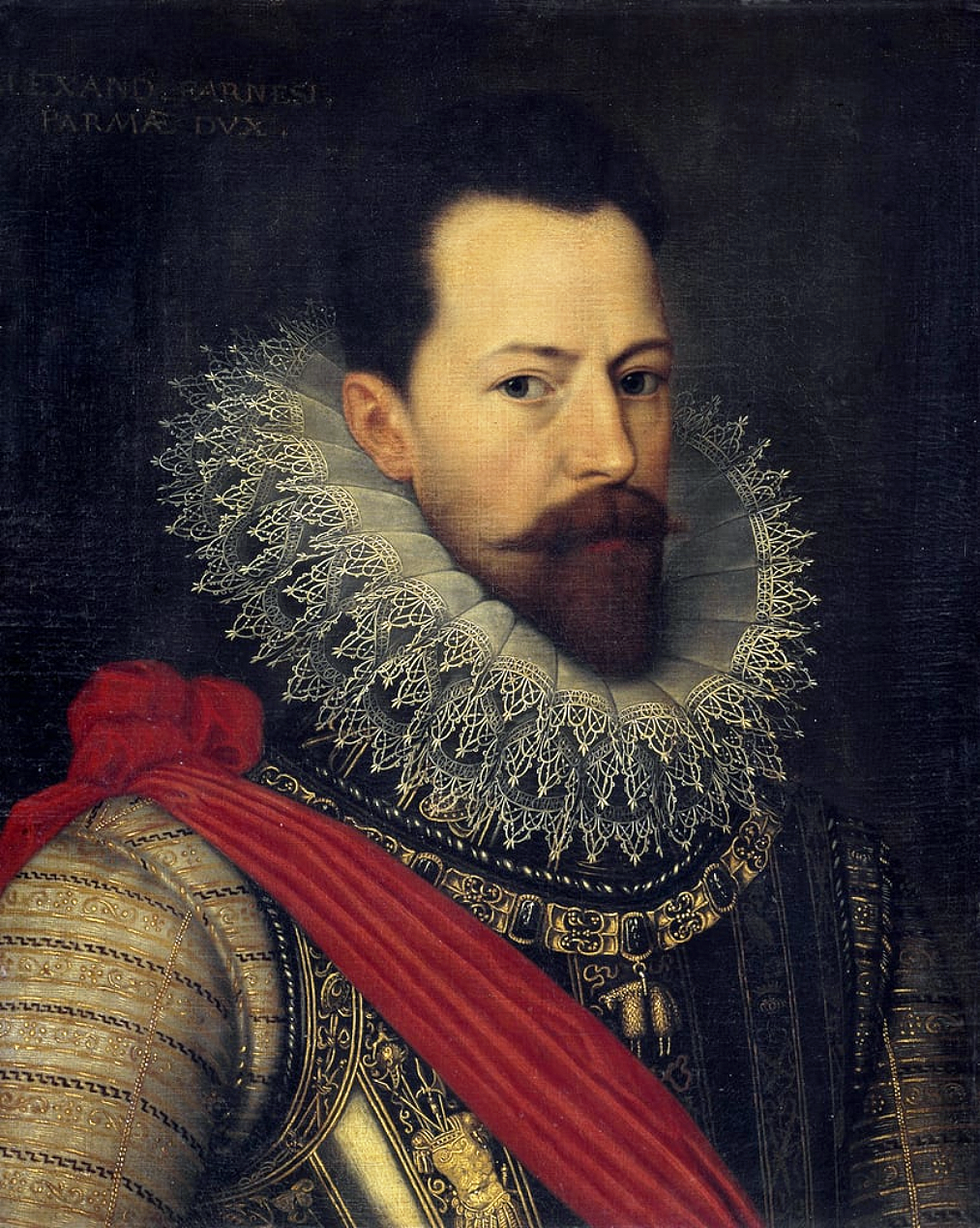
Alessandro Farnese, in un dipinto di Otto Vaenius (ca. 1585). 3º Duca di Parma e figlio di Ottavio (nipote di papa Paolo III), fu considerato uno dei più grandi capitani del suo secolo.

Le più antiche tracce della presenza dell'uomo nel territorio di Parma risalgono al neolitico antico, compreso all'incirca tra il 5600 e il 5000 a.C., ma all'epoca la zona risultava scarsamente abitata; la situazione mutò dopo il 5000 a.C., quando si svilupparono vari insediamenti riferibili alla cultura dei vasi a bocca quadrata.
Durante l'età del bronzo antico, tra il XVIII e il XVII secolo a.C., furono fondati alcuni villaggi ascrivibili alla cultura di Polada, ma fu con l'inizio dell'età del bronzo medio, a partire dal XVI secolo a.C., che si diffusero nel territorio numerosi insediamenti terramaricoli.
Benché non esistano tracce testimoniali, per alcuni storici e secondo una menzione di Tito Livio, Parma sarebbe stata fondata dagli Etruschi, che si insediarono nell'Emilia occidentale tra il VII e il VI secolo a.C. Successivamente, verso il IV secolo a.C., la regione venne occupata dai celti Boi.
Con la progressiva conquista del Nord Italia da parte dei Romani, nel 183 a.C. Parma divenne una colonia romana e a ognuna delle 2.000 famiglie installate vennero affidati lotti di terra in prossimità della via Emilia, dalla quale, a est della città, partiva un cardo della centuriazione che si insinuava lungo la valle del torrente Parma, dando origine alla strada delle cento miglia, che collegava Parma a Luni attraverso il passo del Lagastrello. Col trascorrere degli anni, la fedeltà dimostrata nei confronti dell'Impero valse alla città il titolo di Augusta Parmensis.
In tempi successivi, la crisi dell'Impero Romano causerà anche a Parma la perdita di una certa stabilità e floridezza economica fino al culmine di una decadenza demografica, che nel 377 obbligò l'imperatore Graziano a stabilire nella zona una tribù di barbari, i Taifali. Seguirono periodi di alternanza tra benessere e decadenza: ai saccheggi di Attila del 452, si contrappose, dopo il 502, la rinascita a opera di Teodorico; alle successive conseguenze drammatiche causate dalle guerre gotiche ci fu nuovamente il rifiorire durante il breve periodo bizantino (539-568), che valse a Parma l'appellativo di "Crisopoli" (Città d'oro).
Fu in seguito, con l'arrivo dei Longobardi nel 593, che Parma divenne per la prima volta un centro militare e amministrativo, la capitale di un ducato in cui risiedeva una delle figlie del re Agilulfo. I Franchi succedettero ai duchi longobardi e nell'879 Carlomanno accordò al vescovo Guibodo il potere temporale sulla città. Ai saccheggi provocati nel IX secolo dalle invasioni dei Magiari, seguì un periodo di pace e crescita demografica. In questa fase Parma continuò a essere governata da una lunga serie di conti-vescovi fino al XII secolo, quando la città divenne un libero comune, amministrato da un podestà e da un capitano del popolo. Nel 1160 Federico Barbarossa sottomise i parmigiani obbligandoli a dichiarare fedeltà all'Impero, ma l'autorità imperiale verrà sconfitta nella battaglia di Legnano del 1176 dalle città riunite nella Lega Lombarda (tra cui Parma). Nel 1183 la Pace di Costanza ristabilì l'autonomia cittadina.

Primo stemma della città, con il “torello” del podestà benefattore Torello da Strada di Pavia (inizio XIII-1237)

Nella lunga contesa tra guelfi e ghibellini, che dominò la vita politica italiana dal XII al XIV secolo, Parma si schierò dapprima coi ghibellini, favorevoli all'Imperatore, e successivamente con i guelfi, dopo la battaglia di Borghetto del Taro (nei pressi dell'attuale Castelguelfo). Seguì un periodo di dominazione straniera: Parma fu sottoposta al dominio milanese dei Visconti dal 1346 al 1447, salvo un breve intermezzo, tra il 1404 e il 1409, in cui il potere passa nelle mani di Ottobuono de' Terzi. Ai Visconti, succederanno gli Sforza ma anche le dominazioni francesi.
Nel 1521 l'esercito pontificio e spagnolo, dopo un assedio di tre giorni, sconfisse i francesi e la città fu conquistata.
Nel 1545 il papa Paolo III (nato Alessandro Farnese), creò il Ducato di Parma affidandolo al figlio illegittimo Pier Luigi Farnese e la famiglia farnesiana mantenne il governo ducale fino al 1731, facendo di Parma una piccola capitale italiana, ricca delle opere di grandi artisti quali il Correggio e il Parmigianino.
Ai Farnese succedettero i Borbone con l'Infante di Spagna Carlo I, figlio di Elisabetta Farnese e di Filippo V di Spagna. Nel 1734, in seguito allo scoppio della guerra di successione polacca e alla conquista borbonica delle Due Sicilie, Carlo I venne riconosciuto Re di Napoli, ma fu obbligato a cedere nel 1735 il ducato di Parma all'imperatore Carlo VI d'Asburgo, senza prima dimenticarsi di spogliare Parma di tutte le raccolte di famiglia conservate nei palazzi e portarle con sé a Napoli. Nel 1748 il ducato di Parma e Piacenza, con l'aggiunta di Guastalla, tornò ai Borbone con la stipula del Trattato di Aquisgrana, che pose fine alla guerra di successione austriaca; Filippo fondò la dinastia dei Borbone-Parma, che contribuì a rendere Parma un faro culturale in Europa. Nel 1802 Napoleone Bonaparte annetté il ducato alla Francia, trasformandolo in semplice dipartimento (dipartimento del Taro). Durante l'occupazione francese, diverse opere d'arte presero la via della Francia a causa delle spoliazioni napoleoniche. Parma fu insieme a Firenze la più saccheggiata. Secondo il catalogo pubblicato nel Bulletin de la Société de l'art français del 1936, delle 47 opere d'arte inviate in Francia e catalogate, solo 28 tornarono a Parma, la maggior parte di quelle che rimasero in Francia vennero esposte al Louvre e nei musei di provincia francese.
Solo con l'abdicazione di Napoleone, avvenuta nel 1814, e il successivo Congresso di Vienna, venne ristabilito il Ducato di Parma, Piacenza e Guastalla, affidato temporaneamente agli Asburgo. Maria Luigia d'Austria, sposa di Napoleone e figlia dell'imperatore Francesco I, divenne in questo modo la nuova duchessa della città e, malgrado gli episodi rivoluzionari del 1831, conservò il potere fino alla sua morte, avvenuta nel 1847, senza però il potere di trasmettere il trono a eredi. Nello stesso anno i Borbone-Parma tornano a governare il ducato, dapprima con Carlo II (1847-1849), al quale succedette il figlio, Carlo III (1849-1854), pugnalato a morte per strada il 26 marzo 1854 da un attentatore rimasto sconosciuto, e infine con Roberto I che, essendo troppo giovane per governare, ebbe la reggenza assicurata dalla madre Luisa Maria di Borbone-Francia. Roberto I venne deposto nel 1859, a undici anni, quando, allo scoppio della seconda guerra di indipendenza, la madre preferì fuggire nel Regno Lombardo-Veneto, in attesa dell'esito della guerra. Con l'Armistizio di Villafranca il Regno di Sardegna annetté il Ducato dopo un plebiscito celebrato nel 1860. Il ramo dei Borbone-Parma prospera tuttora e, dal 1964, i nipoti di Roberto sono Granduchi del Lussemburgo.
Nel 1922 la città di Parma si distinse per aver combattuto le milizie fasciste comandate da Italo Balbo erigendo barricate in numerosi quartieri della città. Il 23 aprile 1945 iniziò la ritirata delle truppe nazi-fasciste da Parma e il 24 aprile un gruppo di cittadini prese provvisoriamente in consegna il quotidiano locale La Gazzetta di Parma, con lo scopo di cederlo al Comitato di Liberazione Nazionale; infine, il 26 aprile, partigiani e truppe alleate fecero il loro ingresso in città. Per i sacrifici delle sue popolazioni e per la sua attività nella lotta partigiana durante la seconda guerra mondiale Parma è tra le Città decorate al Valor Militare per la Guerra di Liberazione e insignita della Medaglia d'Oro al Valor Militare. Durante l'Assemblea Costituente ci fu il tentativo, da parte del sen. Giuseppe Micheli e di alcuni politici, di creare la regione Emilia Lunense, avente come capoluogo Parma: la proposta dapprima venne approvata, ma in seguito venne sospesa con l'articolo Mortati.

### Simboli

#### Stemma

Stemma del Comune

Lo stemma del Comune è stato riconosciuto con decreto del Capo del Governo del 22 aprile 1939 ed è costituito da uno scudo con croce azzurra in campo oro, sormontata da corona ducale e contornata dal motto: Hostis turbetur quia Parmam virgo tuetur che significa "tremino i nemici perché la Vergine protegge Parma". La frase fu coniata in occasione della vittoria dei parmigiani nel 1248 sulle truppe assedianti guidate dall'imperatore Federico II.
(Salimbene de Adam, Chronica, 1281-1288)

#### Gonfalone

Gonfalone

Il gonfalone del Comune consiste in un drappo con croce azzurra in campo oro recante l'iscrizione: "aurea Parma" che richiama l'antica denominazione che i bizantini avevano coniato per la città: "Crisopoli".
(Donizone, Vita della contessa Matilda, 1115)

### Onorificenze
È tra le Città decorate al Valor Militare per la Guerra di Liberazione perché è stata insignita della Medaglia d'Oro al Valor Militare il 9 settembre 1947 per i sacrifici delle sue popolazioni e per la sua attività nella lotta partigiana durante la seconda guerra mondiale.

## Monumenti e luoghi d'interesse
In città sono repertoriati 330 beni culturali, tra i quali 34 archeologici e 296 architettonici.

### Architetture religiose

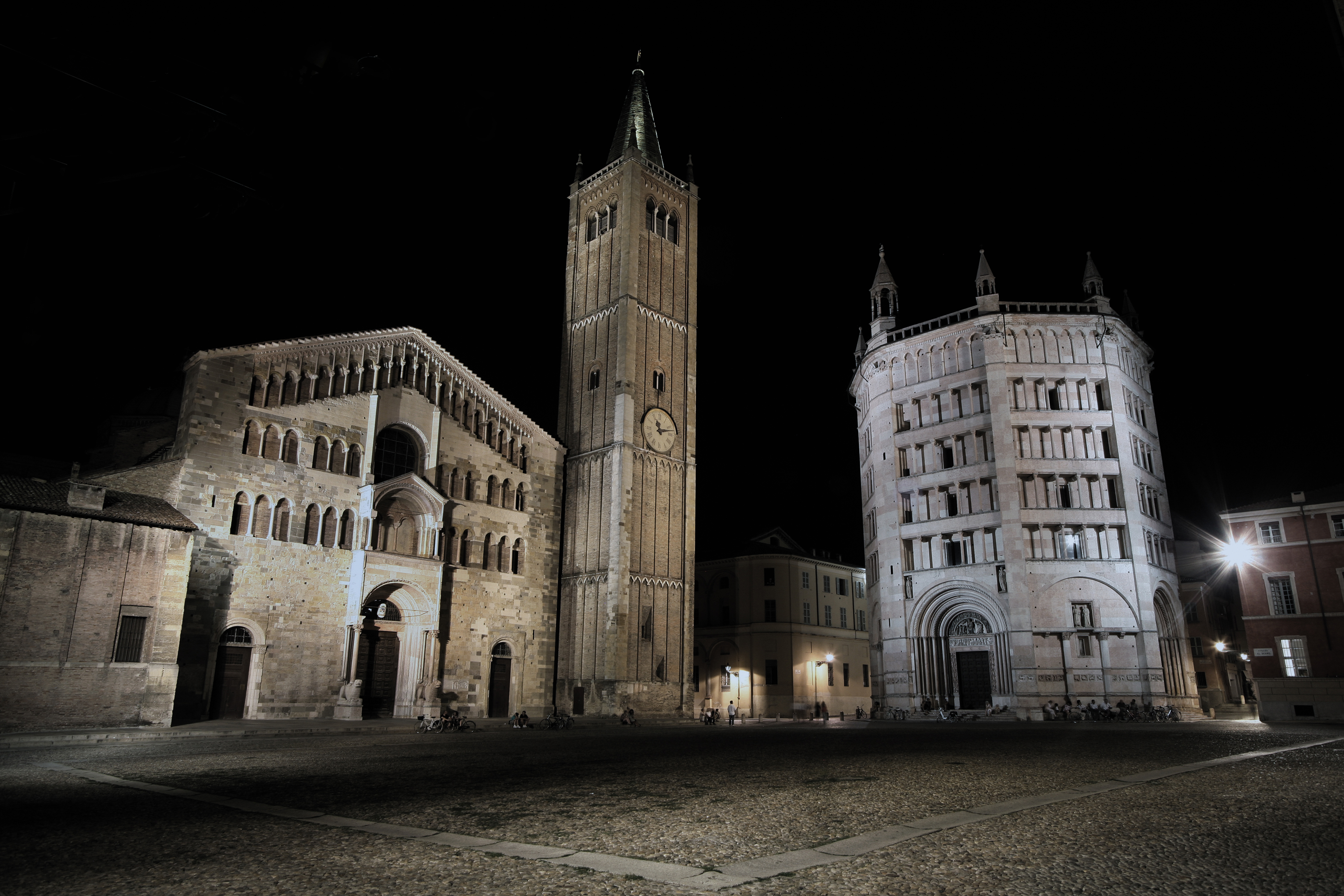
Piazza Duomo

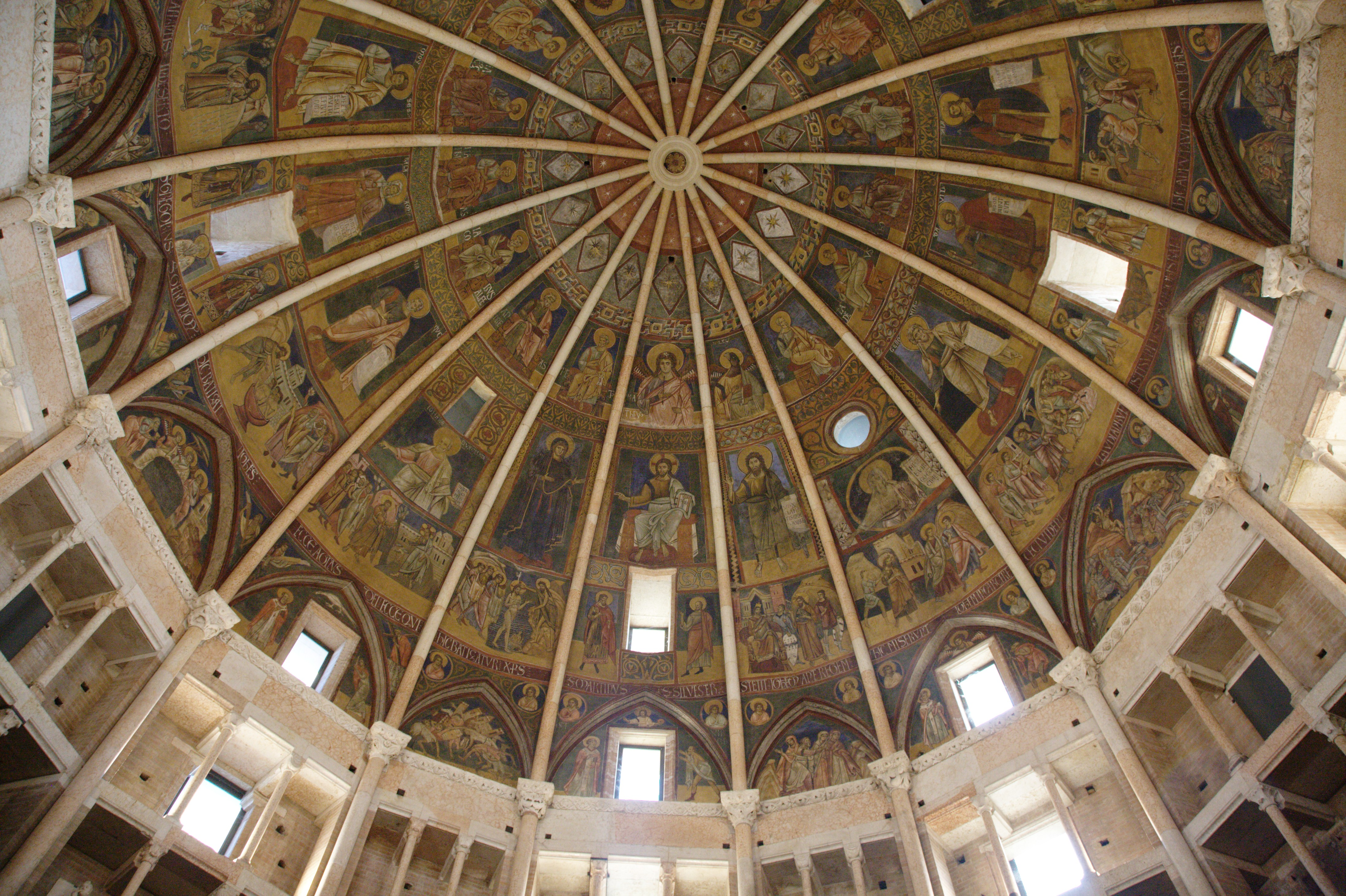
Cupola del Battistero

I principali monumenti religiosi per cui la città è nota sorgono nei pressi di piazza Duomo: il Duomo, consacrato nel 1106, che, considerato fra le maggiori opere dell'architettura romanica in Italia, al suo interno conserva la Deposizione dalla croce, bassorilievo del 1178 di Benedetto Antelami, oltre agli importanti affreschi rinascimentali della cupola, opera del Correggio, e delle tre navate; il Battistero dell'Antelami, consacrato nel 1270, che, interamente rivestito in marmo rosa di Verona, è arricchito da affreschi e sculture risalenti al XIII e XIV secolo; la rinascimentale abbazia di San Giovanni Evangelista, nel cui grande complesso si ammirano la chiesa con facciata marmorea tardo manierista di Simone Moschino, ricca internamente di affreschi rinascimentali, tra cui la celeberrima cupola dipinta dal Correggio, la biblioteca con i suoi affreschi grotteschi e la mappa del ducato di Parma e Piacenza e l'antica spezieria, costituita da quattro sale contenenti ancora oggi gli arredi dell'epoca.

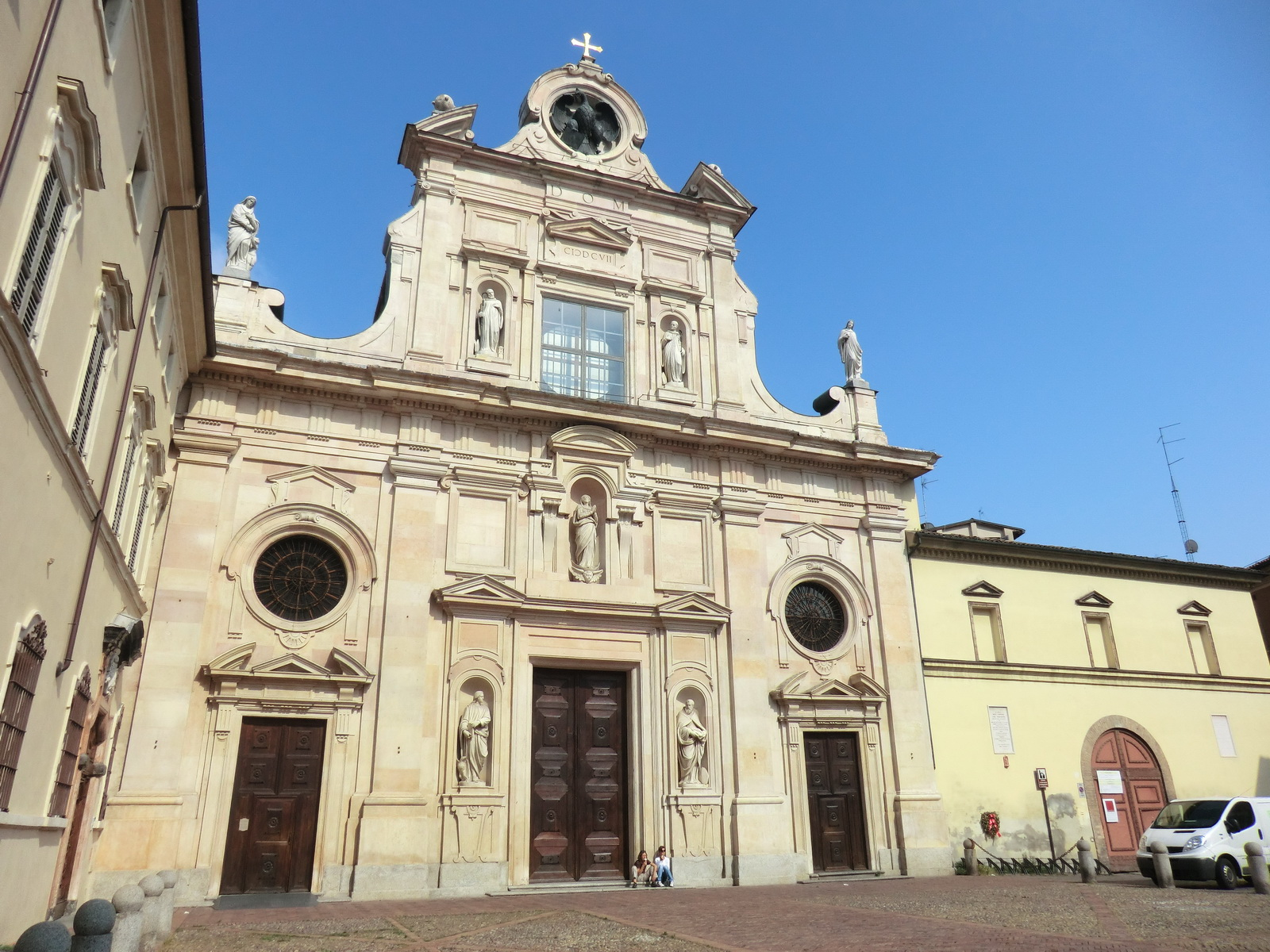
Chiesa di San Giovanni Evangelista

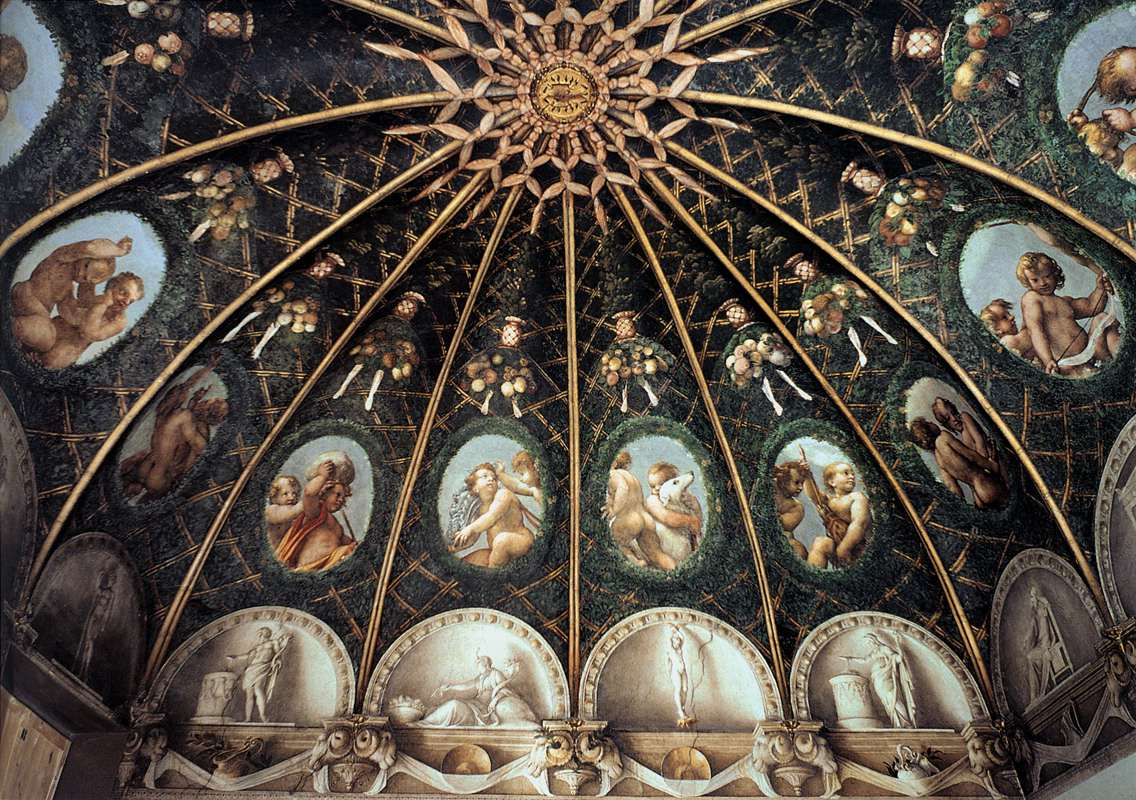
Camera della Badessa

Non lontano si trovano inoltre il monastero di San Paolo, la cui Camera della Badessa presenta una volta a ombrello interamente affrescata dal Correggio, e la basilica di Santa Maria della Steccata, che, considerata uno degli esempi più significativi in Italia di chiese a pianta centrale della prima metà del XVI secolo, presenta al suo interno notevoli affreschi rinascimentali, tra cui le Tre vergini savie e tre vergini stolte, capolavoro realizzato dal Parmigianino.

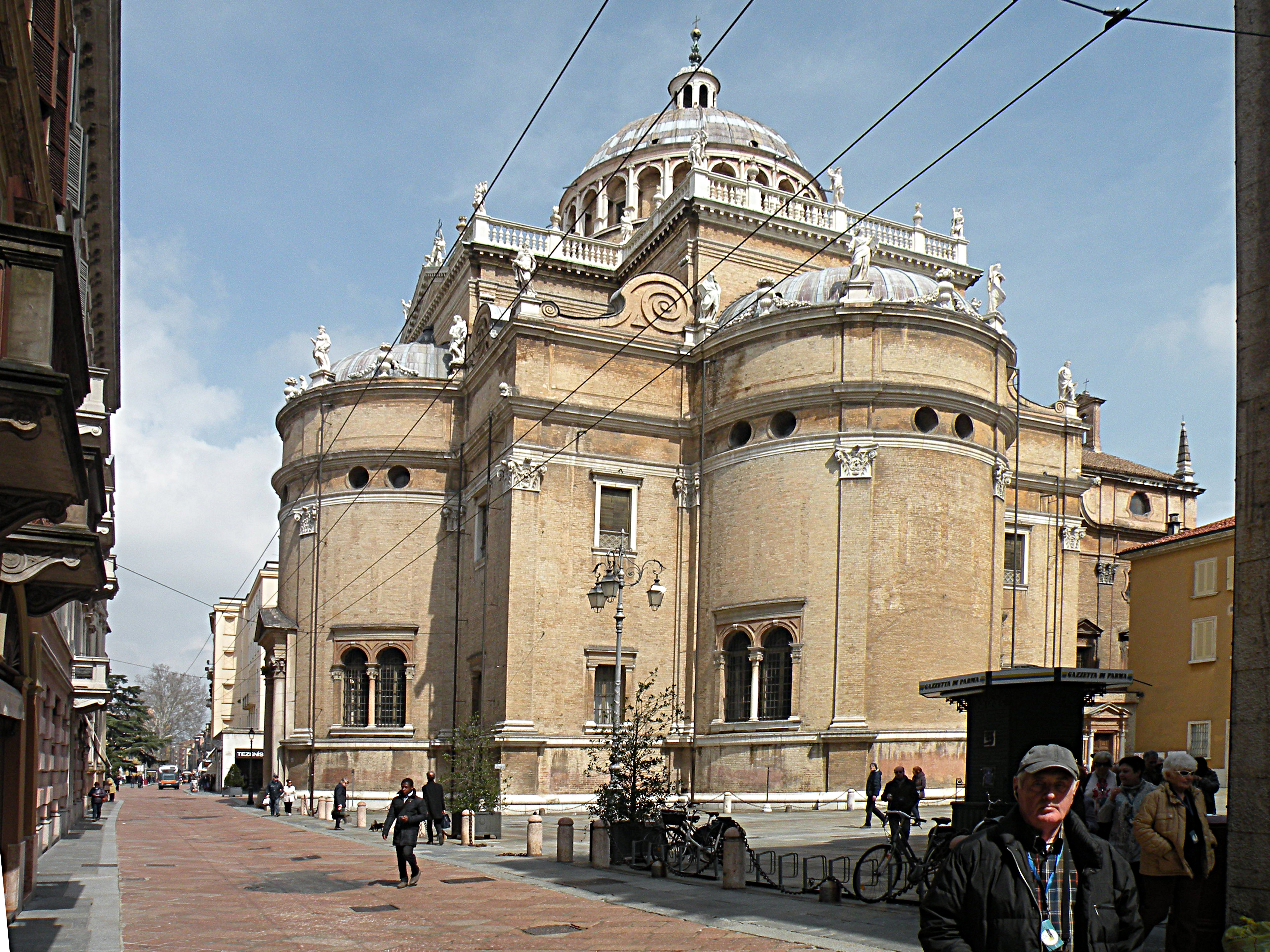
Basilica della Steccata

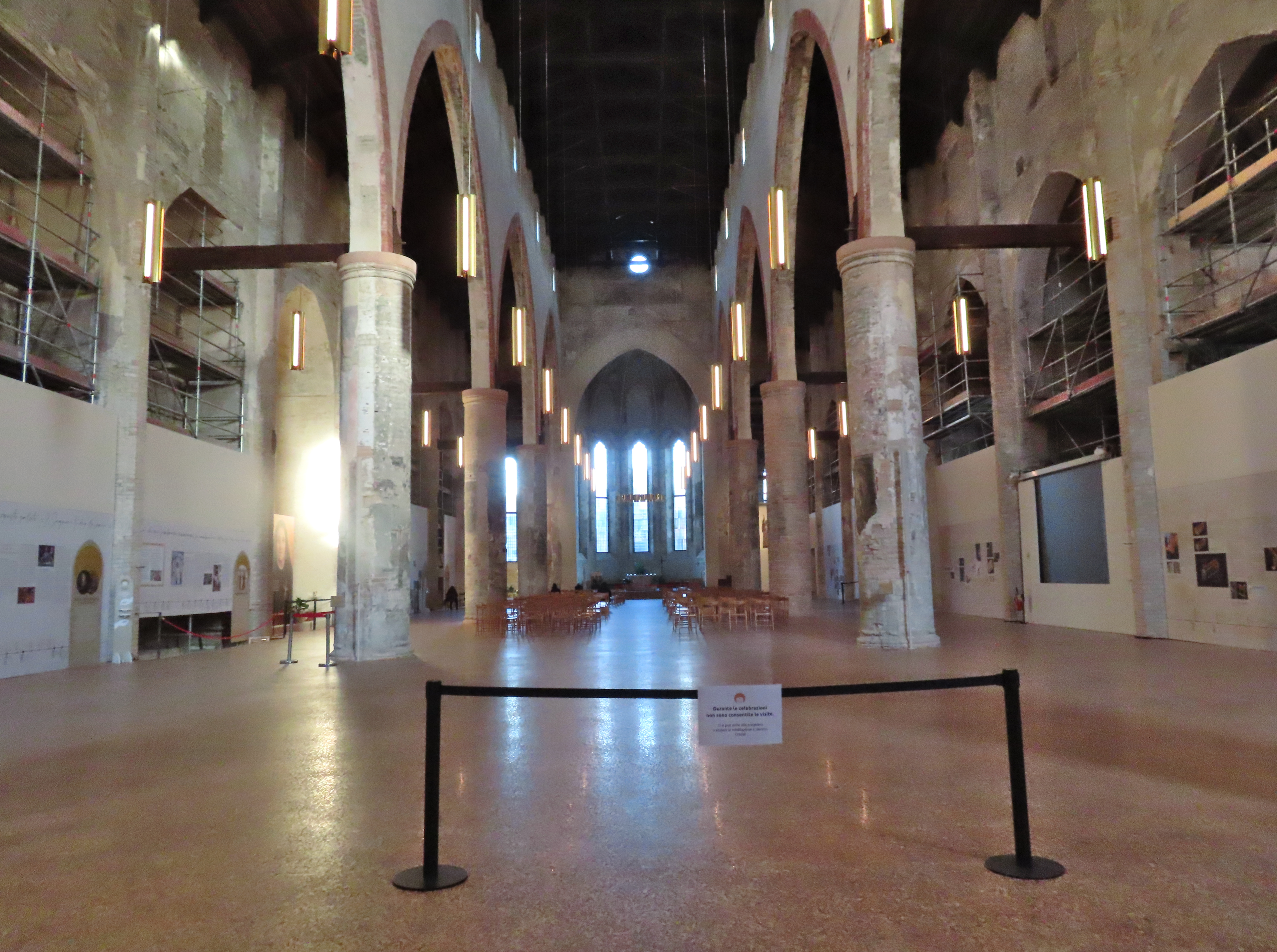
Interno della chiesa di San Francesco del Prato

Sempre a pochi passi da piazza Duomo si trova la chiesa di San Francesco del Prato, la più grande della città, con l'adiacente piccolo oratorio dell'Immacolata Concezione; risalente al XIII secolo e in puro stile gotico francescano, all'inizio del XIX secolo fu sconsacrata e trasformata in carcere maschile, ma nel 2021 fu ristrutturata e riaperta al culto.

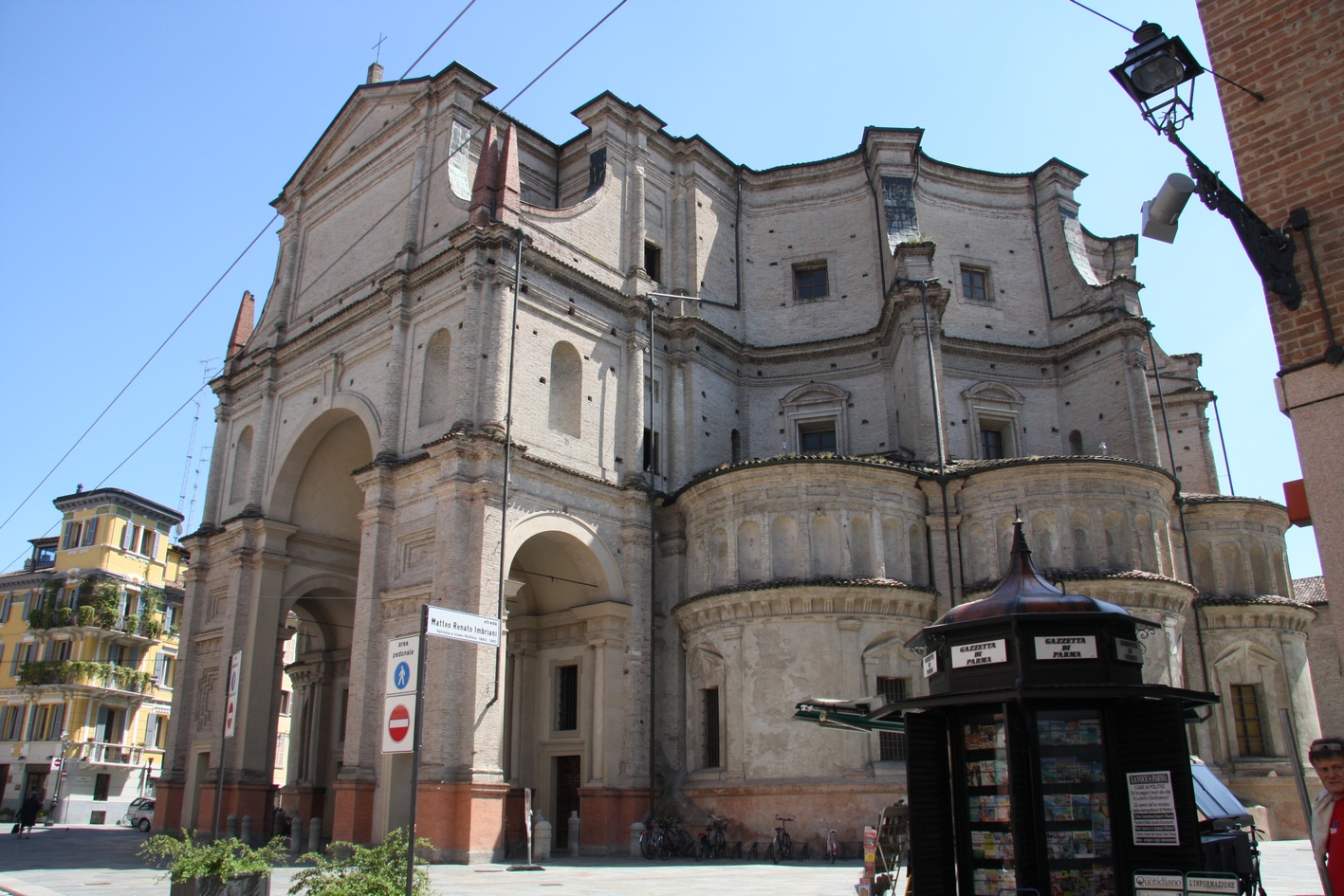
Chiesa della Santissima Annunziata

Degne di nota sono inoltre: la neoclassica chiesa di San Pietro Apostolo, del Petitot; la barocca chiesa di San Vitale, con lo scenografico Monumento Beccaria; la barocca chiesa di Sant'Antonio Abate progettata da Ferdinando Galli da Bibbiena; l'antica chiesa di San Sepolcro; la gotica ex chiesa di Santa Maria del Carmine; la piccola chiesa di Santa Maria degli Angeli, ricca di affreschi.

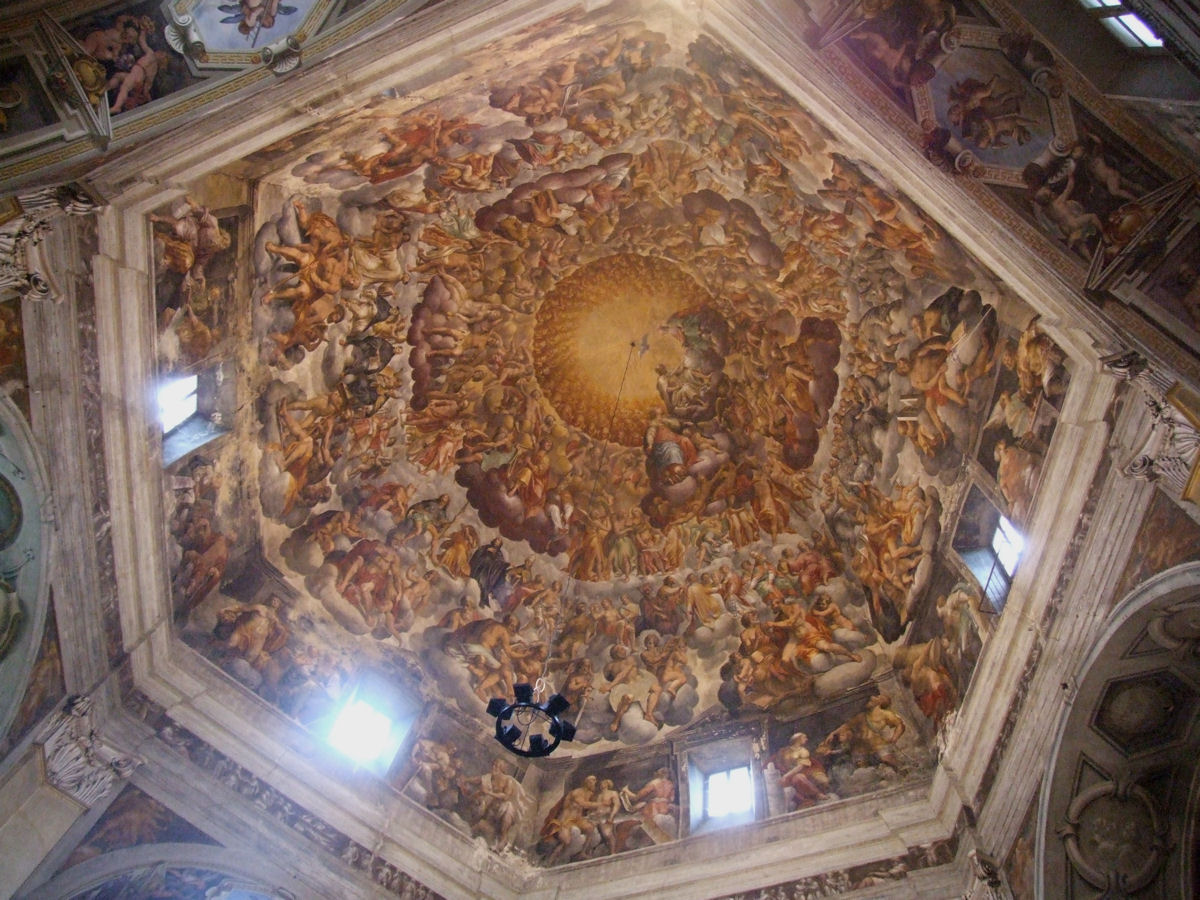
Cupola di Santa Maria del Quartiere

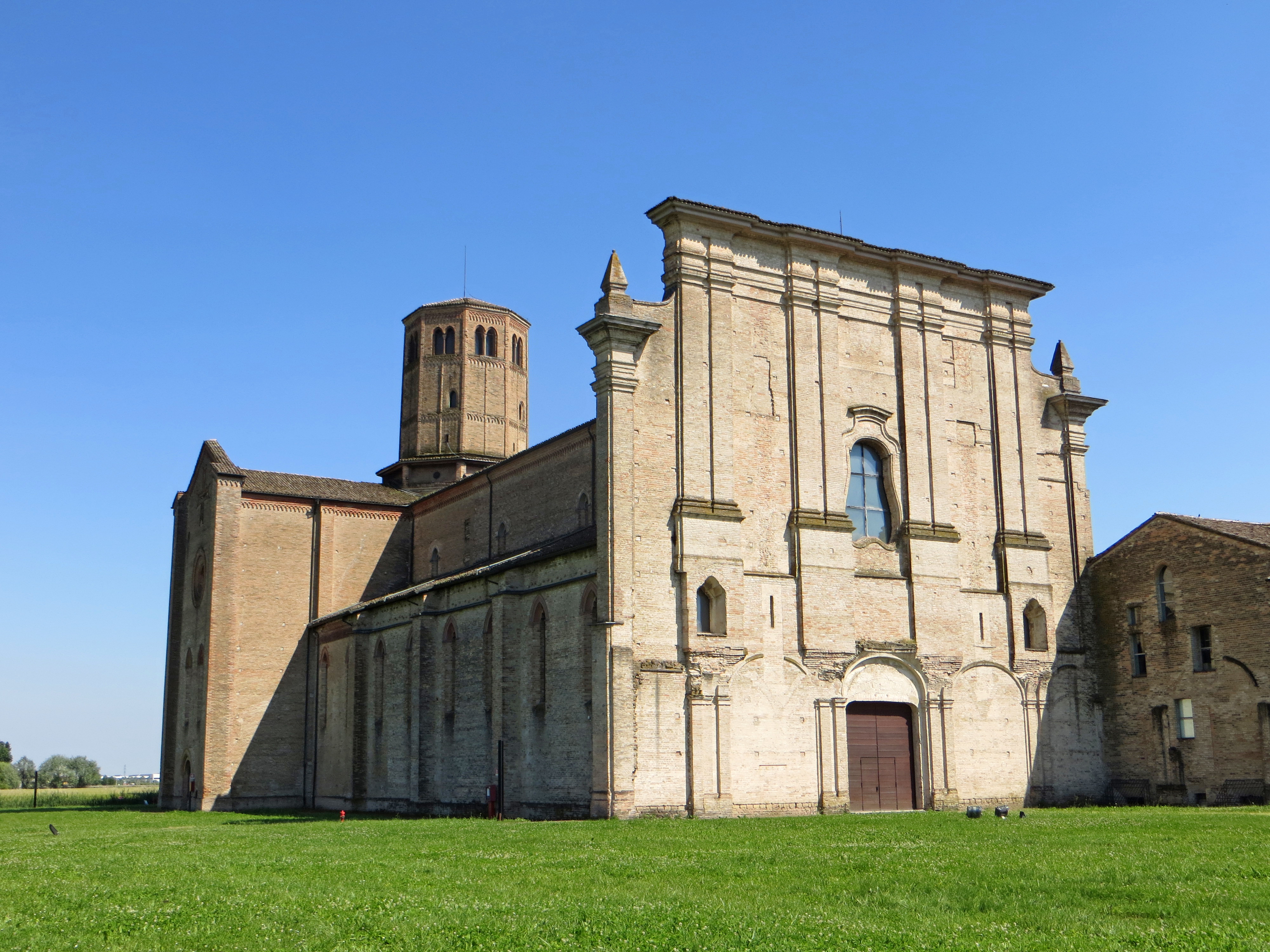
Abbazia di Valserena

Nel quartiere Oltretorrente sorge la monumentale chiesa della Santissima Annunziata di Giovan Battista Fornovo, considerata uno dei monumenti più significativi del Manierismo sperimentale della seconda metà del XVI secolo, a insolita pianta ellittica con dieci absidiole disposte a raggiera.
Non lontano si trovano anche: la barocca piccola chiesa di Santa Maria delle Grazie, con affreschi di Sebastiano Galeotti; l'oratorio di Sant'Ilario all'interno dell'Ospedale Vecchio, dedicato al patrono cittadino; l'ex chiesa di San Francesco di Paola, di cui si conserva ancora solo la facciata barocca contornata da due torri dette "dei Paolotti"; la romanica chiesa di Santa Croce; la barocca chiesa di Santa Maria del Quartiere di Giovan Battista Aleotti, caratterizzata dalla grande cupola con magnifici affreschi del Paradiso, opera di Pier Antonio Bernabei.
All'esterno dell'area urbana sorgono due notevoli complessi monastici: l'abbazia di Valserena (nota anche come "Certosa di Paradigna"), oggi sede del Centro studi e archivio della comunicazione, la cui imponente chiesa conserva gli interni in stile gotico lombardo; la certosa di San Girolamo (nota anche come "Certosa di Parma"), oggi sede della Scuola di Formazione e Aggiornamento della Polizia Penitenziaria, che conserva tuttora importanti opere d'arte.
Nelle frazioni sono infine degne di nota: la pieve di San Pancrazio a San Pancrazio Parmense, che conserva colonne e capitelli d'epoca romana e romanica; la romanica pieve di San Geminiano a Vicofertile, che mantiene gli originari capitelli figurati risalenti al XII-XIII secolo e un fonte battesimale medievale; la romanica pieve dei Santi Ippolito e Cassiano a Gaione, che contiene reperti archeologici di rilievo.

### Architetture militari

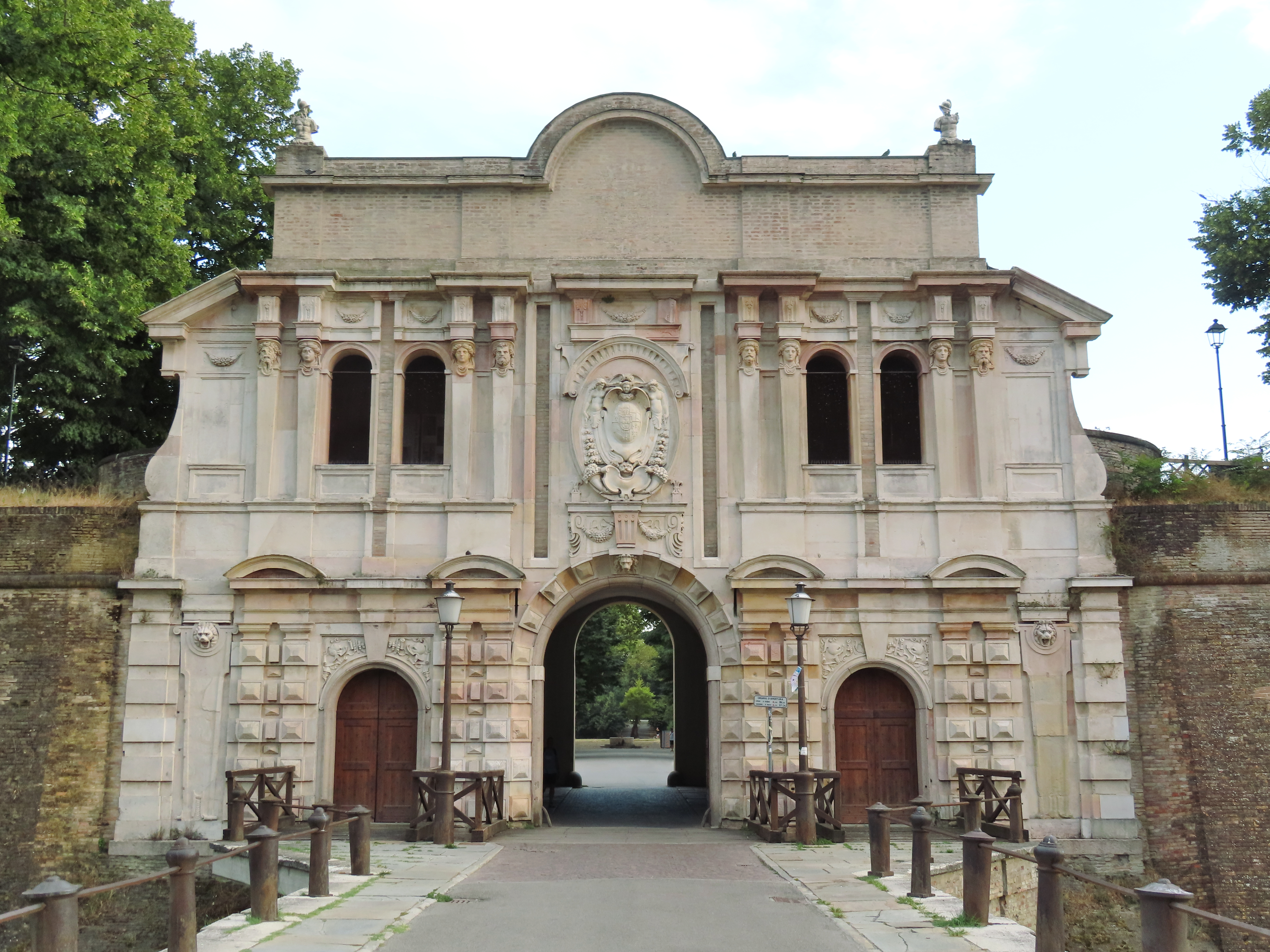
Ingresso monumentale della Cittadella

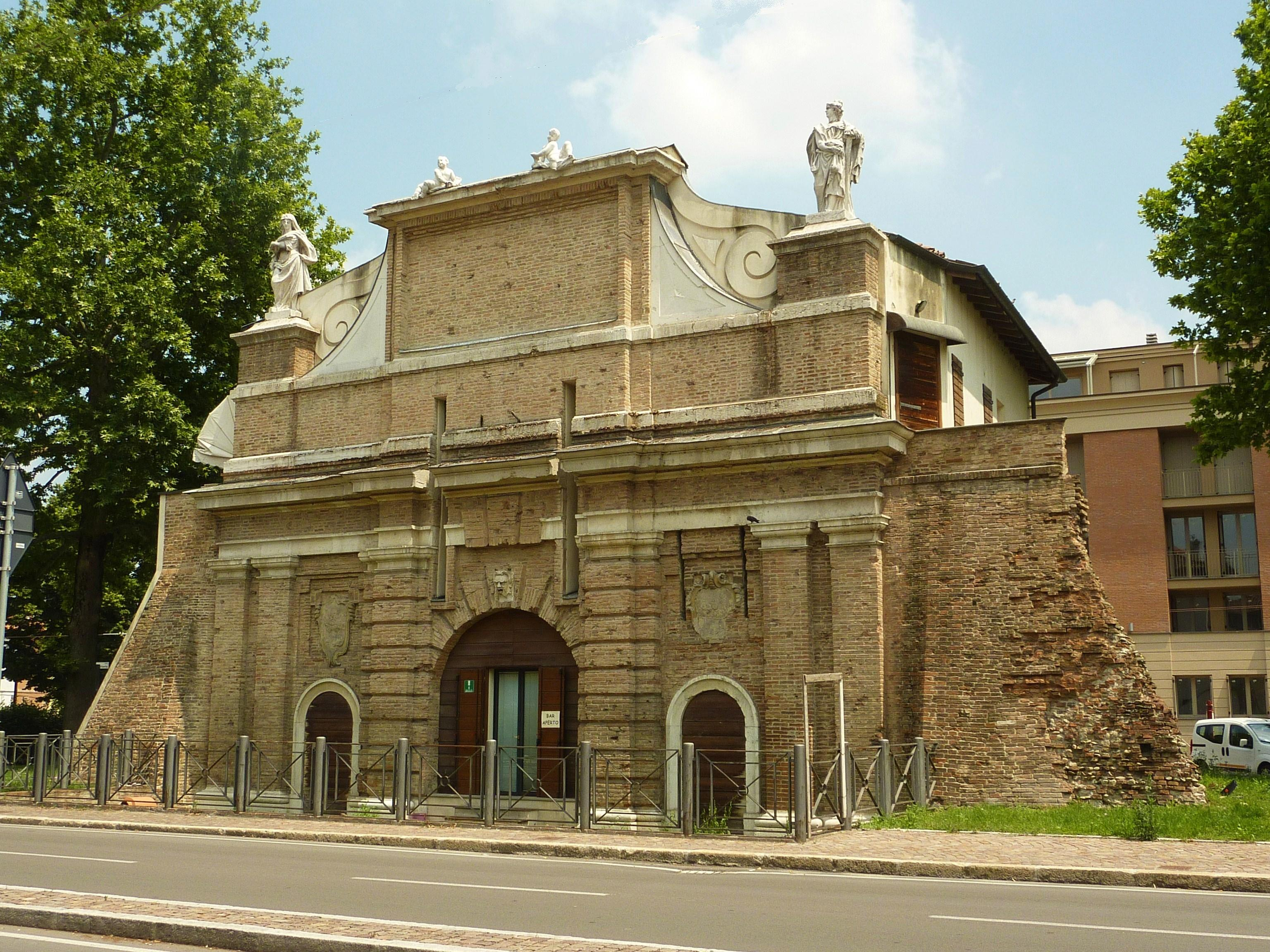
Porta San Francesco

Il principale edificio di carattere militare conservato in città è la Cittadella, imponente fortezza pentagonale oggi al centro dell'omonimo quartiere; costruita alla fine del XVI secolo da Smeraldo Smeraldi per volere del duca Alessandro Farnese, il suo ingresso principale è incorniciato da una facciata monumentale in marmo di Carrara progettata nel 1596 da Simone Moschino; cessate le originarie funzioni difensive, nel secondo dopoguerra fu trasformata in un grande parco pubblico, molto frequentato dai parmigiani.
In città è inoltre presente il piccolo Torrione Visconteo, situato di fronte al Palazzo della Pilotta sul lato opposto del torrente; fu costruito da Bernabò Visconti nel XIV secolo.
Per quanto riguarda le mura cittadine, Parma fu per millenni circondata da una cerchia muraria, nei secoli modificata e ampliata; tuttavia nei primissimi anni del XX secolo fu deciso l'abbattimento dell'intera cinta, di cui si conservano solo alcune parziali tracce e due delle cinque Porte: l'antica Porta San Francesco al termine di strada Nino Bixio, affiancata dal 1866 dalla monumentale Barriera Bixio; l'elegante edificio farnesiano della rinascimentale Porta Santa Croce a lato dell'omonimo piazzale. Non restano invece tracce di Porta San Barnaba a barriera Garibaldi, mentre sono conservati nel Cortile della Rocchetta del Palazzo della Pilotta la facciata farnesiana di Porta San Michele a barriera Repubblica e lo stemma dei Borbone che sormontava la facciata di Porta Nuova a barriera Farini.
Nelle frazioni si trovano inoltre alcune architetture fortificate, a testimonianza delle numerose strutture difensive che in epoca medievale punteggiavano il territorio; tra esse si hanno il torrione di Baganzola, il torrione di Beneceto, il torrione di Vicomero, la torre degli Alberi e il castello di Panocchia.

### Architetture civili

#### Palazzi

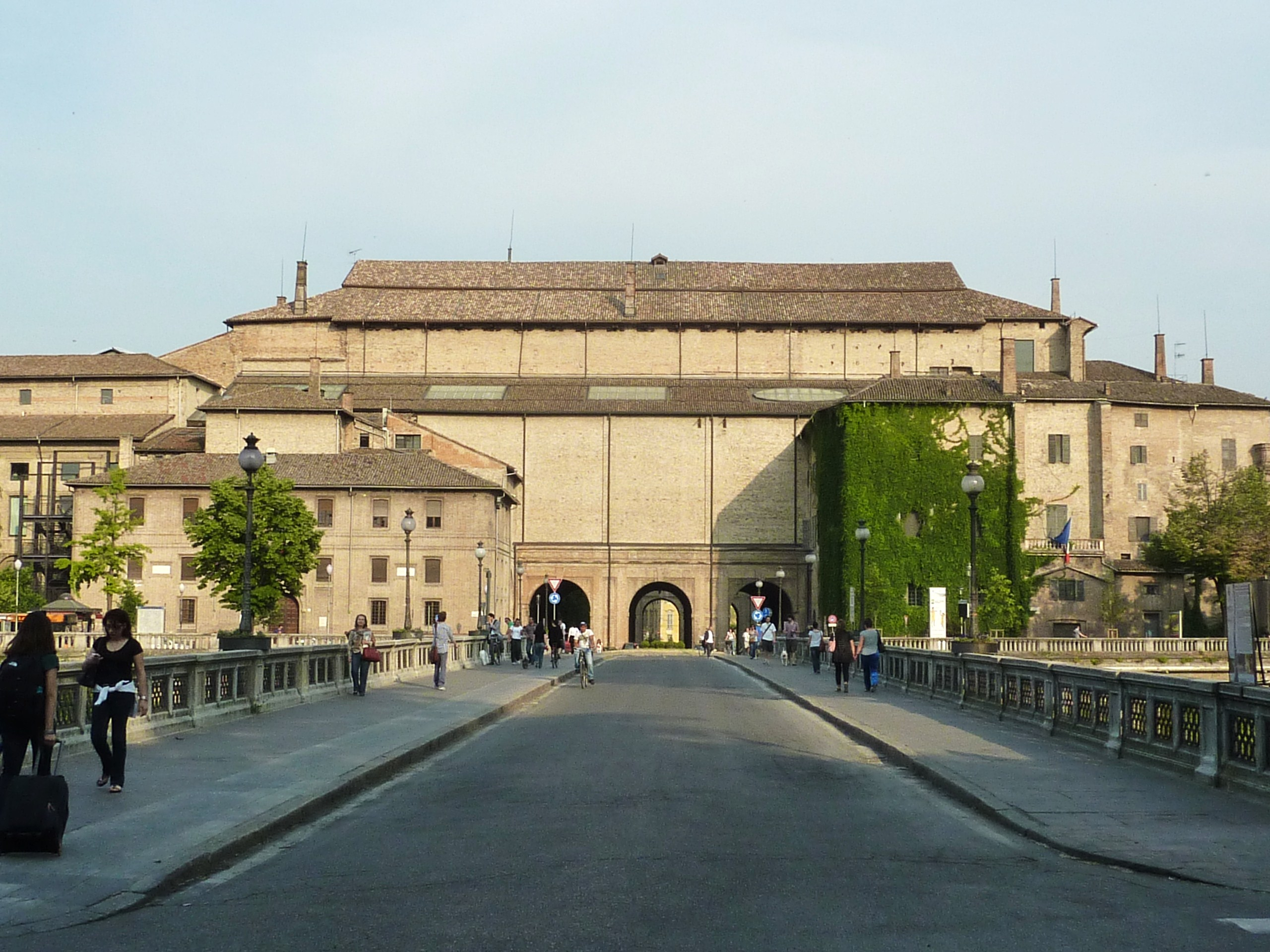
Palazzo della Pilotta

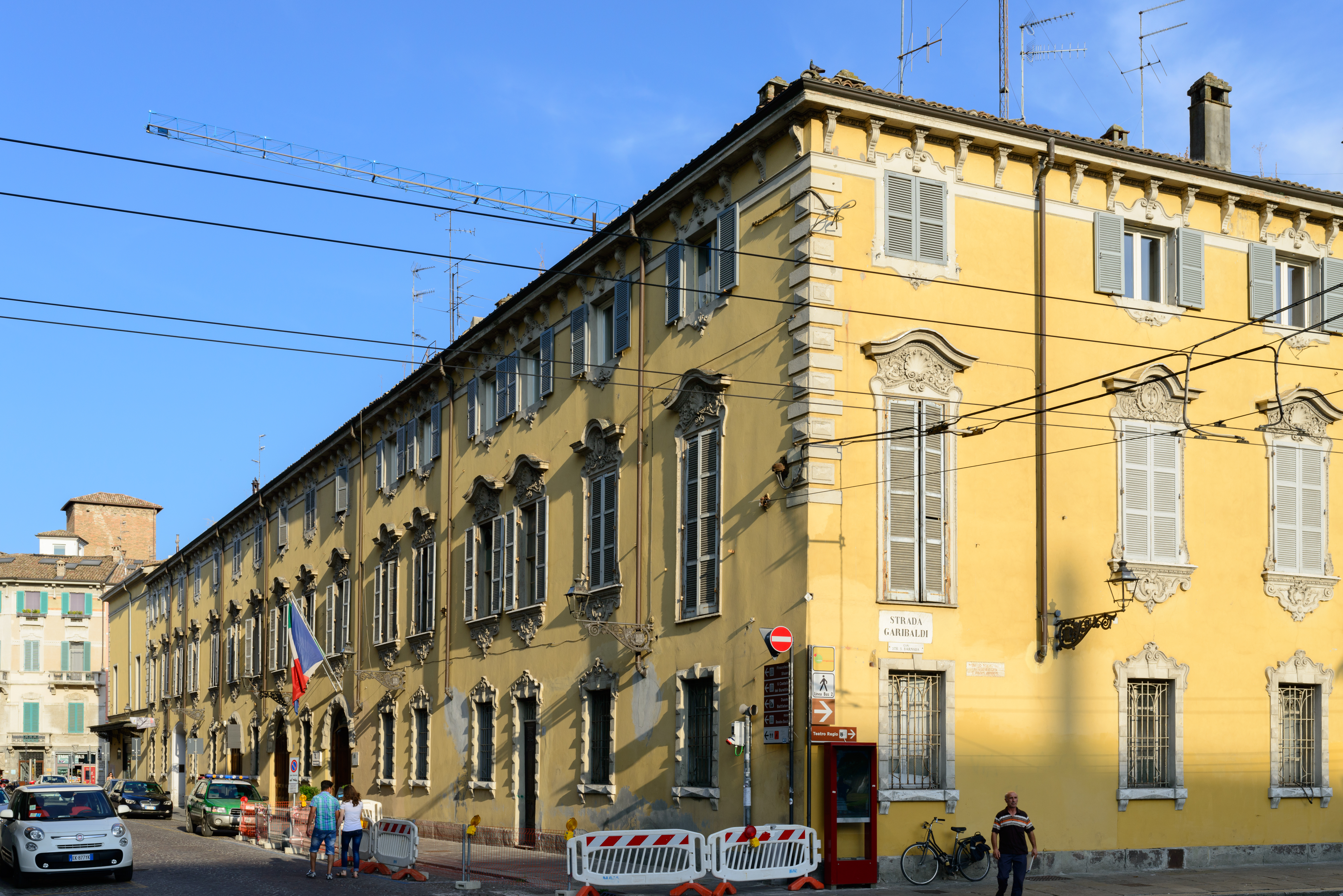
Palazzo di Riserva

I principali palazzi cittadini vennero edificati nei secoli in cui Parma fu capitale del Ducato. Tra essi spicca per importanza l'enorme complesso monumentale del Palazzo della Pilotta, edificato per i duchi Farnese a partire dal 1580 quale contenitore di tutti i servizi della Corte e dello Stato; vi si accede attraverso un imponente scalone a forbice coperto da cupola progettato da Simone Moschino; oggi è sede della Galleria Nazionale di Parma, del Teatro Farnese, del Museo archeologico nazionale di Parma, della Biblioteca Palatina, del Museo Bodoniano e dell'istituto d'Arte Paolo Toschi.
Sullo stesso piazzale della Pace, oltre ai neoclassici palazzo della Provincia e palazzo dei Ministeri, sorge anche il Palazzo di Riserva, costruito a partire dal 1673, che si presenta oggi con le caratteristiche facciate in stile Luigi XV a nord e ovest, accanto all'ala neoclassica progettata dal Petitot oggi sede del museo Glauco Lombardi; costola dell'edificio è il palazzo delle Poste, in puro stile liberty.

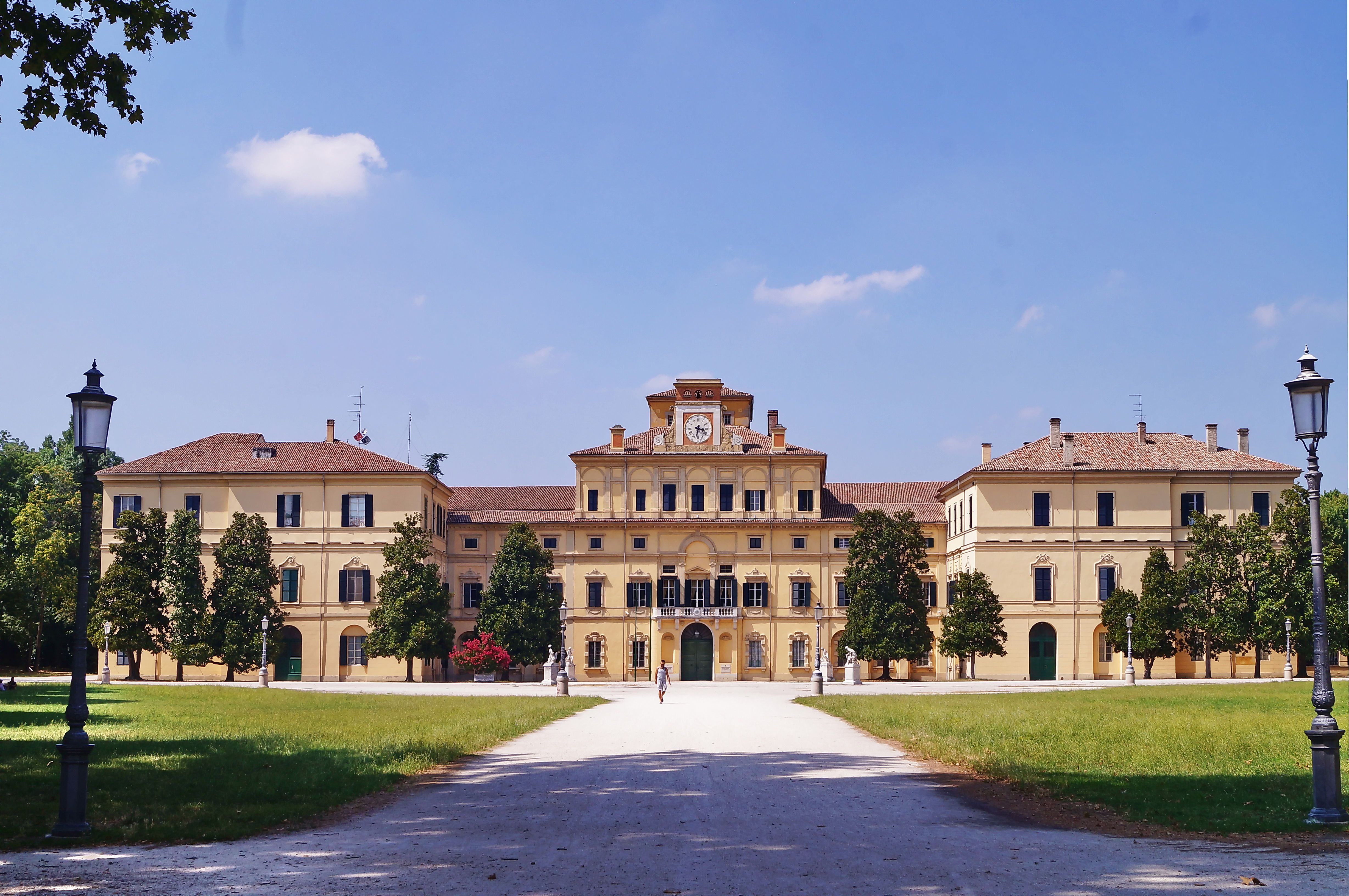
Palazzo del Giardino

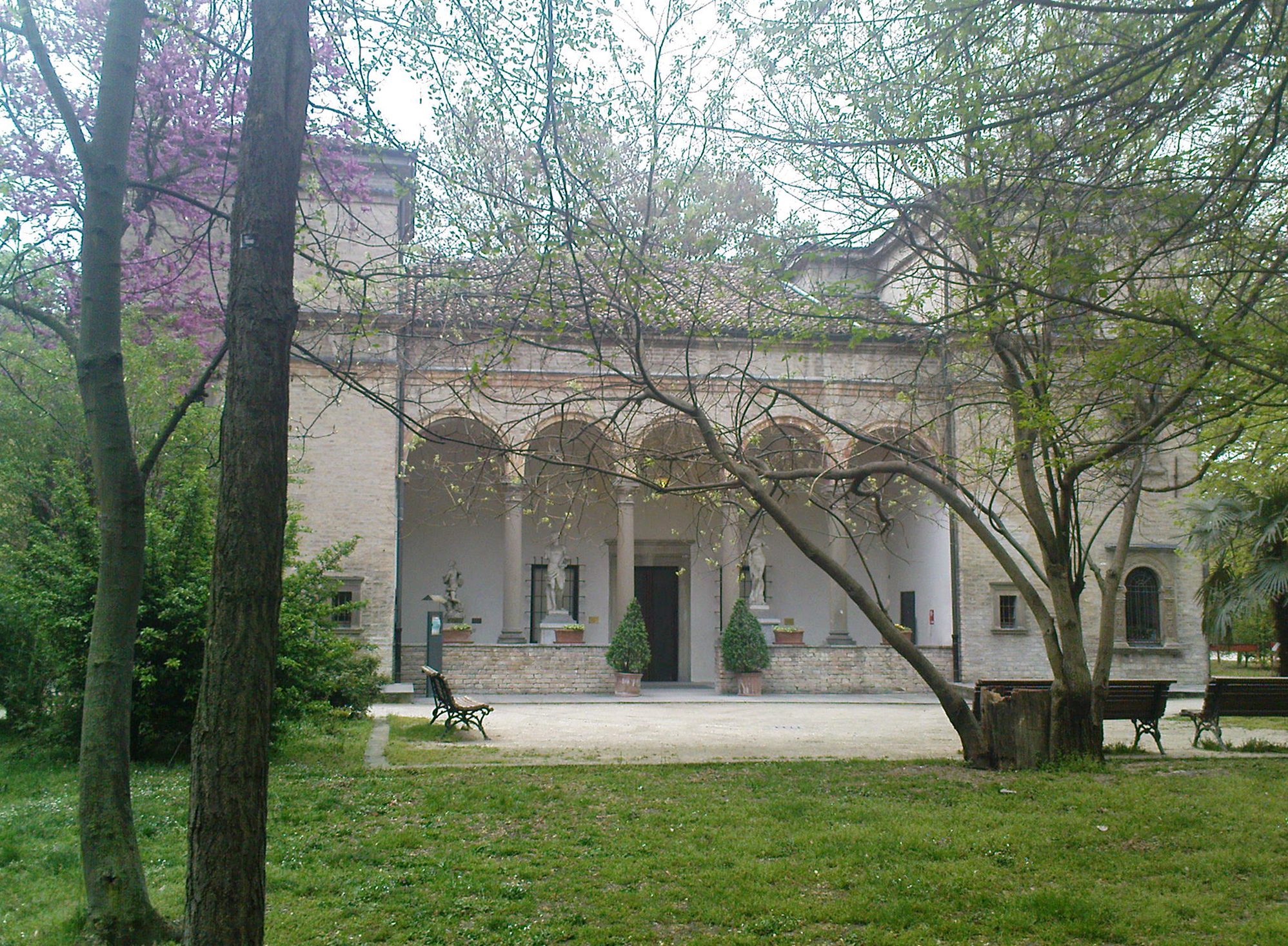
Palazzetto Eucherio Sanvitale

Oltrepassato il torrente Parma, all'interno del Parco Ducale si trova il Palazzo del Giardino, edificio di Corte costruito dal 1561 su progetto del Vignola e ancora oggi ricco di importanti affreschi e stucchi seicenteschi; nello stesso parco sorge anche il rinascimentale Palazzetto Eucherio Sanvitale, che conserva al suo interno frammenti di un affresco del Parmigianino. Non lontano si erge inoltre l'enorme edificio monumentale dell'Ospedale Vecchio, raro esempio di architettura ospedaliera di epoca rinascimentale.

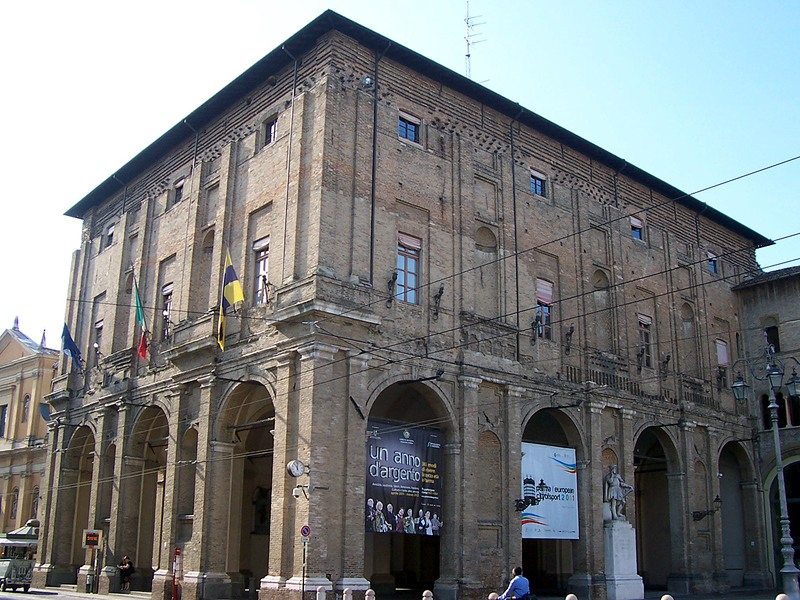
Palazzo del Comune

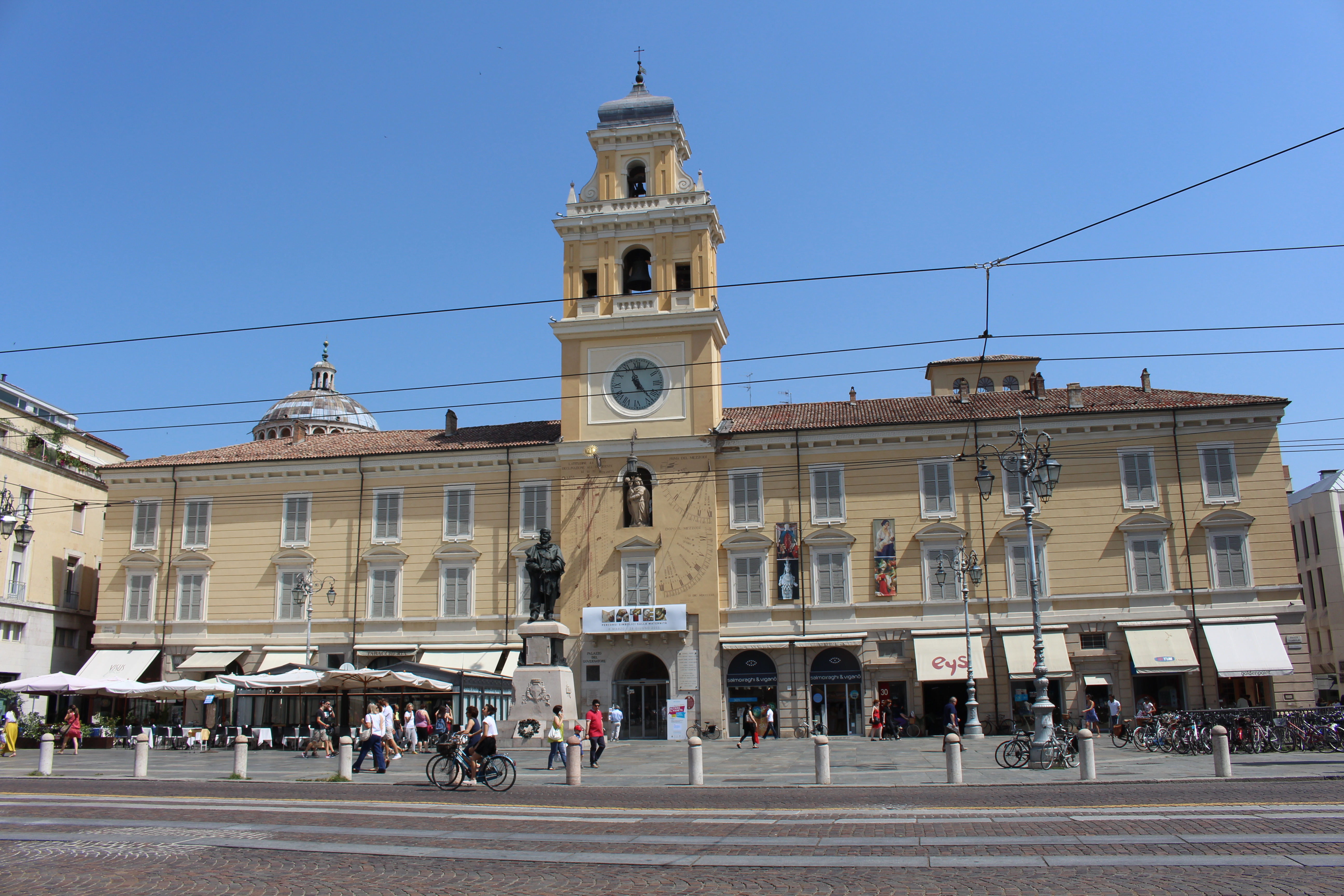
Palazzo del Governatore

Nella centrale piazza Garibaldi, sede del potere comunale in epoca medievale, si trovano ancora oggi vari edifici che ne sono testimonianza: il rinascimentale palazzo del Comune, contenente numerose opere di valore e attuale sede di rappresentanza dell'amministrazione comunale cittadina; il palazzo del Podestà, costola del precedente, caratterizzato dalle eleganti trifore medievali; l'antico palazzo del Governatore, ristrutturato in stile neoclassico dal Petitot e oggi centro di esposizione permanente di arte moderna e contemporanea. Accanto alla neoclassica chiesa di San Pietro Apostolo, sorge inoltre il neorinascimentale palazzo della Cassa di Risparmio con l'annesso ex palazzo della Camera di commercio, con le pregevoli sale liberty e déco.

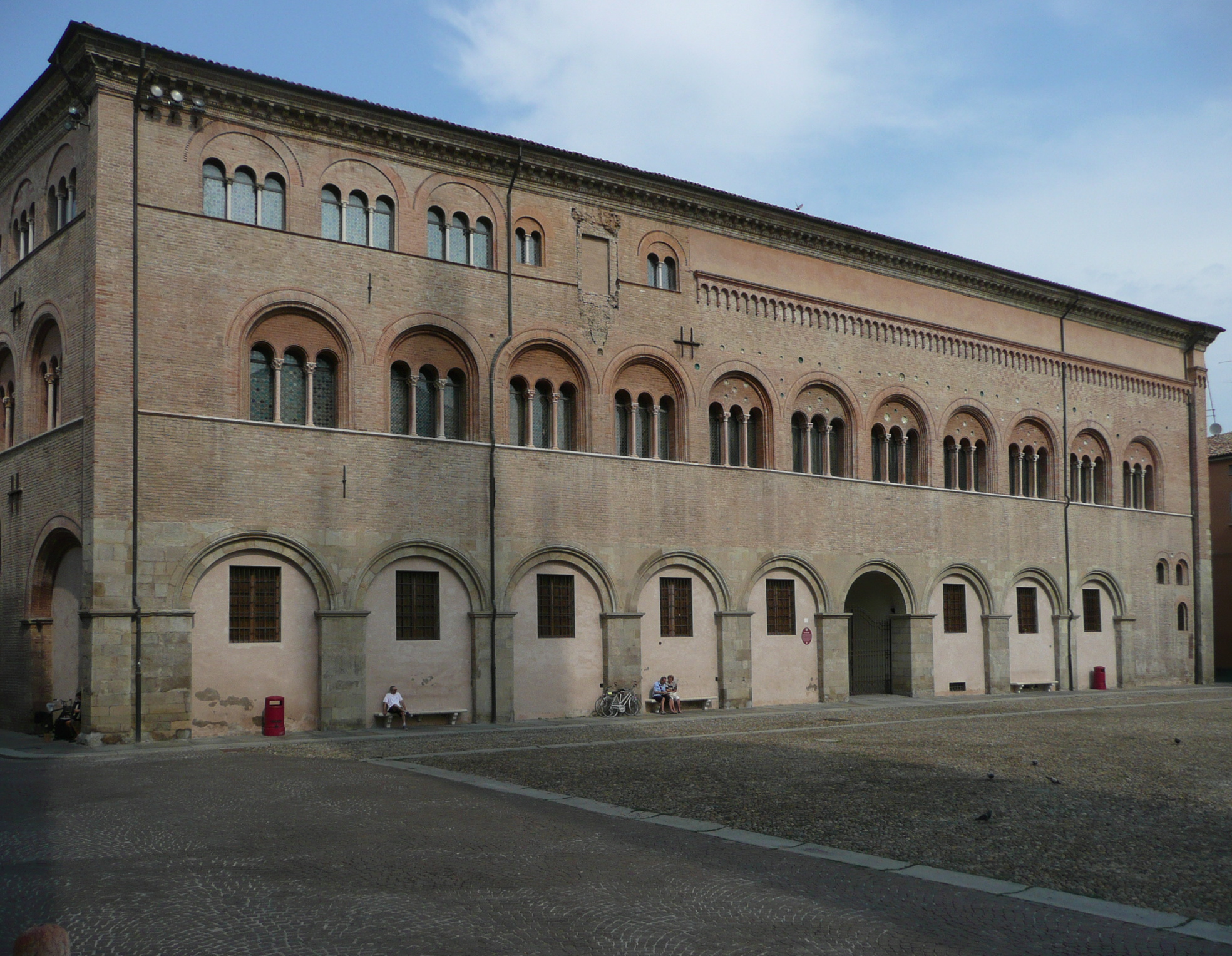
Palazzo Episcopale

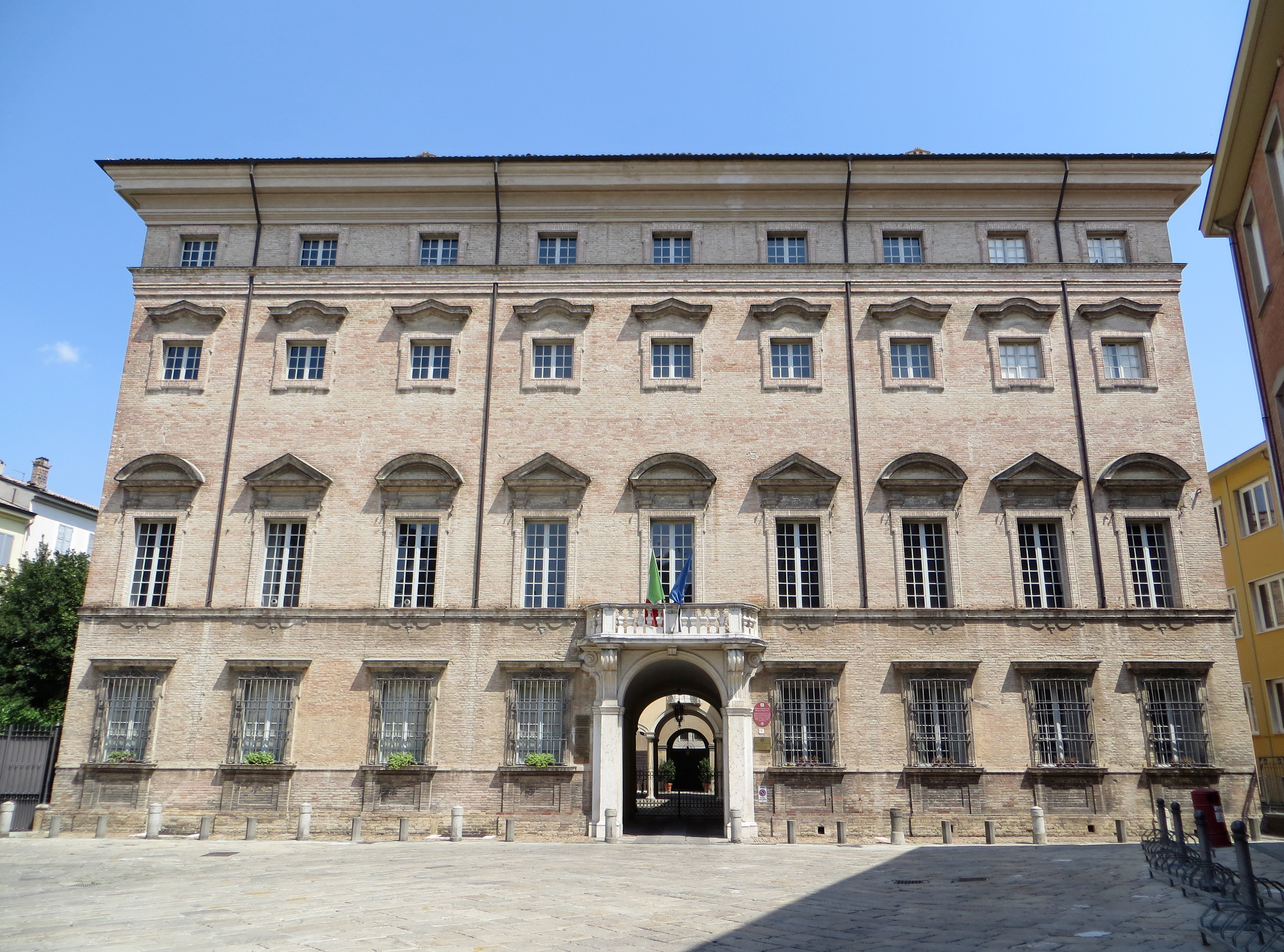
Palazzo Pallavicino

Spostandosi in piazza Duomo, si erge il Palazzo Episcopale, antichissima residenza vescovile caratterizzata dalle trifore duecentesche e dai loggiati rinascimentali, ancora oggi sede della diocesi di Parma e del Museo diocesano; nelle vicinanze sorge inoltre il Seminario maggiore, che conserva della struttura rinascimentale il porticato con loggiato sovrastante della facciata, chiusi nel XIX secolo.
Tra gli antichi palazzi pubblici cittadini, sono degni di nota anche: il palazzo dell'Università, imponente edificio del XVI secolo, attuale sede centrale dell'Università di Parma; il barocco Palazzo delle Orsoline; il palazzo del Tribunale; il neorinascimentale Palazzo Ape Museo; il neoclassico Palazzo Imperiale dell'Arena, grande edificio ricco di importanti affreschi e sede del Convitto Nazionale Maria Luigia; il settecentesco palazzo delle Carrozze, sede dell'unità di lingue dell'Università degli Studi di Parma; l'elegante Casinetto Petitot, tra i primi eleganti Cafè italiani costruiti in epoca neoclassica; l'imponente Palazzo Giordani, in stile liberty, sede degli uffici della Provincia di Parma; il neogotico Seminario minore; la Casa madre dei Missionari Saveriani, sede del Museo d'arte cinese ed etnografico.
In città sono infine numerosi i palazzi nobiliari di pregio: il settecentesco Palazzo Dalla Rosa Prati; l'imponente Palazzo Sanvitale, oggi sede del museo Amedeo Bocchi; il rinascimentale Palazzo Cusani, attuale sede della Casa della Musica; il Palazzo Tirelli, caratterizzato dalle ampie finestre rinascimentali in cotto; il neoclassico Palazzo Dazzi; il barocco Palazzo Rangoni Farnese, con l'imponente portale costituito da due pseudo telamoni che sorreggono il balcone, oggi sede della Prefettura; il settecentesco Palazzo Marchi, con facciata in finto bugnato; il Palazzo Bossi Bocchi, oggi sede del museo Fondazione Cariparma; il neoclassico Palazzo Soragna, attuale sede dell'Unione Parmense degli Industriali; il rinascimentale Palazzo Tarasconi; l'ottocentesco Palazzo Carmi, con l'imponente facciata neoclassica; il barocco Palazzo Pallavicino, contenente pregevoli affreschi di Sebastiano Galeotti e attuale sede del Tribunale Amministrativo Regionale; il quattrocentesco Palazzo Boselli.

#### Ville

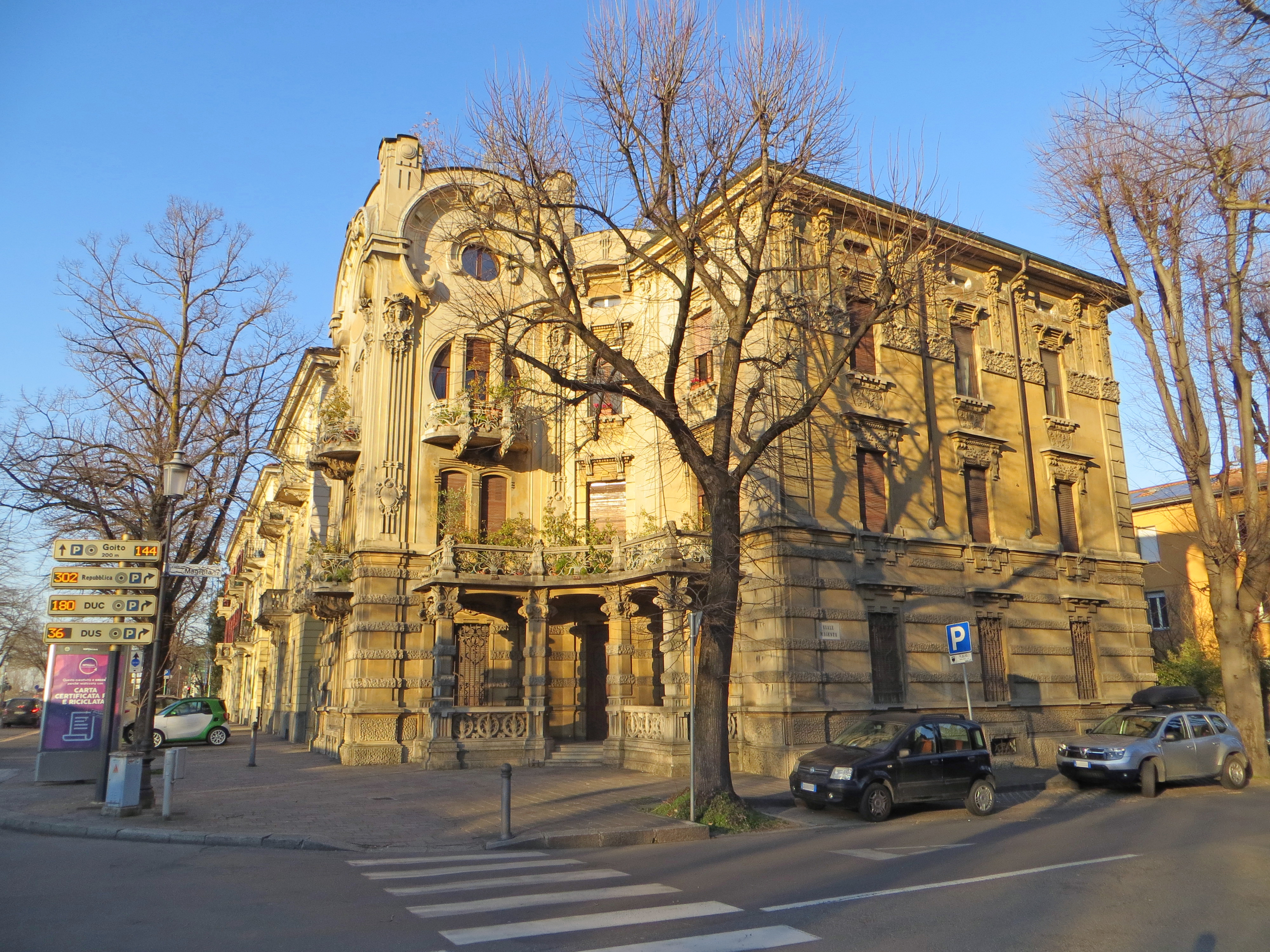
Villino Bonazzi

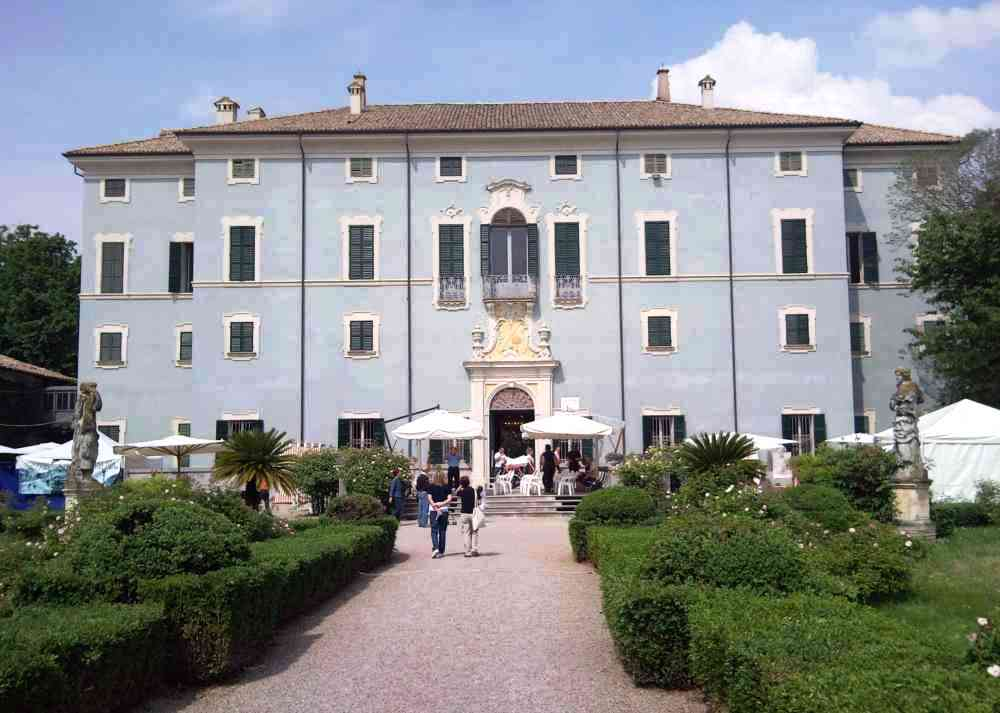
Villa Malenchini

In ambito urbano sono numerosi i villini e le ville d'epoca liberty, sorti nei primi anni del novecento soprattutto nelle zone a sud-est del centro storico, attorno a viale Campanini e alla Cittadella. Tra essi è degno di nota il Villino Bonazzi, costruito nel 1911 dall'architetto Mario Stocchi Monti e considerato tra i più tipici del liberty italiano. Nella periferia sud si trovano le neoclassiche Villa Picedi al termine di viale Rustici e Villa Avogadro in strada Farnese, edificate originariamente in aperta campagna.
Spostandosi fuori città, si trovano varie ville nobiliari di pregio: all'estremità ovest di Parma, nei pressi di San Pancrazio Parmense, la neoclassica Villa Levi-Tedeschi, caratterizzata da un imponente pronao e da un'alta torretta; a Vigolante la neoclassica Villa Mazzieri, dominata dall'alta torre neogotica; a San Ruffino la neoclassica Villa Paveri Fontana Della Zoppa, caratterizzata dal portico centrale su colonne e dal grande frontone di coronamento della facciata; a Gaione la neoclassica Villa Paganini, circondata da un ampio parco, appartenuta al violinista Niccolò Paganini; a Carignano la cinquecentesca Villa Malenchini al centro di un parco romantico di 15 ettari, caratterizzata dalla struttura rococò del portale d'ingresso e dagli importanti affreschi rinascimentali di Cesare Baglioni delle sale interne; a Vigatto la neobarocchetta Villa Meli Lupi con l'annessa neogotica Villa Magawly-Cerati e il grande parco all'inglese; a Marore la neoclassica Villa Petitot dell'architetto Ennemond Alexandre Petitot, che ospita ancora un teatrino dell'epoca interamente affrescato; a Porporano la neoclassica Villa Simonetta, caratterizzata dal doppio loggiato con altana e frontone della facciata ovest; a San Prospero Parmense la neoclassica Villa Mattei, ristrutturata forse dal Petitot e dominata dal frontone semicircolare dell'avancorpo centrale.

#### Teatri

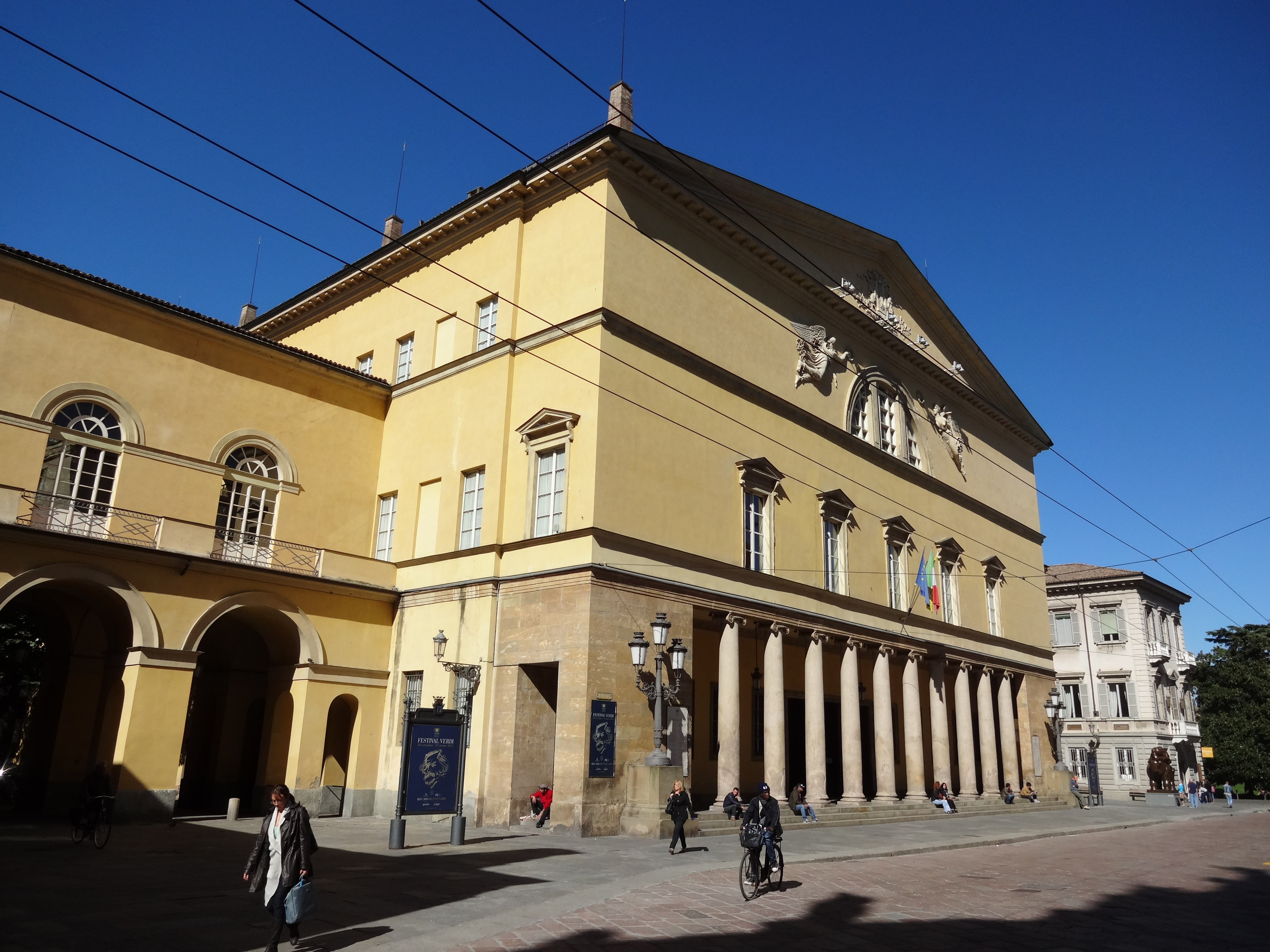
Teatro Regio

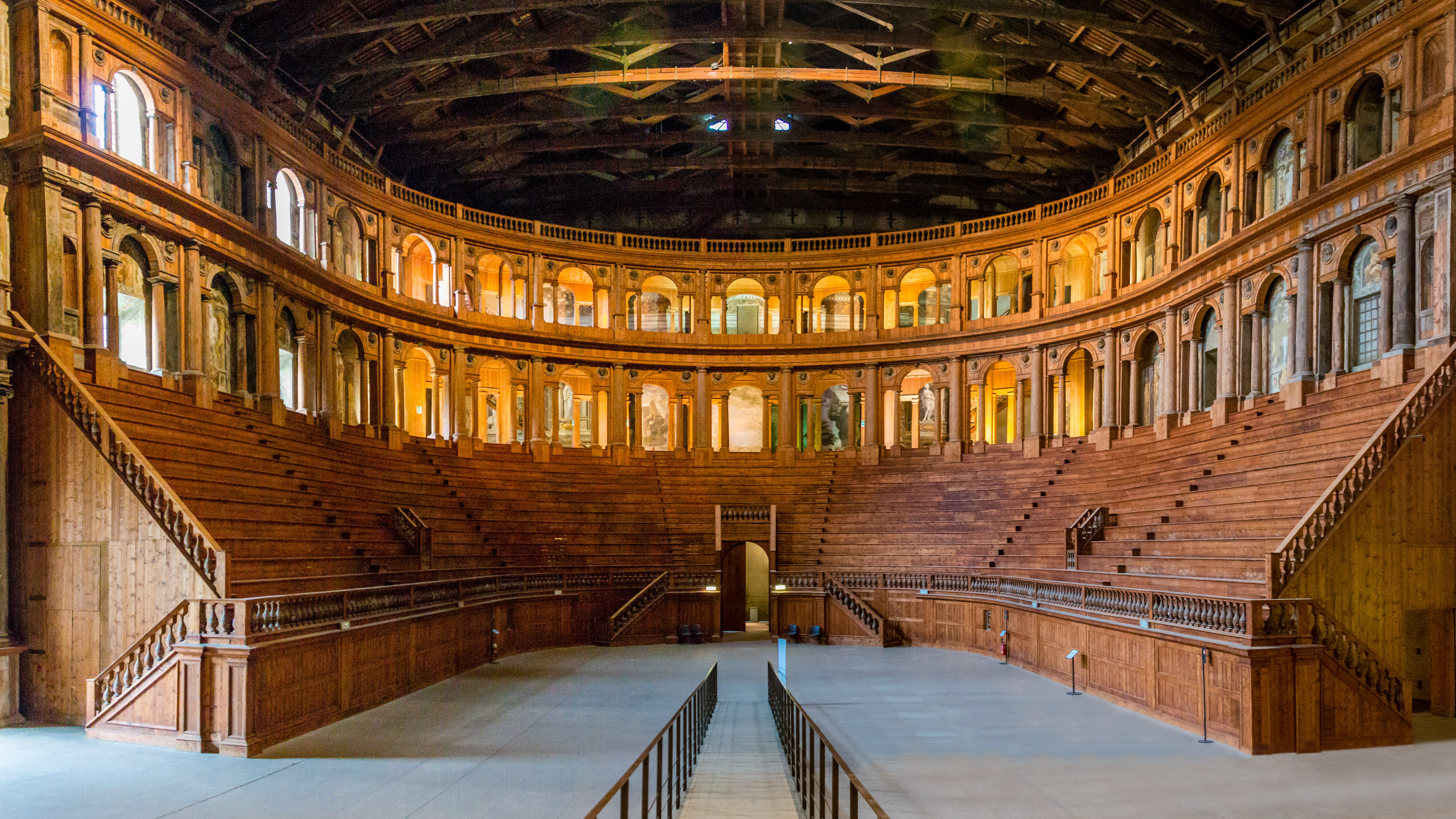
Teatro Farnese

La città di Parma è universalmente nota per la musica lirica. L'edificio più rappresentativo in tal senso è il neoclassico Teatro Regio, teatro d'opera cittadino, considerato uno tra i più importanti teatri di tradizione in Italia; fu costruito dal 1821 dall'architetto Nicola Bettoli per volere della duchessa Maria Luigia; l'interno si sviluppa su quattro ordini di palchi e loggione, decorati da Girolamo Magnani, e conserva l'antico sipario dipinto di Giovan Battista Borghesi.

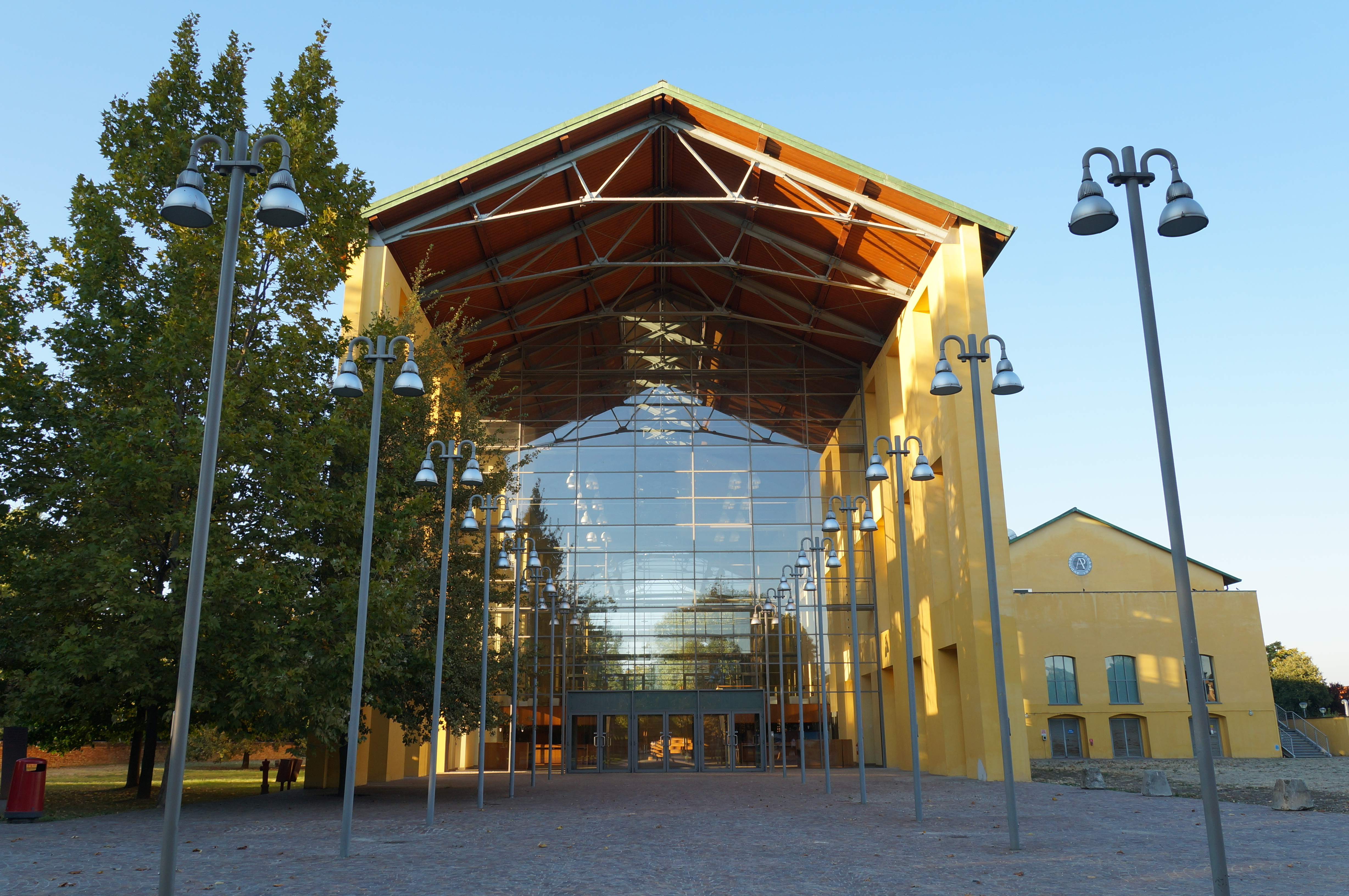
Auditorium Niccolò Paganini

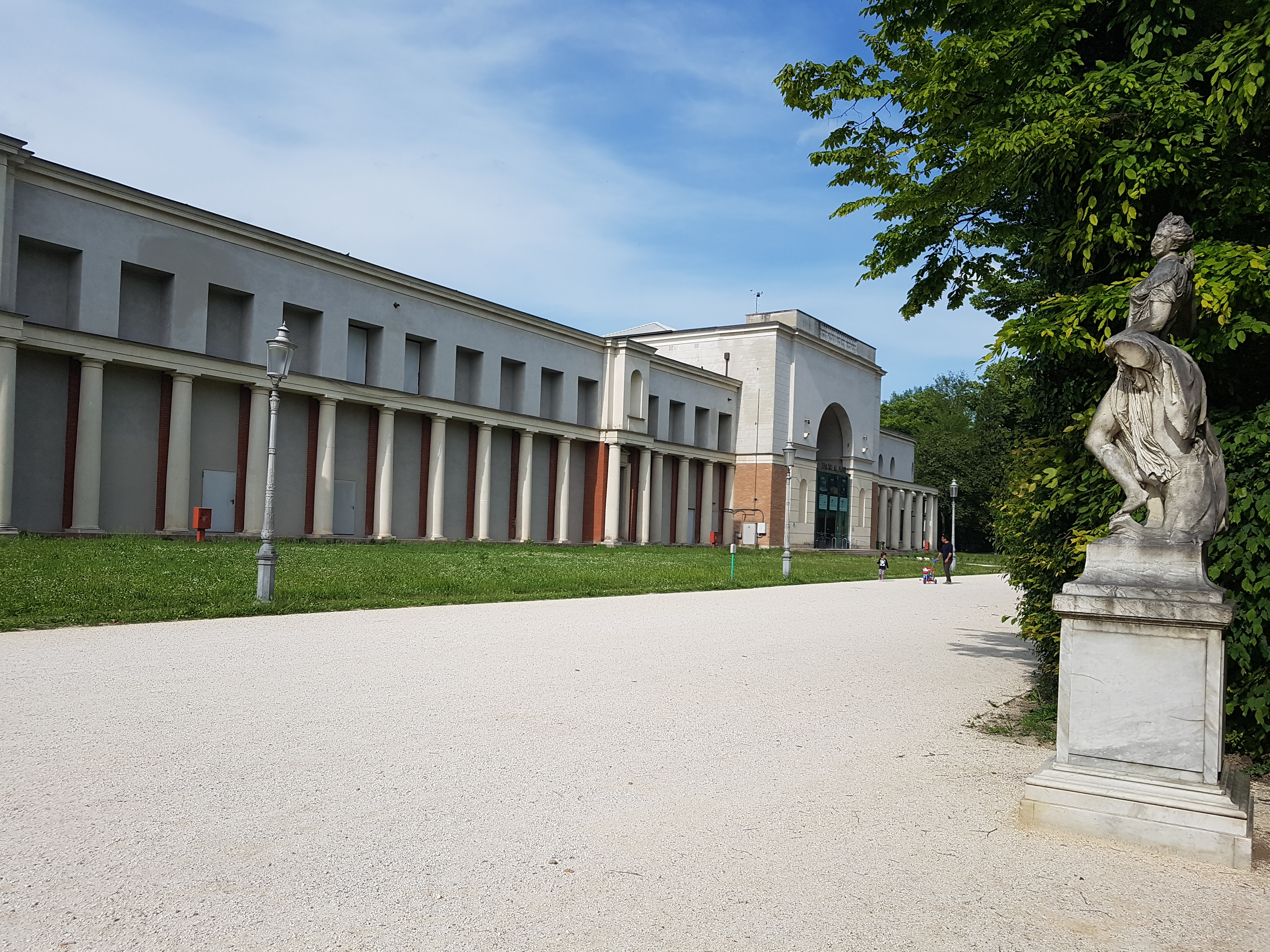
Teatro al Parco

L'altro teatro storico per cui la città è conosciuta è il ligneo Teatro Farnese, situato all'interno del Palazzo della Pilotta; considerato uno dei primi teatri a essere dotato di un arco di proscenio permanente, fu il primo teatro europeo a scena mobile; fu costruito dal 1617 da Giovan Battista Aleotti quale teatro di Corte per i duchi Farnese; distrutto da un bombardamento aereo del maggio 1944, fu ricostruito nel secondo dopoguerra secondo i disegni originali.
Un piccolo teatro ottocentesco, progettato dall'architetto Nicola Bettoli per volere della duchessa Maria Luigia, è situato all'interno del Convitto nazionale Maria Luigia.
Alle porte del centro storico, all'interno del Parco Eridania sorge poi l'Auditorium Niccolò Paganini, progettato dall'architetto Renzo Piano e inaugurato nel 2001 recuperando le precedenti strutture industriali dello zuccherificio Eridania.
In città sono presenti inoltre altri teatri degni di nota: il Teatro Due, sovrastato da un recente anfiteatro all'aperto da 780 posti, considerato un punto di riferimento nel panorama teatrale nazionale e internazionale; il Teatro al Parco, all'interno delle palazzine costruite tra il 1939 e il 1941 per ospitare esposizioni fieristiche nel Parco Ducale, da anni sede della "Compagnia delle Briciole"; l'enorme Palaverdi, inizialmente noto come Palacassa, auditorium all'interno del quartiere fieristico; il costruendo Teatro Giovannino Guareschi, destinato a proporre stagioni di teatro popolare parmigiano interamente in lingua dialettale.
Nella frazione di Marore la Villa Petitot conserva infine un raro esempio di teatrino privato settecentesco ancora integro, disegnato dall'architetto Ennemond Alexandre Petitot in stile neoclassico.

#### Monumenti

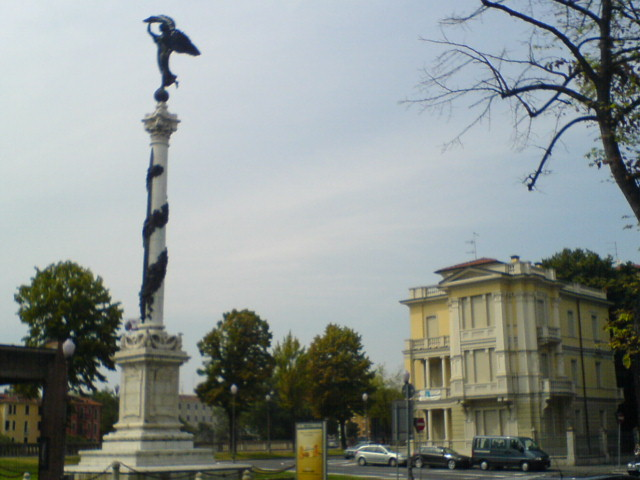
Monumento alla Vittoria

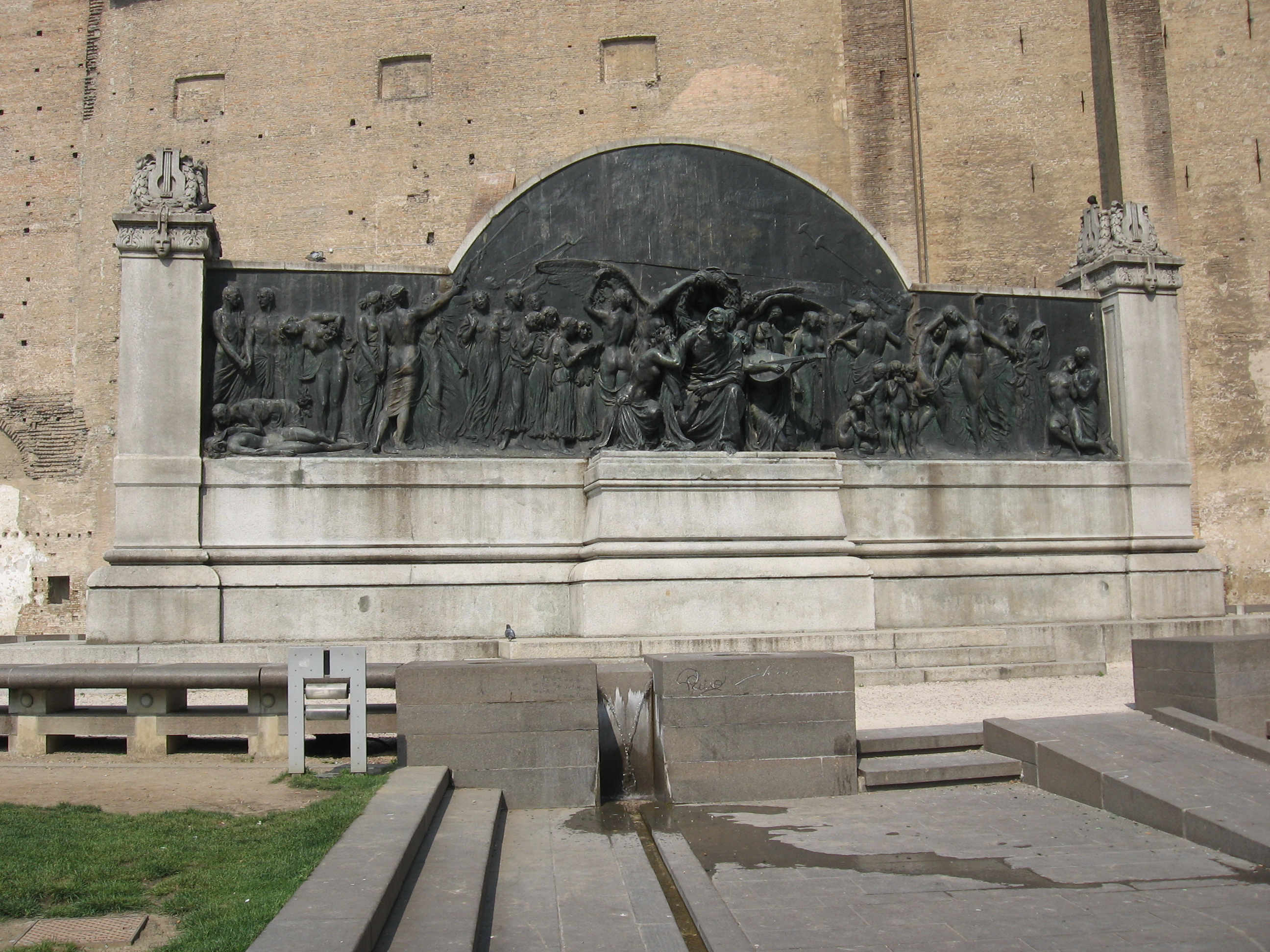
Ara centrale del Monumento a Giuseppe Verdi

La città conserva ancora alcune tracce della sua antica origine romana; tra queste, sotto l'attuale strada Mazzini sono visibili i resti del Pons Lapidis (noto anche come "Ponte Romano"), inizialmente edificato in muratura in età Augustea ma ricostruito in pietra da Teodorico nel 493.

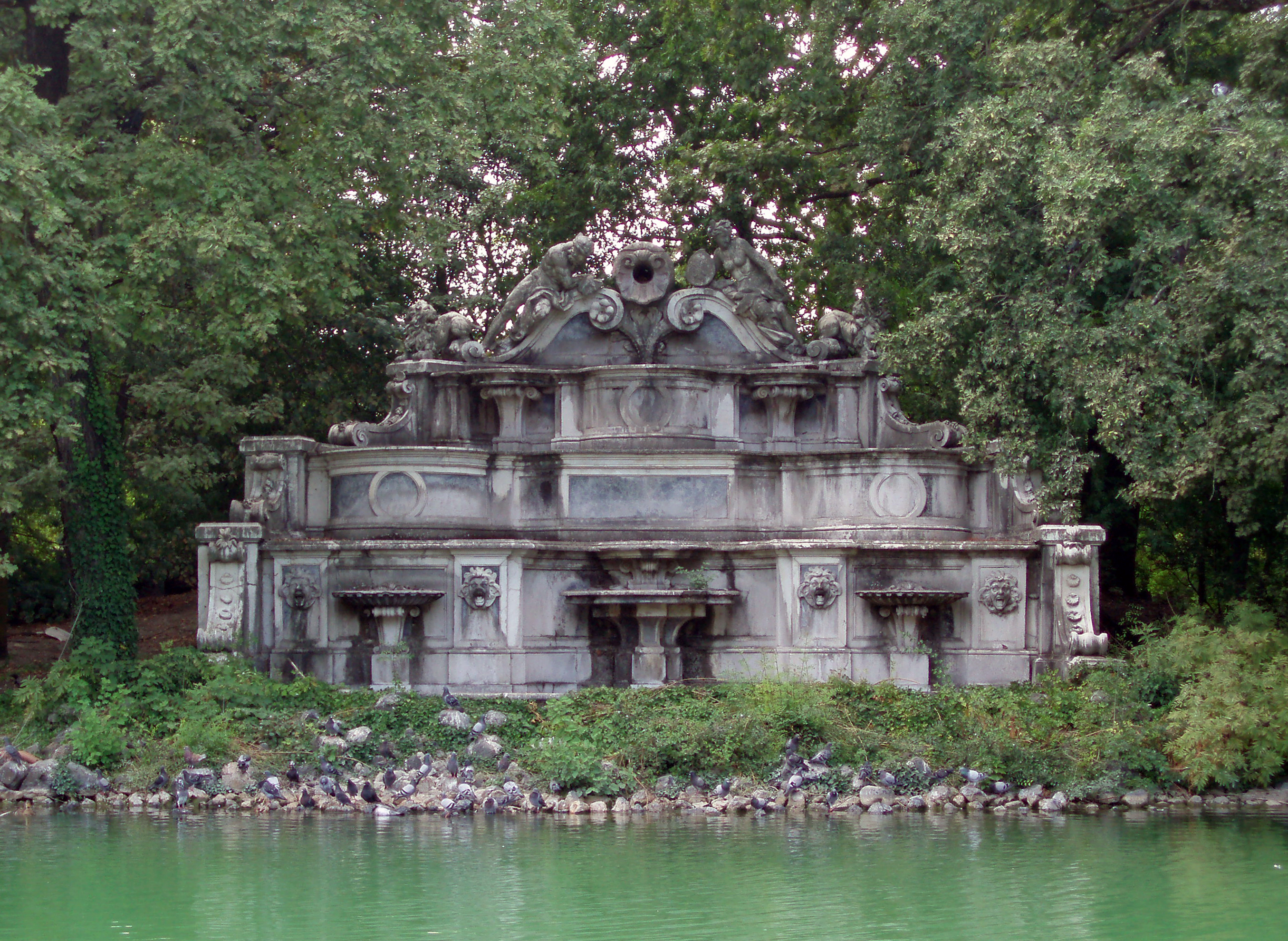
Fontana del Trianon

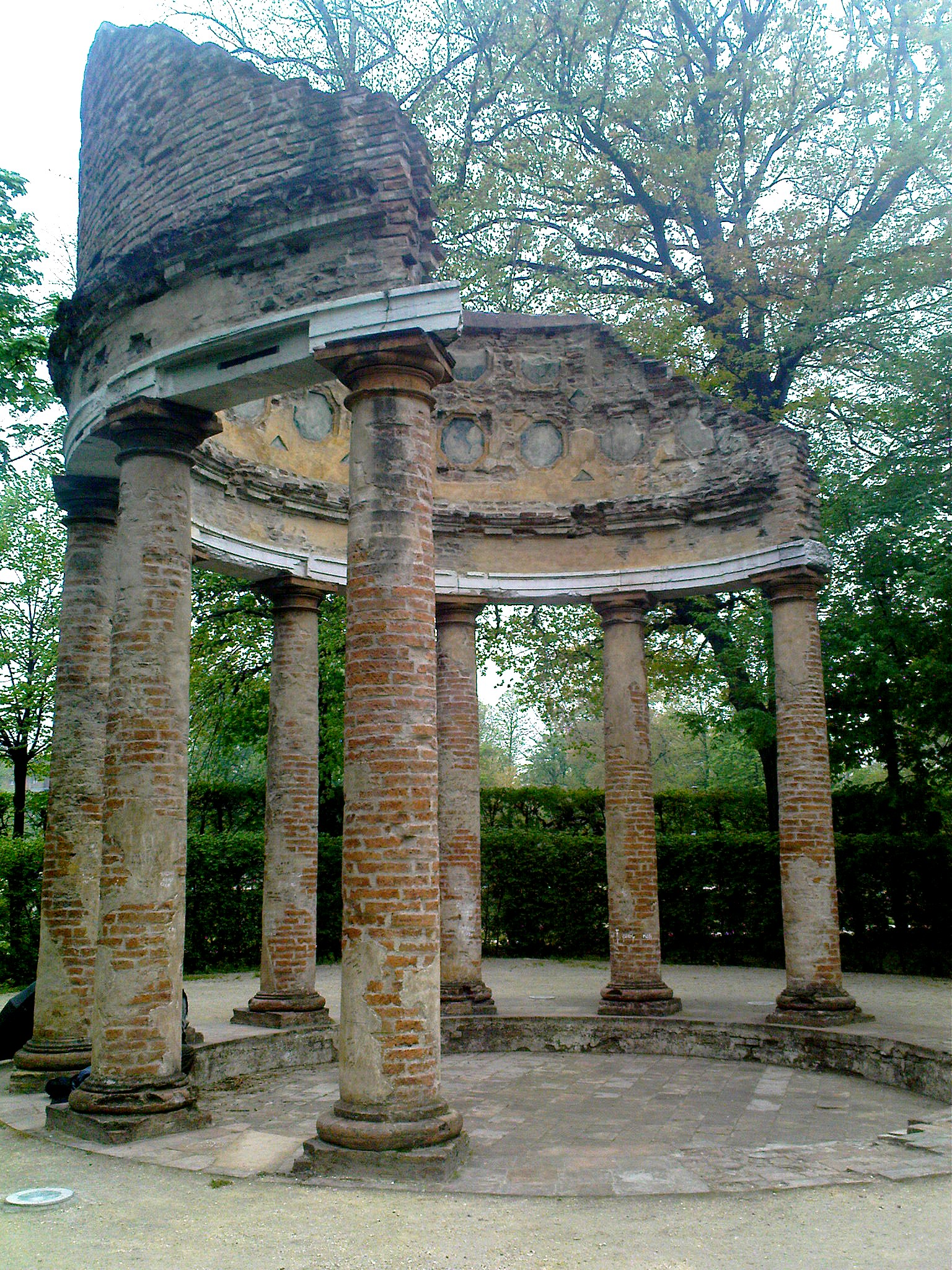
Tempietto d'Arcadia

Il centro cittadino ospita inoltre una serie di monumenti di notevole pregio: in piazzale Dalla Chiesa, di fronte alla stazione ferroviaria, il bronzeo monumento a Vittorio Bottego, eseguito nel 1907 dallo scultore Ettore Ximenes; in viale Toschi, alle spalle del Palazzo della Pilotta, l'alto obelisco del monumento alla Vittoria, realizzato nel 1917 dallo Ximenes su progetto dell'architetto Lamberto Cusani; in piazzale della Pace l'ara centrale dello scomparso monumento a Giuseppe Verdi, eseguito nel 1913 interamente in granito e bronzo dallo Ximenes, parimenti su progetto di Lamberto Cusani; nello stesso piazzale il monumento al Partigiano, creato nel 1954 dallo scultore Marino Mazzacurati su progetto dell'architetto Guglielmo Lusignoli; sull'antica torre di San Paolo in strada Melloni il monumento ai Caduti di tutte le guerre, eseguito nel 1961 da vari scultori su progetto dell'architetto Mario Monguidi; al centro di piazza della Steccata, il monumento al Parmigianino, realizzato nel 1879 dallo scultore Giovanni Chierici; nella centrale piazza Garibaldi, davanti al palazzo del Governatore, il monumento a Giuseppe Garibaldi, creato nel 1893 dallo scultore Davide Calandra; nella stessa piazza, in una nicchia del palazzo del Comune, il monumento al Correggio, realizzato nel 1870 dallo scultore Agostino Ferrarini; a ridosso dello stesso palazzo, verso la chiesa di San Vitale, la copia dell'antico monumento a Ercole e Anteo (noto a Parma anche come I du brasè), realizzato dall'artista fiammingo Teodoro Vandersturck tra il 1684 e 1687 e conservato in originale al centro del cortile di Palazzo Cusani.

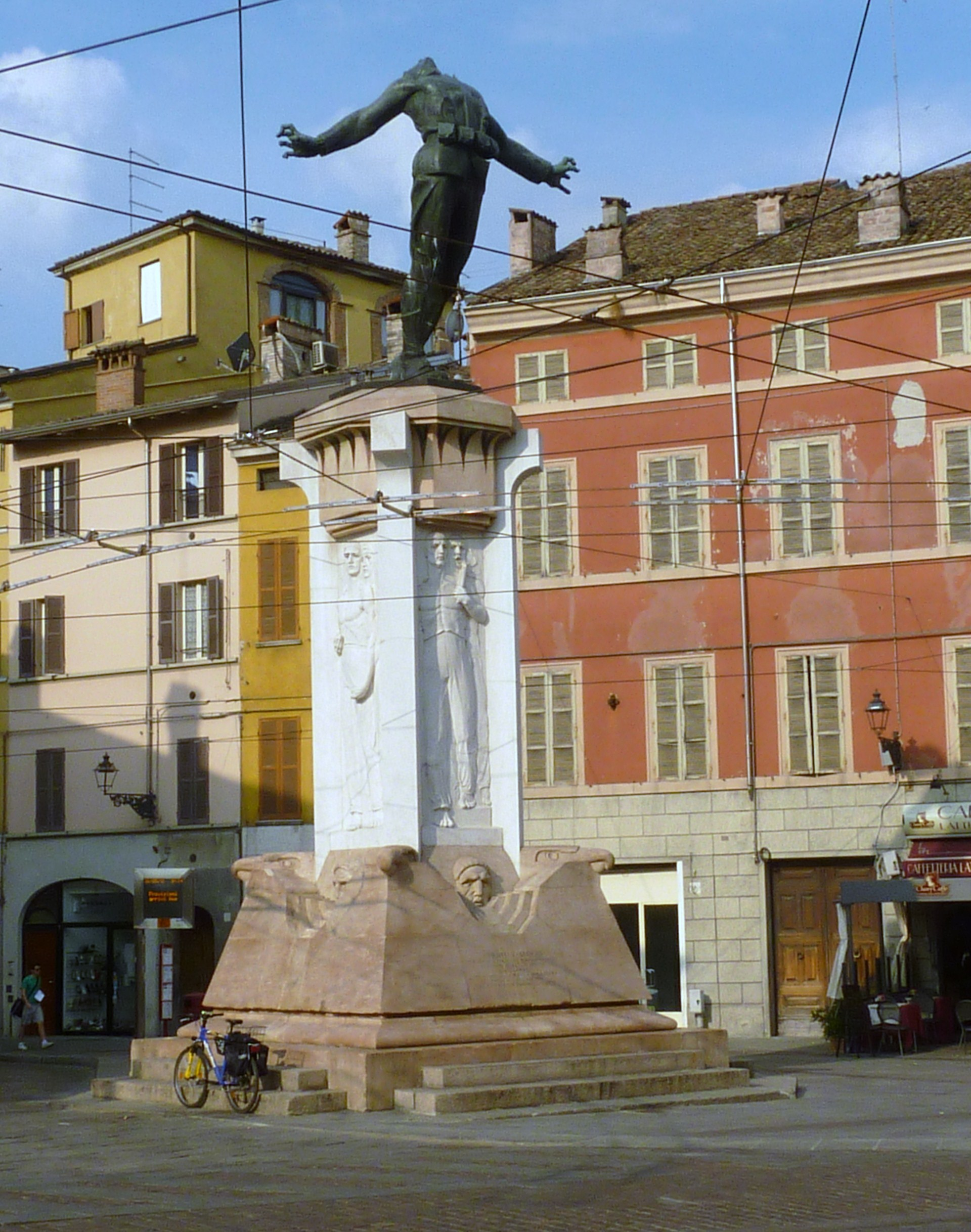
Monumento a Filippo Corridoni

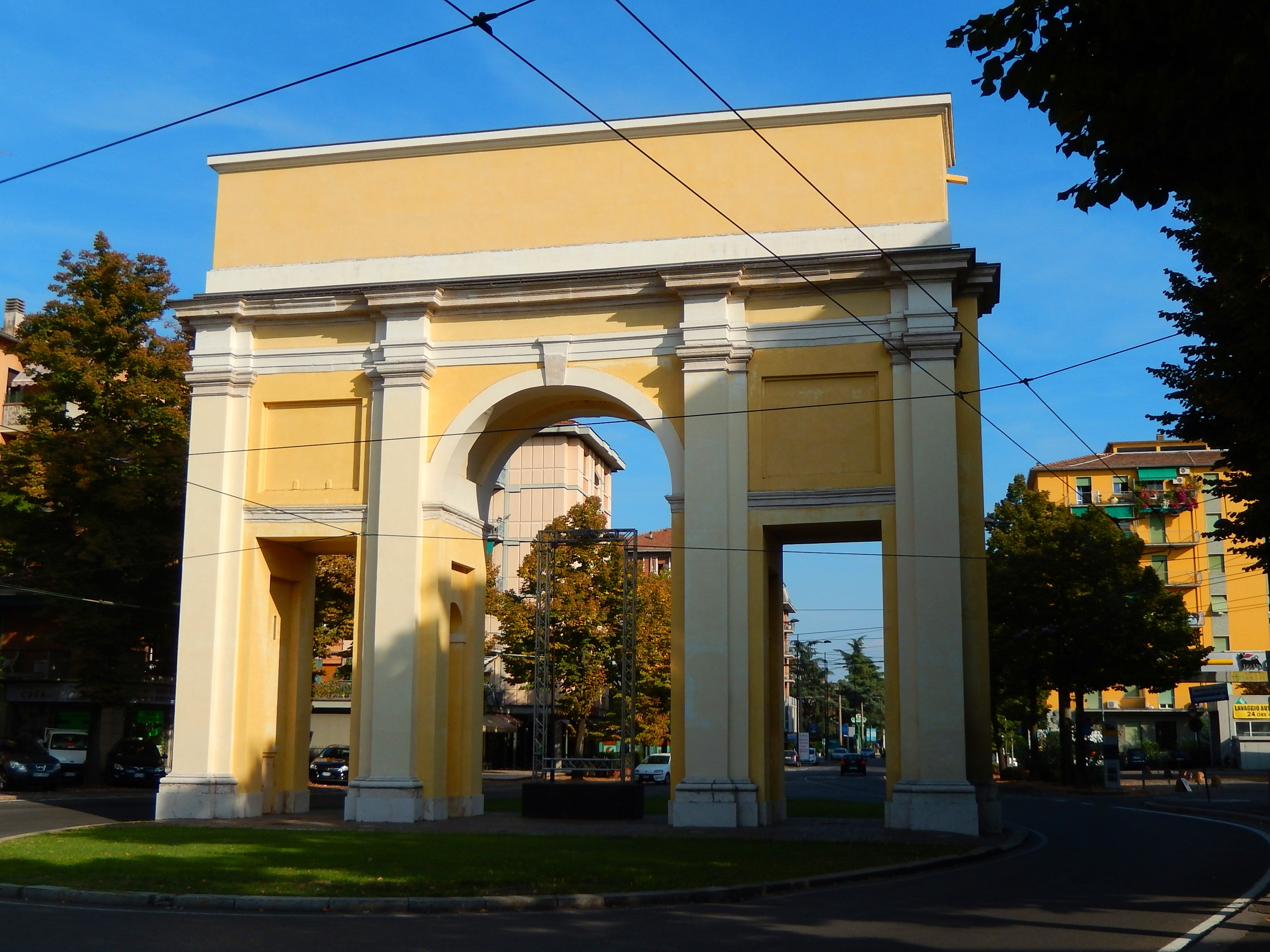
Arco di San Lazzaro

Spostandosi nel quartiere Oltretorrente, il Parco Ducale ospita, oltre a numerosi vasi e statue neoclassiche dello scultore Jean-Baptiste Boudard, due significativi monumenti: la grande Fontana del Trianon, realizzata tra il 1712 e il 1719 dall'architetto e scultore Giuliano Mozzani per il giardino della Reggia di Colorno e posizionata sull'isolotto al centro della peschiera del Parco Ducale nel 1920; il Tempietto d'Arcadia, realizzato in forma di rovina nel 1769 su progetto dell'architetto Petitot.
Sempre nello stesso quartiere, appena oltre il Ponte di Mezzo sorge al centro di una piccola piazza l'alto monumento a Filippo Corridoni, costruito secondo il gusto déco fra il 1925 e il 1927 dallo scultore Alessandro Marzaroli, su progetto dell'architetto Mario Monguidi.
All'esterno del centro storico, lungo via Emilia Est, sorge un importante manufatto, l'Arco di San Lazzaro, arco trionfale a tre fornici costruito nel 1628 secondo il gusto barocco ma più volte risistemato, fino a conferirgli l'attuale veste neoclassica.
Degno di nota è infine il neoclassico cimitero monumentale della Villetta, costruito a pianta ottagonale nel 1817 per volere della duchessa Maria Luigia; ospita numerose tombe monumentali dedicate a personaggi illustri, tra i quali Niccolò Paganini, Ildebrando Pizzetti, Carlo Alberto dalla Chiesa, Giuseppe Cenni, Padre Lino Maupas, Giancarlo Rastelli e Pietro Barilla.

### Monumenti scomparsi

Il Palazzo Ducale negli anni '30 del Novecento

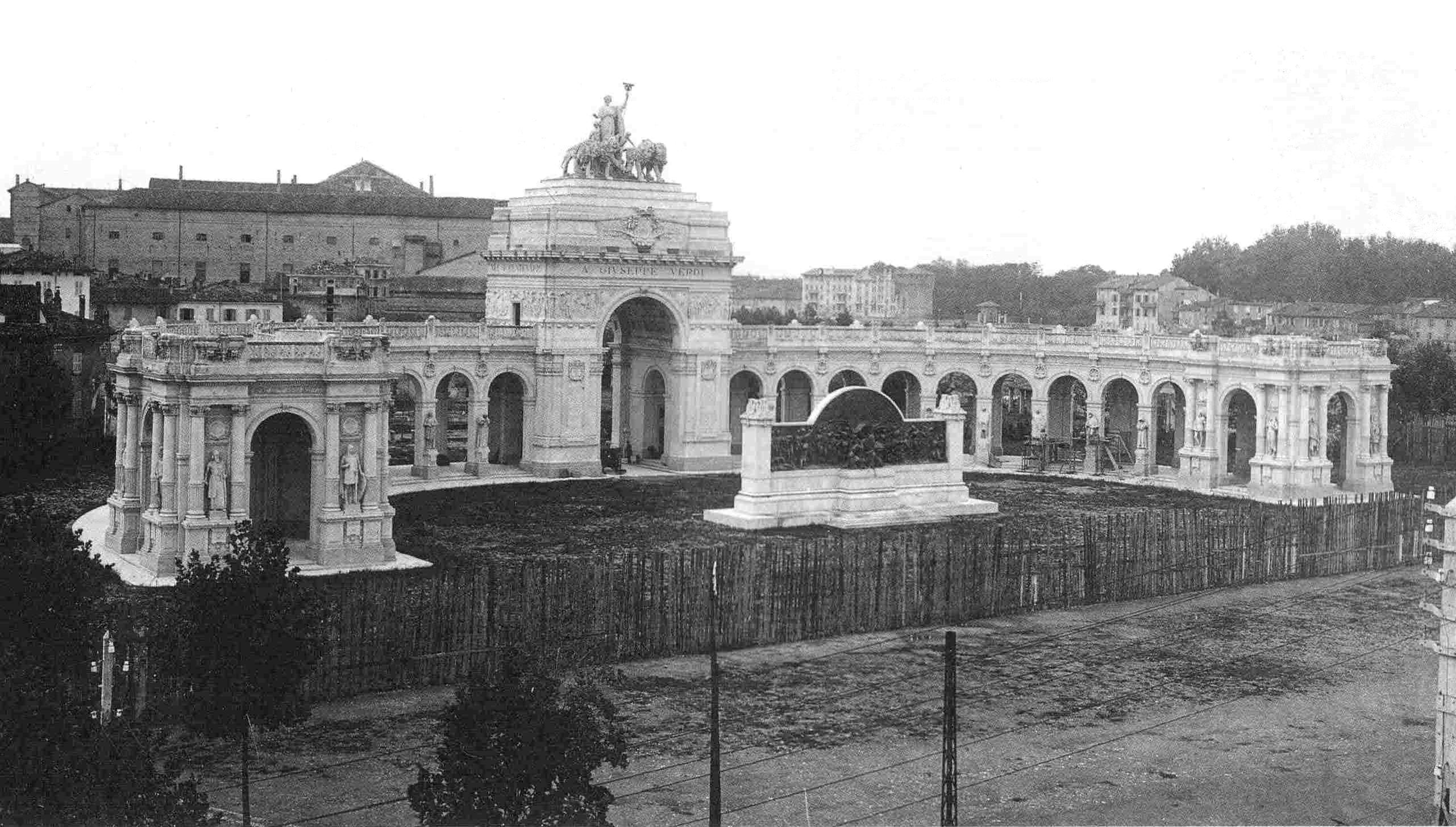
Il monumento a Giuseppe Verdi nel 1920

Al pari di molte altre realtà, anche Parma nel corso dei secoli ha irrimediabilmente perduto numerosi monumenti per svariate ragioni. I più significativi sono: in piazza Garibaldi la Torre civica del 1287, probabilmente la torre più alta d'Italia con i suoi stimati 130 m di altezza, crollata improvvisamente nel 1606 distruggendo anche il palazzo del Capitano del Popolo del 1281; in piazzale della Pace il neoclassico Palazzo Ducale dell'architetto Nicola Bettoli e il Teatro Reinach del 1871, danneggiati dai bombardamenti aerei anglo-americani del 1944 e in seguito abbattuti; in piazzale Dalla Chiesa il maestoso monumento a Giuseppe Verdi del 1913, danneggiato dai bombardamenti della seconda guerra mondiale e in seguito abbattuto, conservandone solo l'ara centrale spostata successivamente in piazzale della Pace; in piazza Ghiaia le neoclassiche Beccherie del 1838, demolite nel 1928 dal sindaco Giovanni Mariotti per la creazione del Lungoparma; le mura che cingevano l'intera città e tre delle cinque Porte, rase al suolo dallo stesso sindaco Mariotti all'inizio del '900 per consentire alla città una più facile espansione.

### Aree naturali e vivibilità urbana

#### Parchi e aree verdi

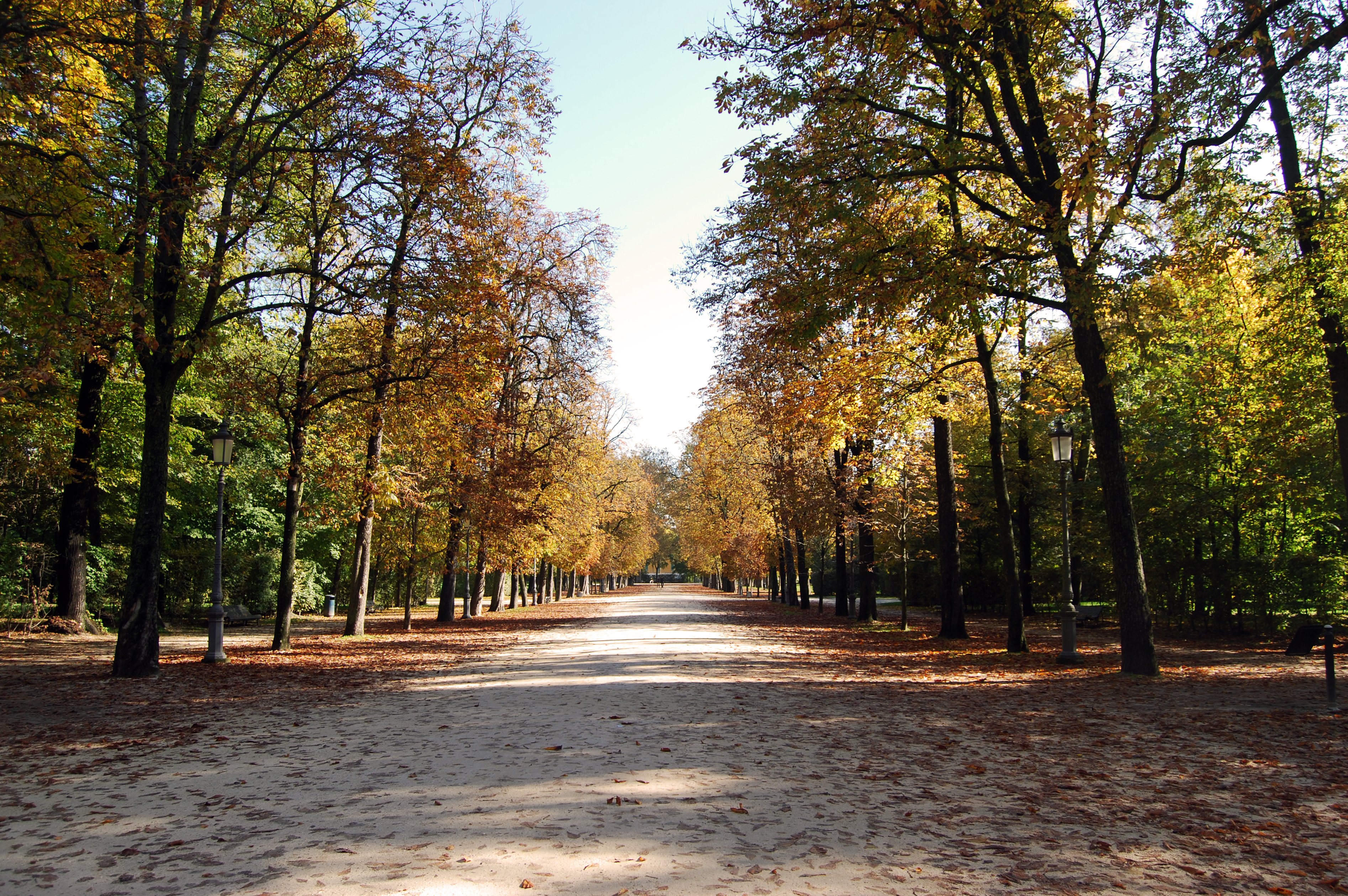
Parco Ducale

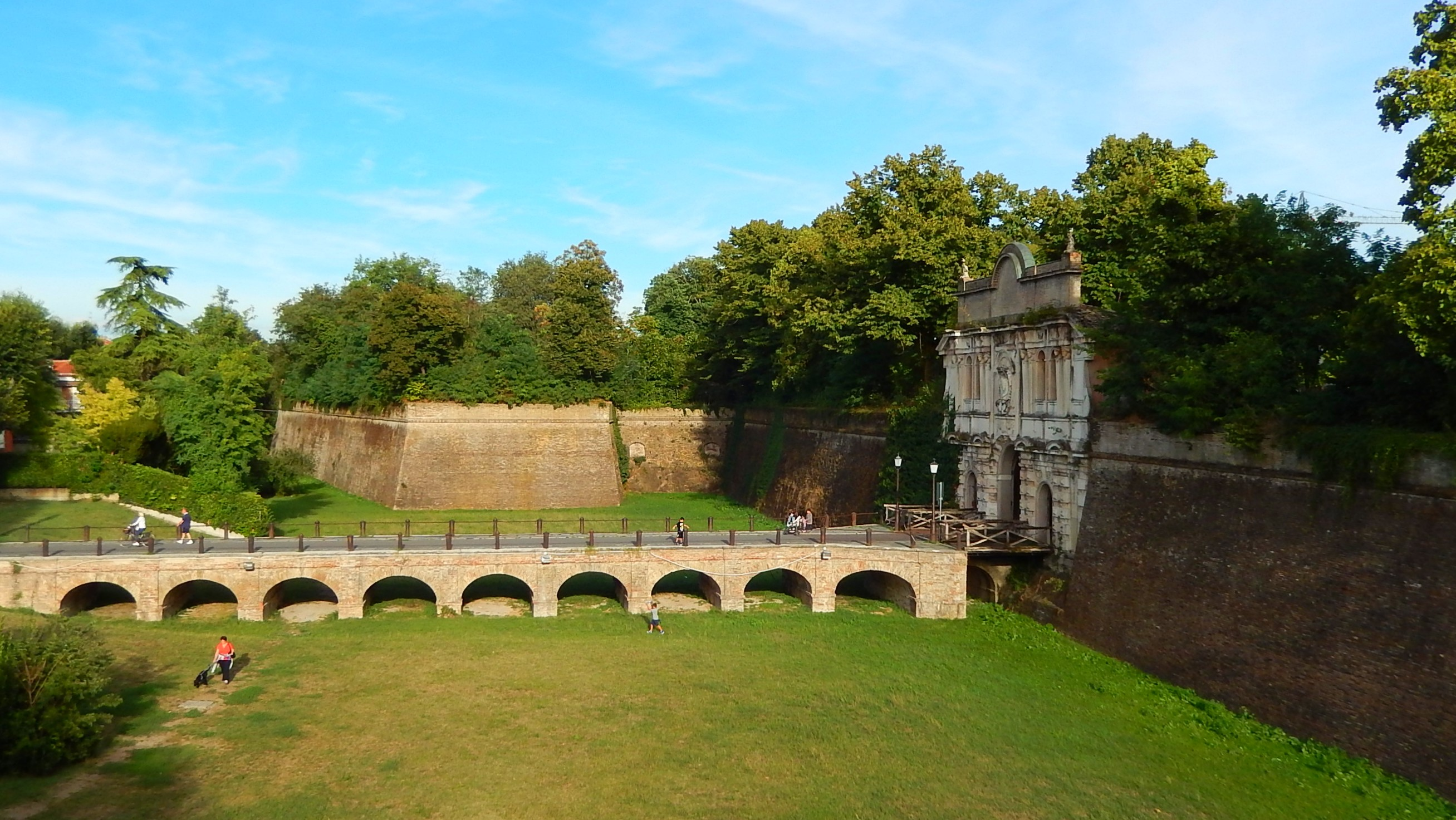
Cittadella

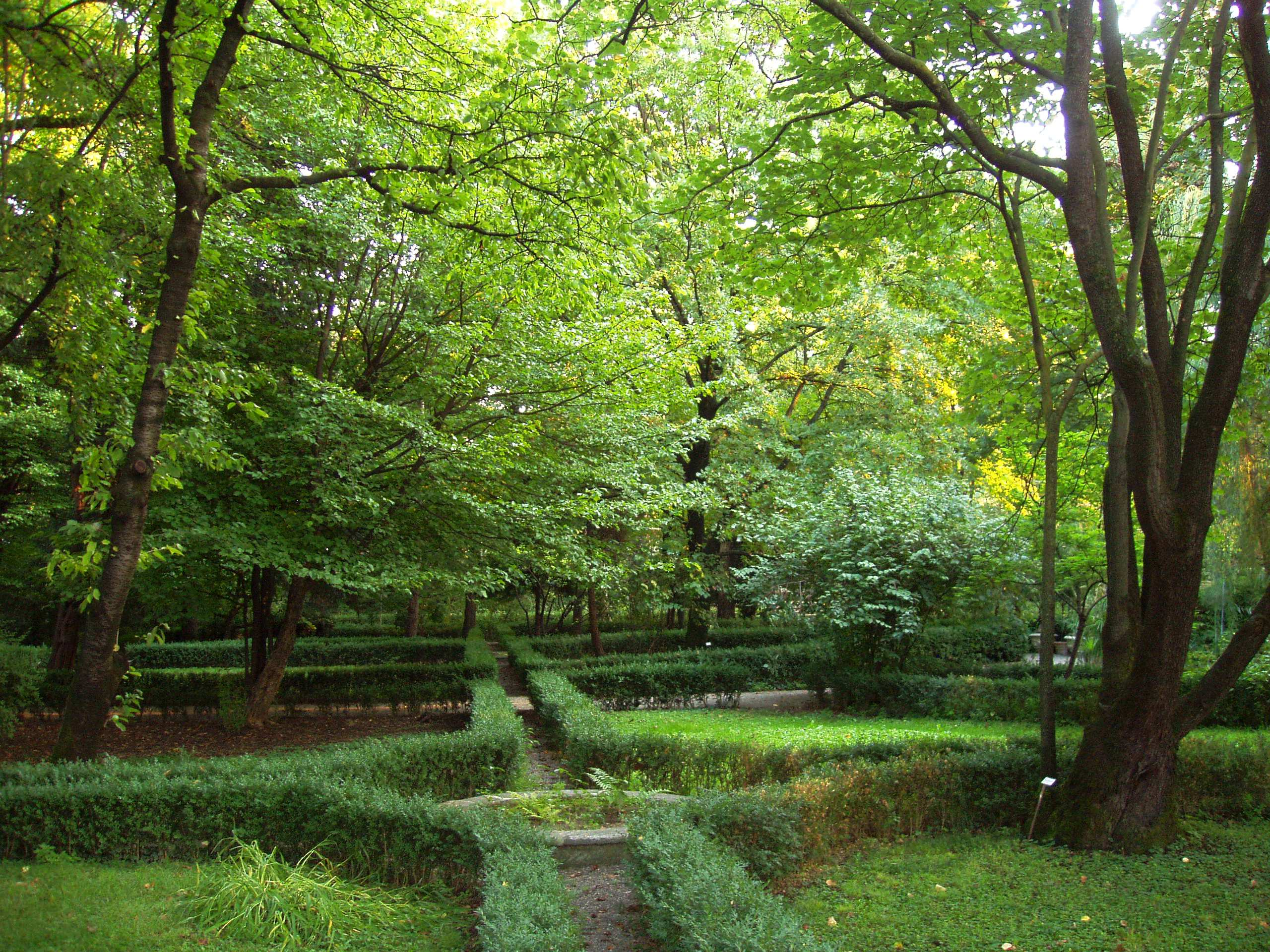
Orto Botanico

Sul territorio comunale sono presenti numerosi parchi, giardini e aree verdi, alcuni di notevole pregio storico e architettonico. Tra essi spiccano per importanza: l'antico Parco Ducale, ristrutturato nelle forme attuali nel XVIII secolo; la Cittadella, imponente fortezza pentagonale del XVI secolo trasformata nel secondo dopoguerra in grande parco pubblico; i Giardini di San Paolo, creati nel XIX secolo all'interno del monastero di San Paolo; il seicentesco Orto botanico, con il settecentesco giardino all'italiana e le serre neoclassiche del Petitot.

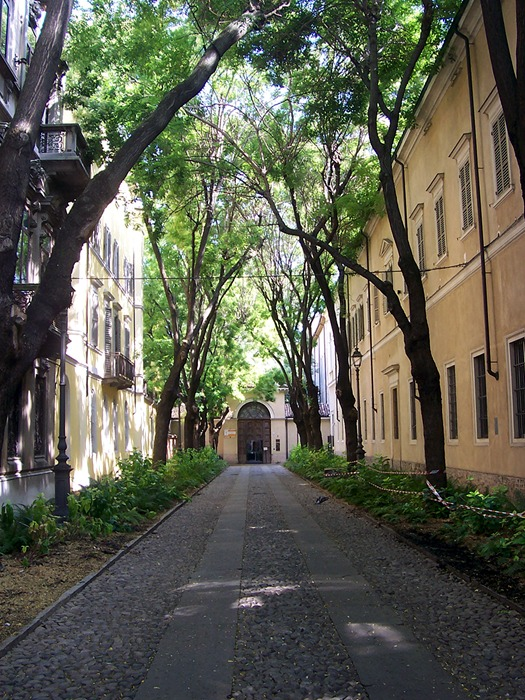
Giardini di San Paolo

Un'importante arteria ecologica per la città è inoltre rappresentata dagli alvei dei due torrenti che la attraversano: il torrente Parma, che la seziona in due parti da sud a nord; il torrente Baganza, che confluisce nell'altro immediatamente a sud del centro storico.

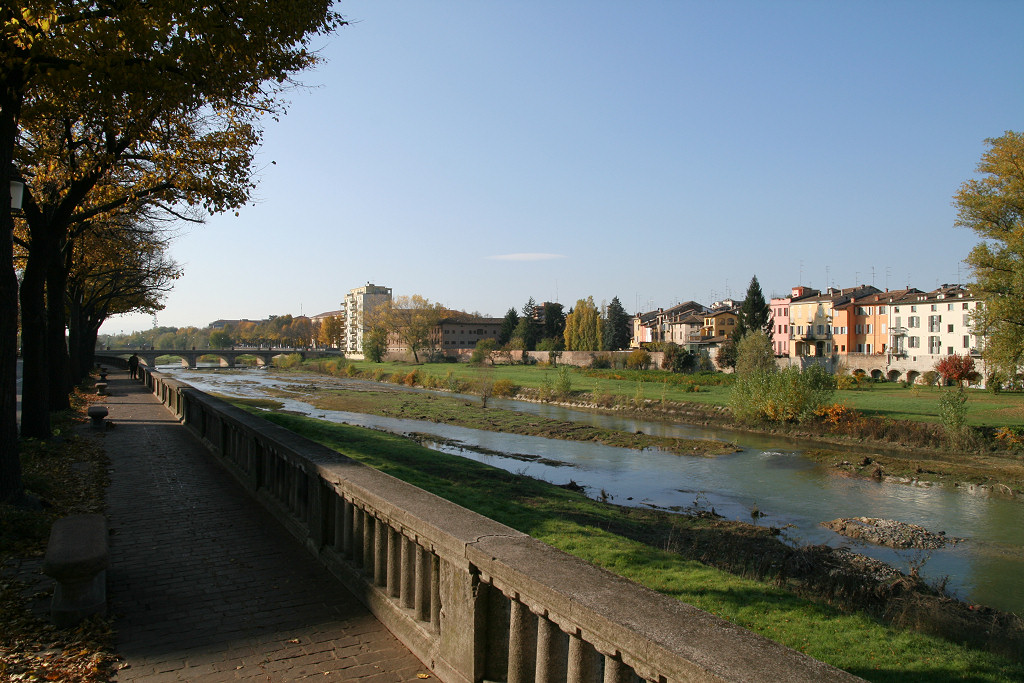
Lungoparma

La percentuale di verde urbano sulla superficie comunale nel 2007 risultava pari all'1,8% (ossia circa 4,68 km²), mentre ammontava a 26,6 m² il verde urbano per ogni abitante. Secondo il rapporto Ecosistema Urbano 2014, nel 2013 il verde fruibile pro-capite nell'area urbana risultava pari a 30,8 m² per abitante, mentre la percentuale della superficie delle differenti aree verdi sul totale della superficie comunale ammontava al 3,9%. Nel 2014 il "patrimonio verde" della città era costituito da 3.200.000 m² di aree verdi fruibili dalla cittadinanza e 40.000 risultavano gli alberi presenti, dotati di caratteristiche diverse in rapporto alla specie e anche all'età, con percentuale di alberi danneggiati rispetto alla totalità del patrimonio arboreo in carico al Comune molto ridotta e in particolare molto inferiore all'1%. Le aree verdi attrezzate nel 2014 ammontavano complessivamente a 146, suddivise disomogeneamente fra i vari quartieri. A Parma nel 2014 erano presenti in totale 34 aree per cani inserite all'interno di parchi di quartiere o nelle vicinanze di aree giochi per i bimbi, a fronte di 16.000 animali iscritti all'anagrafe apposita.
Per quanto riguarda la gestione delle aree verdi pubbliche, il Comune e Iren di concerto hanno avviato negli ultimi anni il progetto "Kyoto Forest", che si occupa contemporaneamente di conservare il patrimonio arboreo esistente e di aumentarlo in maniera sensibile; sono di conseguenza previsti piantumazioni e abbattimenti delle piante che hanno terminato il proprio ciclo vitale, contestualmente alla sostituzione di ogni pianta abbattuta.

#### Vivibilità urbana
La qualità dell'aria non è sempre buona: le polveri sottili (PM10), benché negli ultimi anni siano leggermente diminuite, superano spesso i valori permessi; inoltre, il 2014 ha visto ancora la città primeggiare in Regione con 70 sforamenti dei livelli di PM10, il doppio del consentito. Al contrario, la raccolta differenziata, che attualmente avviene attraverso il contestato sistema porta a porta serale, raggiunge valori di ottima qualità, avendo superato il 70% alla fine del 2014. A Parma, ove la percentuale degli spostamenti in bicicletta è elevata, la rete ciclabile si è notevolmente estesa negli ultimi anni, raggiungendo nel 2012 valori di 46,93 km ogni 100 km² di superficie comunale, con un incremento del 40,3% rispetto al 2008; allo stesso tempo, la città detiene il primato in Regione sull'estensione delle aree pedonali, che nel 2012 avevano raggiunto valori di 81,84 m² ogni 100 abitanti, con un incremento del 23,8% rispetto al 2008. In particolare, alla fine del 2014 l'estensione della rete ciclabile era pari a 123 km, mentre le aree pedonali occupavano l'8% del centro storico e le zone a traffico limitato ne costituivano il 39%, con la previsione di una loro ulteriore estensione a breve; nello stesso tempo, le zone 30 erano pari al 20% dell'intera area comunale. La "Classifica delle città italiane per qualità ambientale" del 2013, redatta a seguito di un'indagine di Ambiente Italia (Istituto di ricerca), Il Sole 24 Ore e Legambiente considerando ben 125 indicatori, posiziona Parma al terzo posto fra le città di medie dimensioni, anticipata solo da Trento e Bolzano.

## Società

### Evoluzione demografica
Parma è terza in Italia (analisi Censis 2010) per aumento della popolazione residente, grazie alla tenuta del tasso di natalità, alla diminuzione di quello della mortalità e all'aumento del tasso migratorio, con un ringiovanimento dell'età media e un'alta percentuale di residenti stranieri. Sulla base della procedura DMA (Dynamic Metropolitan Areas), che consiste nel partire dai centri con oltre 50.000 abitanti e nell'aggregarvi i comuni contigui che abbiano almeno un tasso del 15% di pendolarismo per lavoro o studio verso di loro, l'area metropolitana di Parma viene considerata DMAs di livello B con una popolazione complessiva di 444.395 abitanti (dati dic. 2008, il dato sui flussi pendolari è desunto dal Censimento 2001 dell'Istat).

#### Evoluzione al XXI secolo
Dalle prime 2.000 famiglie della colonia romana del 183 a.C., la valenza strategica territoriale della città le permise anche dopo il 774 di essere prescelta quale zona d'insediamento da molti immigrati al seguito di Carlo Magno. Nel 1400 si giunse a circa 12 000 cittadini e nel 1545 Parma era considerata una città di medie dimensioni con 19.592 abitanti censiti. Una grave carestia sopraggiunta nel 1551 ne ridusse il numero a 17 000, ma poco più di vent'anni più tardi, nel 1573, grazie al ruolo affermato di capitale di un ducato, il numero degli abitanti raggiunse i 26 000 e nel 1630, grazie alle "grandi opere" edilizie che attiravano manovalanza, toccò i 46 000, per poi ridursi a 30 000 dopo la terribile epidemia di peste dello stesso anno. Durante il governo di Maria Luigia, (durato dal 1814 al 1847), il numero degli abitanti passò a 45 000, e nel 1861, anno della proclamazione del Regno d'Italia, a Parma vivevano 47.428 abitanti, costituenti il 18,5% dei cittadini della provincia, che posizionavano la città alla ventesima posizione nel Paese.
Dieci anni dopo il capoluogo perse quasi 2.000 abitanti attestandosi a quota 45.511, un'involuzione in controtendenza rispetto alle altre città italiane. Il declino demografico proseguì anche negli anni successivi, attestando la popolazione nel 1881 a 45.217 abitanti e posizionando la città come ventiseiesimo capoluogo italiano. Il declino demografico fu l'effetto della chiusura dello Stato e della corte ducale, che provocò la perdita di molte attività economiche causando un conseguente decadimento sociale ed economico.
(Lettera di doglianza indirizzata al Ministero dell'interno scritta nel 1865 dal prefetto di Parma avv. Carlo Verga)
Nel 1901 il Comune di Parma era costituito quasi interamente da territorio urbano con una popolazione di 47.000 abitanti, mentre il successivo censimento, avvenuto attorno al 1911, evidenziava una prima ripresa demografica dalla fine del periodo ducale, contando circa 57.000 abitanti.
Con gli inizi del nuovo millennio, grazie ai flussi migratori, il numero di residenti nel territorio comunale è cresciuto costantemente fino alla fine del 2012, mentre è calato nel corso del 2013 per poi tornare nuovamente a crescere nel 2014.
Abitanti censiti

### Etnie e minoranze straniere
Secondo le analisi dell'ufficio statistica comunale, a fine 2015 gli stranieri regolari residenti in città risultavano 30 687 (dei quali 14 348 maschi e 16 339 femmine), tornando a crescere dopo il calo subito nel corso del 2013. Il peso sul totale della popolazione si attestava al 15,9% a livello comunale, distribuito in vario modo nei diversi quartieri, che alla fine del 2013 registravano rispettivamente valori del 24,4% (Oltretorrente), 22,2% (Pablo), 20,1% (Parma Centro), 19,3% (San Leonardo), 13,9% (Molinetto, San Pancrazio e Montanara), 13,5% (San Lazzaro), 11,7% (Cortile San Martino), 11,6% (Lubiana), 11,3% (Cittadella), 10,9% (Golese) e 9,0% (Vigatto). Per quanto riguarda l'età, a fine 2014 le fasce comprese tra i 25 e i 39 anni di età risultavano le più ampie, seguite immediatamente dalla classe 0-4 anni, che spiccava rispetto alle classi immediatamente successive, testimoniando l'incremento delle nascite verificatosi negli ultimi anni. Per quanto riguarda la composizione familiare, il 42,2% delle famiglie straniere risultava composto da una persona, il 18,4% da due, il 16,1% da tre, il 13,5% da quattro, il 6,1% da cinque e il restante 3,8% da sei o più.
Al 31 dicembre 2023 gli stranieri residenti nel comune erano 34 436, ovvero il 17,38% della popolazione. Di seguito sono riportati i gruppi più consistenti:
- Romania 4 799
- Moldavia 3 264
- Albania 2 818
- Filippine 2 794
- Nigeria 2 277
- Tunisia 2 094
- Marocco 1 252
- Ghana 1 194
- Pakistan 1 036

### Religione cattolica
Sono numerose le famiglie religiose sorte a Parma e tuttora fiorenti: le Suore Orsoline Missionarie del Sacro Cuore di Gesù, fondate nel 1575 e riformate da Maria Lucrezia Zileri dal Verme nel XIX secolo; le Maestre Luigine, sorte verso il 1755 a opera di Rosa Orzi e unite alle Suore Domenicane della Beata Imelda; le Ancelle dell'Immacolata, fondate da Anna Maria Adorni per l'assistenza alle donne traviate e alle ragazze pericolanti; le Piccole Figlie dei Sacri Cuori di Gesù e Maria, fondate nel 1865 da Agostino Chieppi; la Pia Società di San Francesco Saverio per le Missioni Estere, fondata nel 1895 da Guido Maria Conforti, di cui esiste il ramo femminile delle suore della Società Missionaria di Maria, fondata da Celestina Bottego e Giacomo Spagnolo.
I monaci benedettini dell'abbazia di San Giovanni sono presenti in città dal 983 e il loro monastero fu riformato nel 1852 dai sublacensi. A Parma sorgono anche i monasteri claustrali delle Carmelitane Scalze (presso Santa Maria Bianca), fondato nel 1635 a istanza di Margherita Aldobrandini con religiose provenienti da Cremona, e delle Clarisse Cappuccine (presso Santa Maria degli Angeli), fondato nel 1682 per volere di Ranuccio II Farnese con alcune monache provenienti da Guastalla.
I frati minori vennero introdotti a Parma nel 1220 da san Francesco d'Assisi e in seguito si divisero nei rami degli osservanti, presso la chiesa della Santissima Annunziata, e dei conventuali, presso San Francesco del Prato (poi ridotti all'oratorio dell'Immacolata Concezione).
I Carmelitani Scalzi, già presenti dal 1623, tornarono definitivamente a Parma nel 1881 e officiano la chiesa di Santa Teresa del Bambin Gesù; i Salesiani giunsero presso la chiesa di San Benedetto nel 1889 e vi fondarono un collegio maschile, al quale si aggiunse poi quello femminile delle Figlie di Maria Ausiliatrice; i Fratelli delle Scuole Cristiane aprirono la loro prima sede a Parma nel 1836; gli Stimmatini giunsero in città nel 1876 e dal 1969 hanno la cura della parrocchia delle Sacre Stimmate; i Preti del Sacro Cuore di Gesù di Bétharram hanno la cura della parrocchia di Sant'Andrea, fondata nel 1977.
A Parma sono presenti anche: le Figlie della Croce, Suore di Sant'Andrea, introdotte nel 1851 da Luisa Maria di Borbone-Francia; le Suore Ancelle del Santuario, nate a Piacenza e attive presso la casa di cura "Città di Parma"; le Suore della Divina Provvidenza per l'Infanzia Abbandonata, provenienti da Piacenza, giunte nel 1924 per il servizio nell'ospizio di San Giuseppe; le Suore Orsoline Figlie di Maria Immacolata, dedite all'assistenza ospedaliera.

### Istituzioni, enti e associazioni
Nel corso degli anni a Parma si sono insediati numerosi organismi di ricerca e controllo in particolare legati al settore agro-alimentare e scientifico. Già sede dell'Agenzia Interregionale per il fiume Po (AIPO) (ex Magistrato per il Po) e dell'Autorità di bacino distrettuale del fiume Po, nel dicembre del 2003 Parma è divenuta sede dell'Autorità europea per la sicurezza alimentare (EFSA), una delle più importanti agenzie di controllo dell'Unione europea.
La posizione geografica e la presenza di una prestigiosa università hanno inoltre consentito lo sviluppo di altre importanti strutture pubbliche, punti di riferimento per aree geografiche che oltrepassano i confini provinciali, come l'Ospedale Maggiore di Parma, che nel corso degli anni è divenuto uno dei principali poli ospedalieri della regione Emilia-Romagna, il Consorzio italiano per la sicurezza e la ricerca sulla qualità degli alimenti, il Consorzio Interuniversitario di Tecnologie Farmaceutiche Innovative (TEFARCO), la Stazione Sperimentale per l'Industria delle Conserve Alimentari (SSICA) o i laboratori di ricerca, innovazione e consulenza legati all'industria alimentare SIQUAL e TECAL. Grazie all'indotto economico dovuto alla stretta collaborazione tra questi organismi e l'industria locale, a Parma si sta sviluppando parallelamente un importante settore legato alla congressistica e al turismo d'affari con conseguenti ripercussioni sull'economia locale, sul tenore di vita rappresentato dalla presenza in città di numerosi scientifici e funzionari e sullo sviluppo di alcune infrastrutture quali l'aeroporto, la rete viaria, l'industria alberghiera.

## Cultura

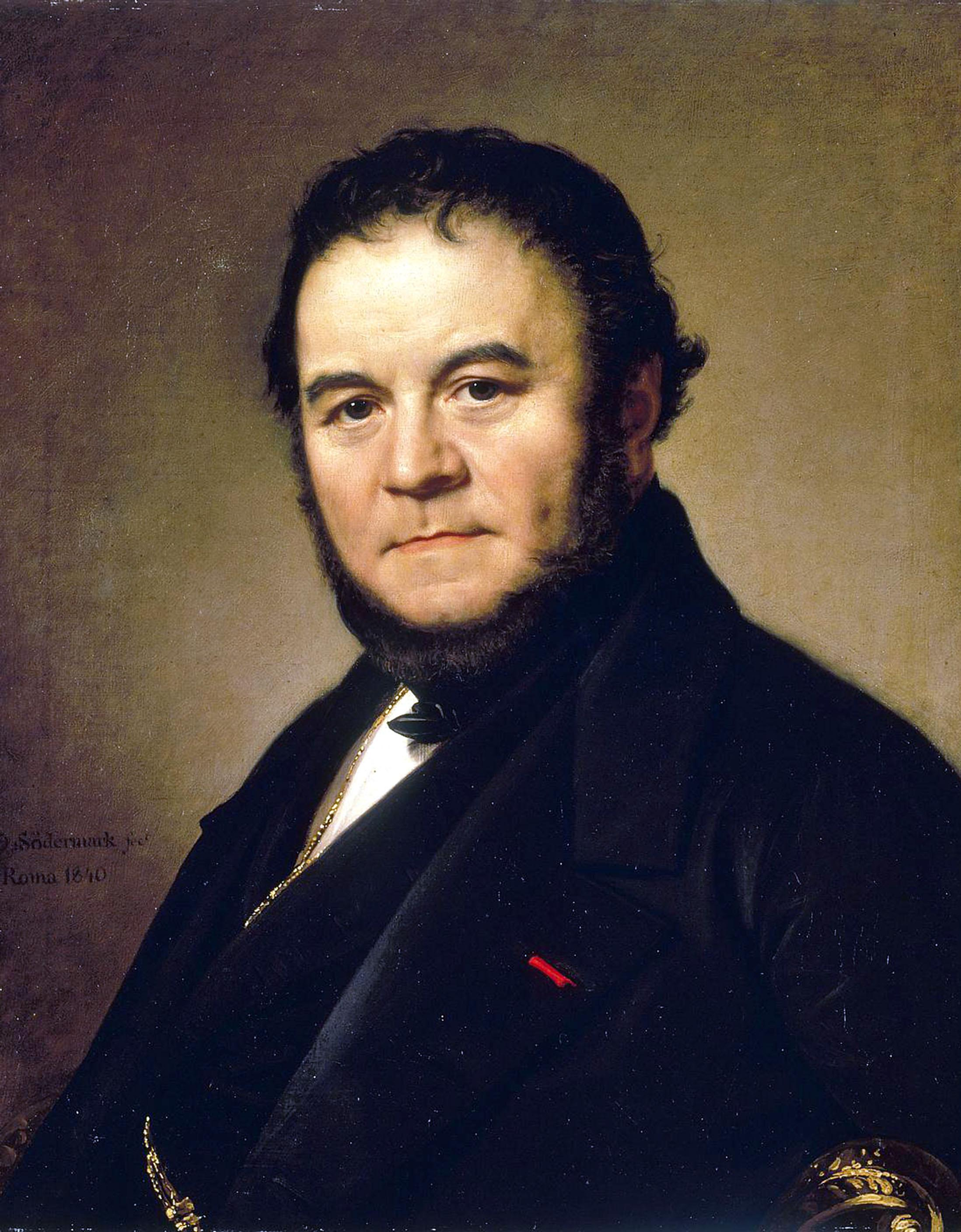
Henri Beyle detto Stendhal. Scrittore francese, compose il celebre romanzo La Certosa di Parma

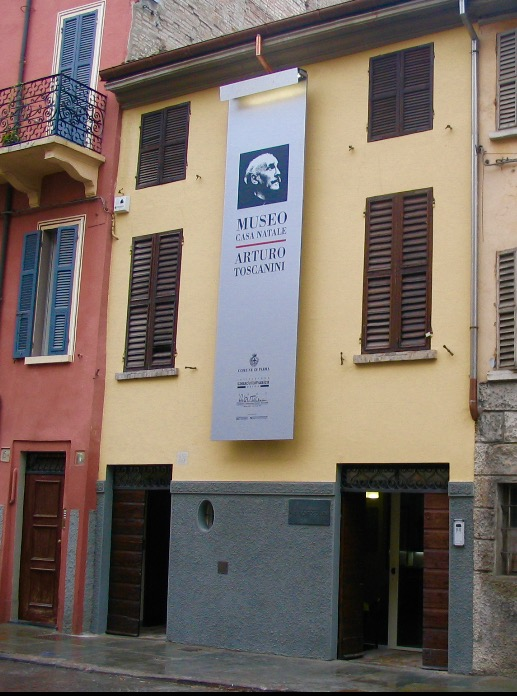
Casa natale di Arturo Toscanini

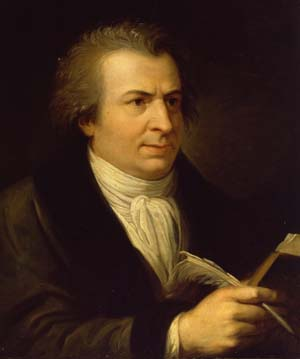
Giovanni Battista Bodoni. Incisore e stampatore alla corte di Ferdinando I di Borbone-Parma, ideò i caratteri tipografici Bodoni

Le aristocratiche tradizioni e una certa raffinatezza della vita sociale caratterizzano l'anima cittadina che si evidenzia in particolare con la passione dei parmigiani nei confronti della musica e dell'Opera, da secoli molto seguite e apprezzate da vari strati della popolazione.
Il primo letterato nativo di Parma di cui si abbia notizia fu Gaio Cassio Parmense (I secolo a.C.), appartenente a una delle famiglie romane fondatrici della città e autore di tragedie ed elegie, ma la storia parmense si è col tempo arricchita del contributo intellettuale di numerosi artisti, poeti e pittori che ne hanno determinato l'intenso fervore nei confronti di multiformi interessi culturali, confermato dalla presenza in città di numerosi teatri, musei, manifestazioni e rassegne internazionali nel campo dell'arte e degli scambi commerciali. Benedetto Antelami, il Parmigianino, il Correggio, Ireneo Affò, Giovanni Battista Bodoni con i Fratelli Amoretti, Ferdinando Paër, Macedonio Melloni, Giuseppe Verdi, Arturo Toscanini, Ennemond Alexandre Petitot, Étienne Bonnot de Condillac e Attilio Bertolucci sono solo alcune delle personalità legate a Parma che hanno lasciato un'impronta importante nelle tradizioni artistiche e culturali cittadine.
Lo scrittore francese Stendhal, che visitò la città nel 1814, ambientò il suo celebre romanzo Chartreuse de Parme (La Certosa di Parma) in una Parma immaginaria, ma al contempo contribuì a renderla nota a generazioni di lettori, tra i quali Marcel Proust, che scrisse nel suo Du côté de chez Swann (La strada di Swann) di aver desiderato a lungo recarvisi grazie al testo stendhaliano.
Nel XVIII secolo lo sviluppo dell'arte e delle istituzioni cittadine contribuirono a definire Parma l'"Atene d'Italia", mentre oggi, grazie al nuovo ruolo attribuitole all'interno dell'Unione europea con l'assegnazione di un'importante agenzia comunitaria, la città sta cercando di riaffermare l'antica tradizione di piccola capitale.
Il 16 febbraio 2018 è stata proclamata capitale italiana della cultura per l'anno 2020.
(Giorgio Calabrese, docente universitario, unico membro italiano del Consiglio di amministrazione dell'Autorità Europea per la Sicurezza Alimentare, 14 dicembre 2003)
(José Manuel Durão Barroso, Presidente della Commissione europea. 11 gennaio 2008 in occasione dell'inaugurazione del nuovo anno accademico del Collegio Europeo di Parma)

### Istruzione

#### Biblioteche e archivi

Sala lettura della Biblioteca Palatina

Nel giugno del 1912 il Comune di Parma, tramite l'acquisto della Biblioteca Popolare Circolante, pose le premesse per l'avvio di un servizio bibliotecario comunale, che tuttavia si concretizzò in maniera definitiva soltanto nel 1973, attraverso l'apertura della Biblioteca Ugo Guanda, allora posta sotto la centralissima piazza Garibaldi. In seguito incrementatesi negli anni, le Biblioteche Comunali, comprendenti i patrimoni, i servizi e le attività delle strutture comunali, dal 31 dicembre 2013 sono gestite direttamente del Comune di Parma come Servizio Biblioteche:
- Biblioteca Civica Mario Colombi Guidotti, in vicolo Santa Maria 5 (c/o Ospedale Vecchio)
- Biblioteca di Agricoltura Antonio Bizzozero, in vicolo Santa Maria 5 (c/o Ospedale Vecchio)
- Emeroteca Comunale, in vicolo Santa Maria 5 (c/o Ospedale Vecchio)
- Biblioteca Umberto Balestrazzi, in vicolo Santa Maria 5 (c/o Ospedale Vecchio)
- Biblioteca Ugo Guanda, in vicolo delle Asse 5 (c/o Monastero di San Paolo)
- Biblioteca Internazionale Ilaria Alpi, in vicolo delle Asse 5 (c/o Monastero di San Paolo)
- Biblioteca di Alice, in via Ildebrando Bocchi 33 (c/o scuola primaria Paolo Racagni) (attualmente nella sede provvisoria delle Serre del Parco Ducale)[76]
- Biblioteca Cesare Pavese, in via Newton 8/a

A esse si aggiunge la prestigiosa Biblioteca Palatina, di proprietà statale, sita in piazza della Pilotta 3 all'interno del Palazzo della Pilotta.
Numerose sono poi le biblioteche dell'Università di Parma, dislocate nelle varie sedi dei Dipartimenti.
Si annovera infine la Biblioteca Germinal, gestita dal Centro studi movimenti, sita in via Saragat 33/a (c/o Casa Bagnaresi).
L'Archivio di Stato di Parma custodisce i documenti e gli atti pubblici a partire dai periodi farnesiano e borbonico.

#### Scuole
Hanno sede a Parma numerose scuole di ogni ordine e grado, di cui 51 dell'infanzia, 36 primarie e 20 secondarie di primo grado; le scuole secondarie di secondo grado si dividono in 13 licei (2 artistici, 2 classici, 5 scientifici, 1 linguistico, 2 delle scienze umane e 1 musicale e coreutico), 11 istituti tecnici (5 a indirizzo economico e 6 a indirizzo tecnologico), 7 istituti professionali (4 dei servizi e 3 dell'industria e dell'artigianato) e 2 percorsi di studio sperimentali di durata quadriennale.
Tra queste, si distinguono per antichità il convitto nazionale Maria Luigia, il liceo ginnasio statale Gian Domenico Romagnosi, il liceo scientifico statale Guglielmo Marconi e il liceo artistico statale Paolo Toschi. In città è inoltre presente la "Scuola per l'Europa", che dispensa un insegnamento multilingue.
L'educazione superiore artistica è affidata all'Accademia di belle arti e al Conservatorio Arrigo Boito.

#### Università

Logo dell'Università degli Studi di Parma

La città è sede dell'Università degli Studi di Parma, fondata nell'XI secolo, da alcuni anni annoverata fra i 500 migliori istituti al mondo dalla Classifica accademica delle università mondiali (ARWU), che nel 2014 posizionava inoltre il Dipartimento di Matematica e Informatica fra i migliori 150 Dipartimenti di Matematica al mondo.
In città è inoltre presente dal 2003 il Collegio Europeo di Parma, istituto di formazione superiore post-universitaria nel campo del diritto, dell'economia e delle politiche dell'Unione europea, analogo a quello di Bruges in Belgio.

#### Musei
Il sistema museale parmense comprende differenti tipologie, molte delle quali incentrate sulla storia, l'arte, le tradizioni culturali ed enogastronomiche del territorio. Spesso le strutture ospitanti sono situate all'interno di prestigiosi palazzi e importanti edifici cittadini, tra cui il Palazzo della Pilotta, il Palazzo di Riserva, l'ex monastero di San Paolo, la basilica di Santa Maria della Steccata, il palazzo vescovile, l'abbazia di San Giovanni Evangelista, il Palazzo Cusani, l'Ospedale Vecchio e l'abbazia di Valserena.

### Media
Grazie all'idea di Virginio Menozzi, un imprenditore di Sala Baganza (PR), una radio cittadina tuttora esistente, Radio Parma, è stata tra le prime radio private a trasmettere in Italia. Dalla piccola sede di via Farnese, nel dicembre del 1974 ci furono le prime trasmissioni sperimentali. Poco lontano e pochi giorni prima, il 23 novembre 1974, Radio Bologna per l'accesso pubblico aveva iniziato una settimana di trasmissioni violando volutamente la legge in vigore con l'obiettivo di sensibilizzare l'opinione pubblica sulla questione della libertà di utilizzo delle frequenze.
In questo contesto, la diffusione ufficiale dei programmi di Radio Parma ebbe inizio il 1º gennaio 1975 (le successive furono Radio Milano International nel marzo 1975 e Radio Roma il 16 giugno 1975). La radio iniziò immediatamente con un programma giornaliero di quasi 9 ore proponendo un palinsesto assai completo, ricco di informazione, approfondimenti e cronache locali.
(Elvio Ubaldi, ex sindaco di Parma, in occasione del Premio Sant'Ilario 2005)

#### Stampa
La città è sede di uno dei più antichi quotidiani d'Italia (assieme alla Gazzetta di Mantova, fondata nel 1664): la Gazzetta di Parma (disponibile anche nella versione online www.gazzettadiparma.it), fondata nel 1735, è il più diffuso quotidiano in città e provincia, con una media autodichiarata di 42 088 copie vendute ogni giorno tra il 2008 e il 2009 e una media giornaliera di 233 000 lettori.
In città sono pubblicati alcuni settimanali, tra i quali Vita Nuova della Diocesi di Parma, fondato nel 1919.
Tra le pubblicazioni mensili, dal 1999 la casa editrice parmigiana Edicta pubblica il mensile Il Mese Parma, dedicato ad attualità, economia, sport e tempo libero relativi a Parma e provincia. Grazie al sostegno di Comune, Provincia, Università degli Studi di Parma, Fondazione Cariparma e numerosi altri enti cittadini, le copie della rivista vengono distribuite gratuitamente sull'intero territorio provinciale.
Fondata da Glauco Lombardi e Giuseppe Melli nel 1912, è tuttora in pubblicazione la rivista Aurea Parma, quadrimestrale dedicato alla storia, alla letteratura e all'arte edito da Diabasis; si pone come obiettivi lo studio del passato e del presente della città e delle sue manifestazioni artistiche e intellettuali.
La Camera di Commercio di Parma pubblica dal 1869 la rivista quadrimestrale Parma economica, che si occupa dell'analisi economica, ma anche di attualità e cultura, relativamente a Parma e provincia, senza trascurare tuttavia il contesto nazionale e internazionale.
In città ha anche sede la redazione locale del quotidiano la Repubblica, che pubblica la sola edizione online parma.repubblica.it.

#### Emittenti televisive
Parma è sede di una emittente televisiva locale:
- 12 TV Parma, storica emittente di città e provincia, appartenente alla casa editrice della Gazzetta di Parma, cui è fortemente legata; le sue origini risalgono al 1974, quando, con il nome di TeleParma, la stazione televisiva trasmetteva via cavo grazie alla prima cablatura delle strade centrali; in seguito alla liberalizzazione delle trasmissioni in ambito locale decisa dalla Corte Costituzionale e dopo una successiva fase sperimentale durata alcuni mesi, nel 1978 iniziarono le prime trasmissioni ufficiali via etere con una programmazione pomeridiano-serale. Nata nel 2018 dall'unione di TV Parma e Teleducato; oggi è presente anche online sul sito www.tvparma.it.

### Arte

#### Archivio Giovani Artisti
Parma è coinvolta in prima persona nella valorizzazione e promozione della creatività giovanile. L'Archivio Giovani Artisti è un servizio offerto dal Comune di Parma che si rivolge a tutti i giovani che operano nel campo delle Arti Visive, delle Arti Applicate, delle Immagini in movimento e della Letteratura, al fine di documentare, offrire servizi e organizzare attività promozionali. Realizza iniziative direttamente o con la partecipazione a manifestazioni artistiche in Italia e all'estero, volte a favorire una costante circolazione di informazioni ed eventi, attraverso scambi nazionali e internazionali e l'adesione a reti, quali il GAI (Associazione per il Circuito Giovani Artisti Italiani) e la Bjcem (Associazione Biennale dei Giovani Artisti dell'Europa e del Mediterraneo).

#### Archivio delle Istituzioni e delle Associazioni Culturali
Il Comune di Parma ha censito e organizzato in una banca dati tutte le libere associazioni e le istituzioni che si occupano di promuovere e organizzare eventi culturali nella città.

### Cinema
Lista film
Nella seguente lista sono riportate tutte le opere girate interamente o in parte, nella città di Parma.
- La ragazza con la valigia, regia di Valerio Zurlini (1961)
- La parmigiana, regia di Antonio Pietrangeli (1963)
- Prima della rivoluzione, regia di Bernardo Bertolucci (1964)
- La Califfa, regia di Alberto Bevilacqua (1970)
- La signora gioca bene a scopa?, regia di Giuliano Carnimeo (1974)
- La luna, regia di Bernardo Bertolucci (1979)
- La moglie in vacanza... l'amante in città, regia di Sergio Martino (1980)
- La tragedia di un uomo ridicolo, regia di Bernardo Bertolucci (1981)
- Tifosi, regia di Neri Parenti (1999)
- D'amore si vive, regia di Silvano Agosti (1984)
- Opera, regia di Dario Argento (1987)
- Ostinato destino, regia di Gianfranco Albano (1992)
- I virtuali, regia di Luca e Marco Mazzieri (1996)
- Baciato dalla fortuna, regia di Paolo Costella (2011)
- Se un giorno tornerai, regia di Marco Mazzieri (2019)
- Il Paese del melodramma, regia di Francesco Barilli (2023)

### Musica

#### Parma Capitale della Musica

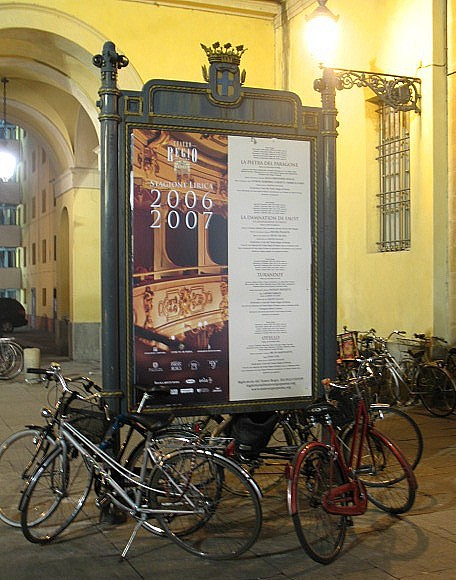
Le passioni dei parmigiani: l'opera e la bicicletta

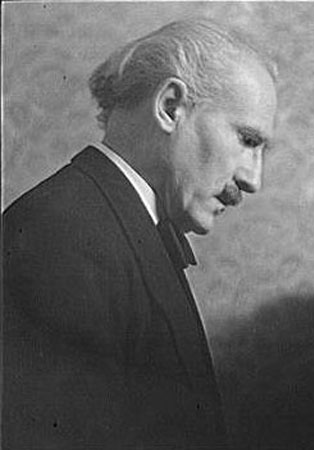
Arturo Toscanini. Nacque nel popolare quartiere dell'Oltretorrente; la sua casa natale è diventata un museo dedicato al grande direttore d'orchestra

Con lo scopo di affermare l'importanza e la centralità della musica nella vita culturale di Parma, nel 2004 il Ministero per i beni e le attività culturali, il Ministero delle infrastrutture e dei trasporti e il Comune di Parma costituirono la Fondazione Parma Capitale della Musica; la struttura fu poi sciolta nel 2008 per i mancati trasferimenti economici da parte dei fondi Arcus.
La "Fondazione Teatro Regio di Parma", istituita nel gennaio del 2002, si propone di valorizzare l'antica tradizione del teatro lirico italiano, organizzando inoltre importanti stagioni concertistiche e di danza svolte nel principale teatro cittadino e nel recente Auditorium Niccolò Paganini.
Altra importante istituzione cittadina è la Casa della Musica, nata nel 2002 per iniziativa del Comune di Parma e divenuta poi Istituzione nel 2005; ospitata tra le mura del quattrocentesco Palazzo Cusani, conserva oggetti, fotografie, manifesti e video della tradizione musicale e teatrale di Parma, dal Seicento ai giorni nostri.
A brevissima distanza, negli spazi dell'ex chiesa di Santa Elisabetta, ha inoltre sede la Casa del Suono, che si prefigge di creare la sintesi di un percorso storico e culturale legata all'ascolto della musica, dal fonografo a cilindri ai moderni mezzi di riproduzione e diffusione sonora.
In città ha infine sede il prestigioso e antico Conservatorio di Musica "Arrigo Boito", istituito nel 1819 dalla duchessa Maria Luigia.

#### Musica classica

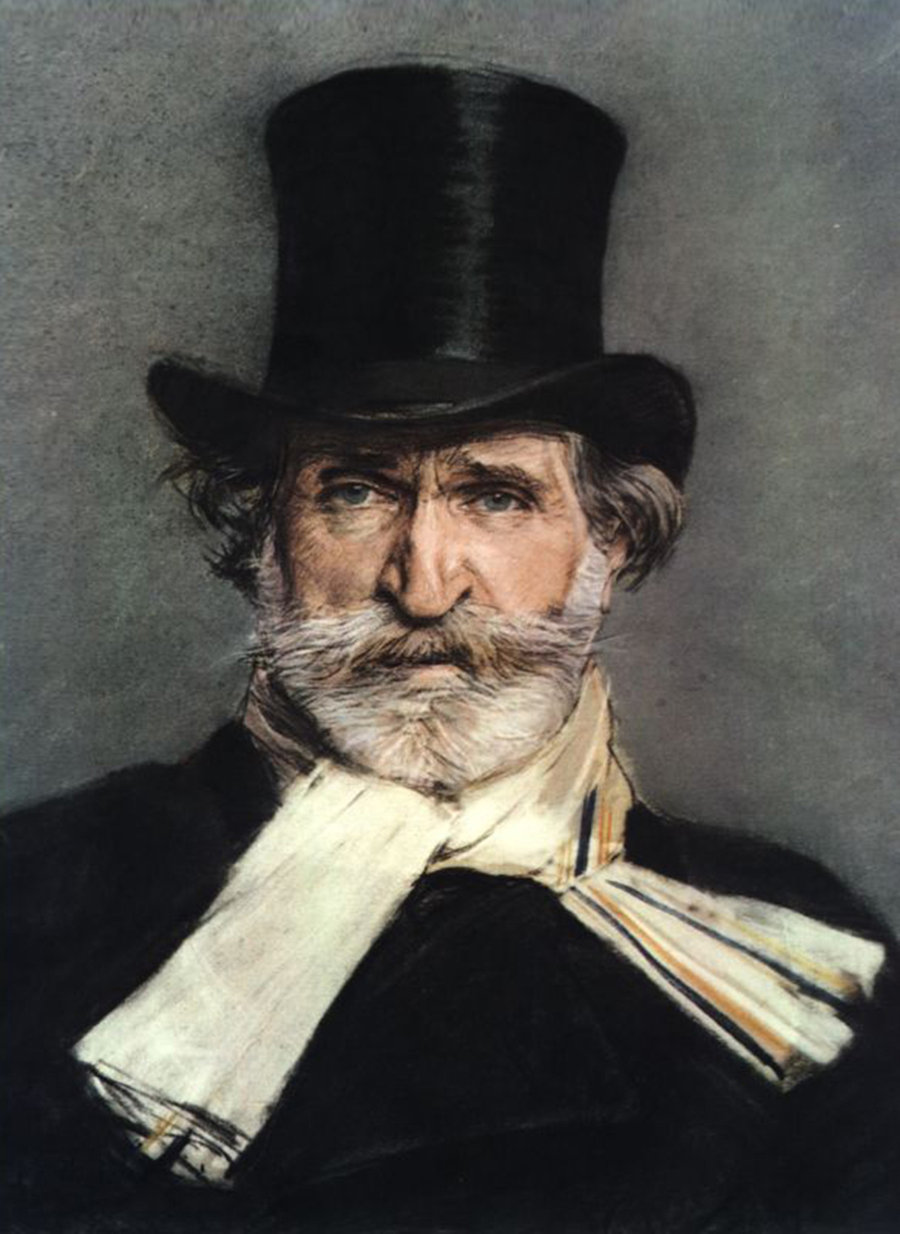
Giuseppe Verdi. Ogni anno, in ottobre, mese di nascita del grande compositore, si svolge a Parma un festival di rinomanza mondiale dedicato alle sue Opere

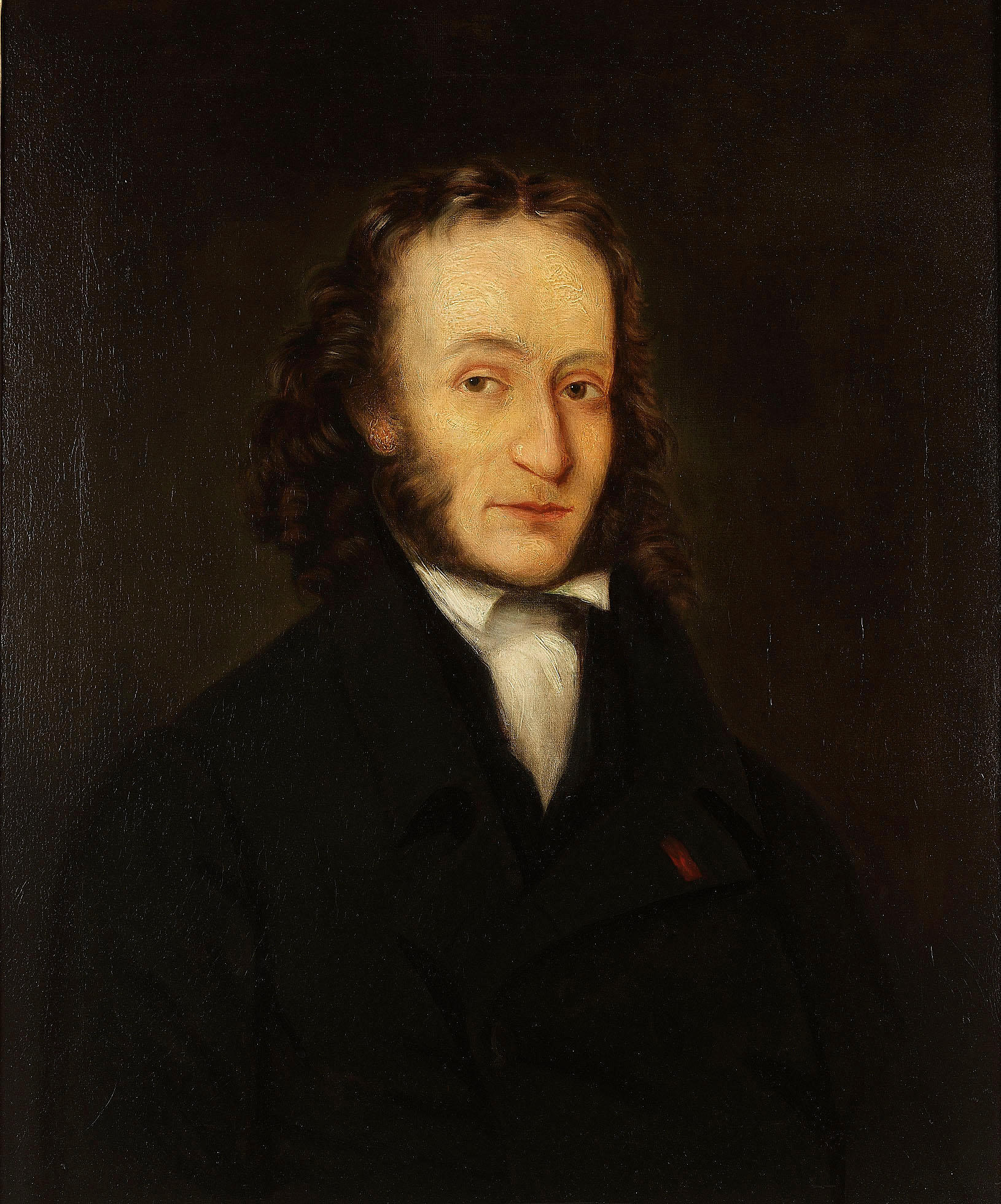
Niccolò Paganini. L'ottocentesco cimitero della Villetta conserva le spoglie del musicista e quelle di Ildebrando Pizzetti, unite in un monumento funebre costruito su progetto di Giuseppe Cocconcelli

Già nel XVI secolo la musica iniziò ad avere un ruolo importante per la città: fin da allora la corte farnesiana, sensibile all'importanza sociale di quest'arte, si occupò di favorire l'insegnamento della musica e del liuto ai principi e ai paggi. Nel 1570 agli ospiti della Paggeria vennero impartite lezioni di canto da Giulio Buonaggiunta e di liuto da Galeazzo Cacciardino. Nel 1601 fu fondato il collegio dei Nobili, tra le cui materie di insegnamento furono sempre presenti la musica e la danza. Nel 1603 fu istituita la "Compagnia dei violini", in un periodo in cui questo strumento non aveva ancora assunto un ruolo specialistico nello svolgimento delle opere teatrali, mentre nel 1757 venne fondata la "Reale Scuola di Ballo", di cui fu nominato direttore Pierre Delisle, accompagnato da una compagnia di attori francesi che soggiornò alla corte fino al 1758, recitando opere di classici (Corneille, Racine e Molière) e di moderni sia nel Teatro Ducale cittadino che in quello bibienesco di Colorno.
(Edmund Rolfe, 1761)
Qualche anno più tardi, nel 1768, nei locali che sarebbero stati in seguito occupati dal Conservatorio musicale, la "Reale Direzione Generale degli Spettacoli" istituì la "Reale Scuola de' Cantanti" o "Scuola di Canto a uso del Ducale Teatro", il cui insegnamento si prefiggeva di formare dei cantanti per le occorrenze dei cori negli spettacoli teatrali e con lo scopo dichiarato di rendere utilità al ducato.
La vera cultura musicale si affermò tuttavia solo tra la fine del Settecento e i primi decenni dell'Ottocento. Crocevia politico e culturale tra Parigi e Vienna, Parma, tra le cui mura cittadine vivevano nel XVIII secolo circa 4.000 francesi, divenne infatti un vero e proprio laboratorio per lo sviluppo della musica e del ruolo dell'orchestra. In particolare, l'attività in seno all'Orchestra ducale del celebre musicista Niccolò Paganini, voluto dalla stessa reggente dell'epoca, la duchessa Maria Luigia, influenzò le prime disposizioni di quello che in seguito sarebbe divenuto il concetto moderno di orchestra. Proprio intitolato al grande maestro Paganini, sorge oggi, a due passi dal centro, un auditorium da 780 posti dotato di sofisticati impianti tecnologici e acustici che ne assicurano la massima funzionalità, progettato dell'architetto Renzo Piano e inaugurato nel 2001.
(Maria Luigia, duchessa di Parma. Lettera ai familiari, 1816)
Oggi a Parma ha sede l'"Orchestra Regionale dell'Emilia Romagna", fondata nel 1975; dal 2002 essa partecipa come nucleo costitutivo permanente della "Filarmonica Arturo Toscanini", grande compagine dedicata al grande maestro parmigiano. In città sono poi presenti fin dalla loro fondazione nel 1990 "I fiati di Parma", unica orchestra da camera stabile italiana di strumenti a fiato. Nel 2014 fu inoltre fondata in città l'"Orchestra dell'Opera Italiana", riunendo un gruppo di musicisti proveniente da varie orchestre italiane e in particolare dalla prestigiosa "Orchestra del Teatro Regio di Parma", a sua volta presente in città da tempo immemorabile. Strettamente connesso a quest'ultima è il "Coro del Teatro Regio di Parma", che negli ultimi anni si esibisce nel Teatro Regio con la "Filarmonica Arturo Toscanini". A esso si aggiunge dal 1978 il coro "Voci di Parma", con repertorio composto principalmente da brani di polifonia sacra, canti popolari e musica lirica. In città ha infine sede la "Corale Giuseppe Verdi di Parma", nata nel 1905, che si occupa sia dell'attività concertistica sia delle incisioni discografiche.

#### Musicarock
Il rock parmigiano ha i suoi primi esponenti già negli anni sessanta e settanta con il gruppo storico degli "Snakes" e dei Corvi, che rimane una delle band più rappresentative del beat italiano. A loro si aggiungono "The Rangers", precursori del genere beat, i "Baronetti", i "Gref 84", i "Moschettieri" e i "Gentlemen". Più tardi si affermano i "Gemini 4", gli "Acqua Fragile" (Gino Campanini, Piero Canavera, Maurizio Mori, Franz Dondi e Bernardo Lanzetti, che passerà poi alla PFM). Negli anni ottanta si afferma sulla scena nazionale il cantante Scialpi, che rimane il fenomeno principale in ambito di musica leggera che Parma ha saputo produrre, e negli anni 2000 Gianluigi "Cabo" Cavallo, che è stato il cantante dei Litfiba dal 1999 al 2006.

#### Musica bandistica
A Parma, presso il Centro Culturale Argonne nel Quartiere Molinetto, ha sede il Corpo bandistico municipale Giuseppe Verdi di Parma, ossia la Banda Cittadina, fondato già nel 1946.

### Cucina

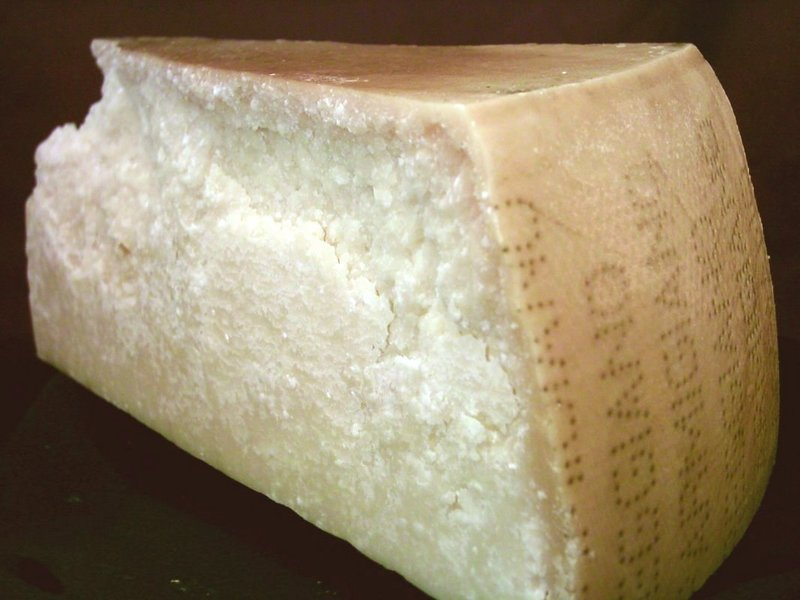
Parmigiano-Reggiano

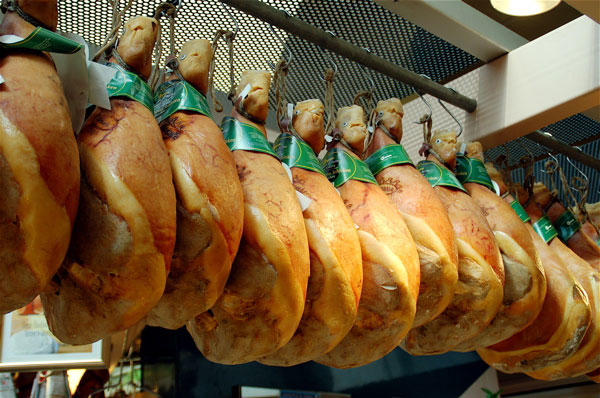
Prosciutti di Parma

Parma e la sua provincia sono famose nel mondo per i loro prodotti alimentari e per la loro cucina, in particolare per il formaggio Parmigiano-Reggiano e per il Prosciutto di Parma. Questi prodotti sono tutelati dai rispettivi consorzi di produzione che ne certificano l'origine e la qualità.
(Boccaccio, 1348)
La pasta prodotta a Parma, confezionata con semola di grano duro, fu conosciuta e apprezzata già nel Cinquecento sulla mensa dei duchi Farnese.
Il vino di maggior produzione nella provincia di Parma è il lambrusco, vino rosso scuro dal moderato tenore alcolico che non supera i 10-11 gradi. Sui colli del parmense si produce anche la "Malvasia dei Colli di Parma" (DOC), vino da pasto o da dessert, fermo o frizzante di bassa gradazione alcolica (10,5º). La "Fortanina" è vino tipico della Bassa parmense, un tempo assai diffuso, prodotto in quantitativi limitati nella zona di San Secondo.

### Eventi
In città si svolgono regolarmente numerose manifestazioni culturali e tra esse figurano appuntamenti di rinomanza mondiale quali il "Festival Verdi", che si svolge ogni anno nel mese di ottobre, dedicato alle opere del grande compositore Giuseppe Verdi (nato a Roncole Verdi il 10 ottobre 1813).
Numerosi appuntamenti dedicati alla musica, alla danza e al teatro, dai repertori classici al contemporaneo, si annoverano tra le rassegne annuali principali e di maggiore distinzione, cui si aggiungono iniziative culturali dedicate alla letteratura e al giornalismo, oltre all'annuale "Festival dell'architettura".
Un appuntamento folkloristico cittadino che trae la sua origine nel XIV secolo è poi il "Palio di Parma", celebre competizione che si svolge ogni anno nel mese di settembre, incentrata sulla staffetta fra le 5 squadre rappresentanti le 5 antiche porte cittadine.
Negli ultimi anni a fine agosto si tiene il Festival del Pomodoro, promosso dall'Azienda Agraria Sperimentale Stuard, dove viene allestita una mostra pomologica con 100 varietà di pomodoro nella centralissima Piazza Garibaldi.

## Geografia antropica

### Quartieri

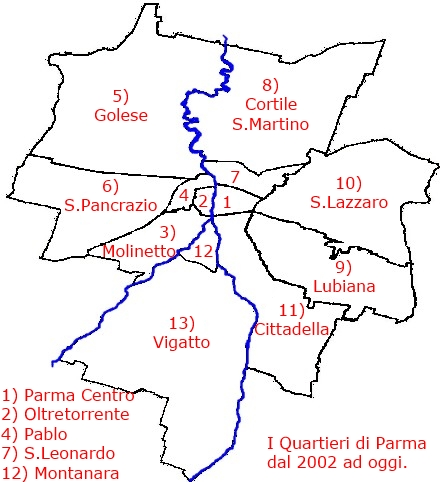
I Quartieri del Comune di Parma

Dal 2002, in seguito all'abolizione delle 7 Circoscrizioni in cui era suddivisa la città dal 1979, il Comune di Parma risulta suddiviso in 13 Quartieri, che dal 2010 non hanno più funzioni istituzionali ed elettive:
- 1 Parma Centro;
- 2 Oltretorrente;
- 3 Molinetto;
- 4 Pablo;
- 5 Golese;
- 6 San Pancrazio;
- 7 San Leonardo;
- 8 Cortile San Martino;
- 9 Lubiana;
- 10 San Lazzaro;
- 11 Cittadella;
- 12 Montanara;
- 13 Vigatto.

### Frazioni
Sono numerose le frazioni che sorgono ai margini dell'area urbana: Alberi, Baganzola, Baganzolino, Beneceto, Borghetto (o Castelnovo a mane), Botteghino, Carignano, Casalbaroncolo, Casaltone di Parma, Case Vecchie, Casello, Castelnovo a sera, Cervara, Chiozzola, Coloreto, Corcagnano, Cornocchio, Crocetta, Eia, Fognano, Fraore di Golese, Fraore di San Pancrazio, Gaione, Il Moro, Malandriano, Marano, Mariano, Marore, Martorano, Moletolo, Panocchia, Paradigna, Pedrignano, Pilastrello, Pizzolese, Pontetaro di Parma, Porporano, Ravadese, Roncopascolo, San Donato, San Martino, San Pancrazio Parmense, San Prospero Parmense, San Ruffino, Santa Elisabetta, Scarzara, Ugozzolo, Valera, Viarolo di Parma, Vicofertile, Vicomero di Parma, Vicopò, Vigatto, Vigheffio, Vigolante.

## Economia
Alla tradizione culinaria, già fortemente radicata nella cultura del buon vivere emiliano, si è affiancata in queste terre una moderna industria agro-alimentare. Sul terreno dell'economia Parma si distingue tra tutte le città italiane per la singolarissima compenetrazione tra agricoltura e industria. Gli agricoltori parmensi producono derrate per la trasformazione industriale: pomodoro, pisello e mais dolce per le industrie conserviere, latte per le industrie casearie, prima tra le altre la produzione del Parmigiano Reggiano.
L'industria meccanica parmense vanta il primato nazionale nella produzione di impianti per la trasformazione industriale delle derrate agricole: apparecchiature per l'industria delle conserve, impianti di trasformazione del latte, impianti per la macellazione. È per questi primati che Parma vanta il titolo di primo polo agroalimentare padano, un titolo che ha rilevanti conseguenze per la cultura e le istituzioni.
Ciò detto, è importante anche menzionare che, sebbene Parma sia una delle zone più ricche d'Italia, è anche fra le zone a più alto costo della vita, con una grande sproporzione fra i redditi dei lavoratori dipendenti e quelli dei lavoratori autonomi, forbice peraltro in netto aumento e che reca forte malessere nelle numerose famiglie a reddito fisso.

### Il distretto agro-alimentare
Parma è situata al centro di un'importante rete agro-alimentare mondiale di scambi, meritando l'appellativo di «food valley heart». La regione è conosciuta per le produzioni di latte e prodotti derivati di qualità (formaggio parmigiano reggiano, di salumi prosciutto di Parma, culatello di Zibello, salame di Felino, spalla di San Secondo), di conserve vegetali, di pasta e di prodotti cotti al forno.
(William Thomas, diplomatico inglese, The Historye of Italye, Londra, 1561)
Il distretto agroalimentare parmigiano comprende Parma e 29 comuni limitrofi alla città, e risulta baricentrico rispetto a un'area di circa 2.411 km². Vi trovano impiego il 15% degli addetti del settore agro-alimentare. Il panorama aziendale si compone di: 326 prosciuttifici, 5.500 allevamenti, 163 macelli, 189 aziende produttrici (con 3.000 addetti) e 1.380 aziende del lattiero-caseario (con 7.500 addetti). Il distretto, per il quale la produzione e lavorazione della carne di suino costituisce un connotato tra i più tipici del panorama storico-economico alimentare, produce l'80% del prosciutto crudo della regione, mentre l'export ammonta complessivamente a 2.500 miliardi annui di prodotti.
Il territorio ospita numerose aziende del settore agro-alimentare e industriale tra loro collegate che consentono di definire l'area parmense come un distretto di filiera, in cui convergono i prodotti agricoli e zootecnici da trasformare e da cui si proiettano, anche al di fuori dell'ambito nazionale, i prodotti trasformati, gli impianti per la trasformazione e la tecnologia in generale. Tali aziende rappresentano la metà del fatturato industriale e artigianale della città, ossia 7,6 miliardi di euro su 15,6 miliardi di euro (dati 2002).
Come previsto nel documento unico di programmazione sottoscritto dalla Regione Emilia-Romagna, dalla Provincia di Parma, dal Comune di Parma e dalle rappresentanze delle organizzazioni economiche e sociali a Parma verrà insediato un Tecnopolo all'interno del campus universitario, composto da centri di ricerca che opereranno in diversi settori industriali:
- Biopharmanet_Tec: centro interdipartimentale per l'innovazione dei prodotti per la salute;
- Cim: centro interdipartimentale misure;
- Cipack: centro interdipartimentale per l'imballaggio;
- Comt: centro interdipartimentale di oncologia molecolare e translazionale;
- Rfid&Vis Labs: centro interdipartimentale sulle tecnologie di identificazione in radiofrequenza e con visione artificiale;
- Siteia.Parma: centro interdipartimentale sulla sicurezza e le tecnologie per l'industria alimentare.

#### La tutela dei prodotti locali
In merito al numero delle denominazioni tutelate e i prodotti certificati (DOP - denominazione di origine protetta, IGP - indicazione geografica protetta e STG - specialità tradizionale garantita), Parma si colloca prima provincia nel settore agroalimentare di qualità. Parma eccelle nella classifica delle province per Primato qualitativo sulla base di due tipi di indicatori: fatturato di ogni singolo prodotto rispetto alla superficie della zona di produzione ricadente nella provincia rispetto al numero di aziende produttrici ubicate nella provincia stessa, mentre il secondo è calcolato considerando il numero delle certificazioni ricadenti nell'area provinciale rispetto al totale nazionale.

### I dati economici e occupazionali
Globalmente, le imprese attive nel 2004 erano 41.435, in progressione del 1,2% rispetto all'anno precedente con una forza lavorativa di 188.000 unità.

Se nel 2004 le esportazioni verso l'estero dalla provincia di Parma ammontavano a 3 miliardi e 326 milioni di euro, nel 2007 sono salite a 4 miliardi 348 milioni di euro. Particolarmente significativo, nell'export 2007, l'incremento verso gli Usa dove, nonostante l'euro forte, la percentuale è aumentata dal 2% del 2006 al 22% del 2007, in particolare nei settori della meccanica e dell'alimentare. Il mercato principale per i prodotti del territorio resta tuttavia l'Europa, che assorbe il 73% del valore totale. Globalmente, la crescita nel 2007 rispetto al 2006 è stata pari all'11,8% del fatturato, all'8,8% della produzione, al 10,6% dell'export, al 6,1% degli investimenti (rispetto al fatturato) e al 3,4% dell'occupazione: l'industria parmense consente all'economia di questo territorio di viaggiare a ritmi europei, con una sostanziale piena occupazione e un tasso di disoccupazione tra i più bassi d'Italia. 
(Estratto dall'analisi formulata dal Presidente della Camera di commercio Andrea Zanlari in merito al rapporto sull'economia della provincia di Parma nel 2007)
Nel 2006 sono stati creati 3.000 posti di lavoro in più nei servizi, è cresciuta l'occupazione femminile e quella dei lavoratori nella fascia di anni 55-64.
Nel dettaglio, l'occupazione femminile è aumentata nella fascia di età 15-64 anni, passando dal 57,5% del 2005 al 61,4% nel 2006, mentre la disoccupazione femminile, risalita in modo preoccupante, scende dal 6,0% nel 2005 al 3,2% nel 2006, percentuale che supera di quattro punti gli obiettivi di Lisbona; contemporaneamente il tasso di occupazione per i lavoratori anziani (di 55-64 anni) è passato dal 36,6% al 40,3%, mentre il territorio continua a vantare uno dei valori di disoccupazione più bassi del Paese con tasso complessivo che si riduce dal 4,1% del 2005 al 2,7% del 2007 (nel 2004 era al 3,6%).
Secondo i dati Istat relativi al 2007 la provincia di Parma si attesta per la seconda volta al primo posto in Italia per tasso di occupazione confermando la capacità di reazione del "Sistema Parma"” alle sollecitazioni dei mercati, alla competizione internazionale e al crack finanziario Parmalat del 2003. Ha un lavoro il 72,4% della popolazione in età compresa tra i 15 e 64 anni, pari a 200.000 persone.
Sempre nel 2007, il territorio ha saputo mantenere l'ottavo posto nella graduatoria delle province con il maggior Pil pro capite attestandosi a 32.388 euro per abitante.
Nell'anno 2009 si sono persi 1458 posti di lavoro ma il trend si è capovolto tra luglio 2009 e giugno 2010. L'attività imprenditoriale nel periodo 2007-2010 registra un saldo positivo del 4% (in controtendenza rispetto a regione e nazione). Nel 2008 il 7,9% dell'imprenditoria locale era straniera, un dato che colloca Parma al terzo posto in regione. L'export, dopo la brusca contrazione del 2009, segna nel 2010 un importante +22,9% a livello provinciale contro il 3,8% regionale. Il Censis colloca la realtà geo-economica di Parma al 12º posto in Italia.

### Le multinazionali

#### Settore alimentare
A Parma e nelle sue vicinanze hanno sede due grosse multinazionali del settore alimentare: Barilla S.p.A. e Parmalat S.p.A.
Secondo la speciale classifica stilata nel 2006 da "Il Reputation Institute" di New York, la Barilla è risultata, tra le multinazionali mondiali, la migliore azienda in base alla reputazione, essendo la più conosciuta nel mondo. Parmalat si è piazzata al 22º posto.

#### Altri settori
Parma è anche sede di grosse multinazionali del settore chimico-farmaceutico tra le quali l'inglese GlaxoSmithKline (l'altra sede italiana si trova a Verona) e la Chiesi Farmaceutici S.p.A, un'azienda nata in città nel 1935 e che conta nel mondo 22 filiali dirette, 3 impianti produttivi e quattro centri di ricerca.
Rimane importante per il tessuto economico locale la presenza dell'industria vetraria rappresentata dalle sedi delle multinazionali Bormioli Luigi S.p.A (sede a Parma), specializzata nella produzione in vetro di flaconi per profumeria e articoli per la tavola e Bormioli Rocco & Figli S.p.A., fondata a metà dell'Ottocento da Rocco Bormioli. Il Gruppo "Bormioli Rocco & Figli" possiede 9 stabilimenti (uno per il vetro e uno per gli stampi situati in provincia), 3 atelier di decorazione e 11 outlet. Opera in oltre 100 paesi, con circa 3.000 dipendenti.

### Turismo
Parma fa parte del circuito "Città dell'arte della pianura padana", un'associazione che riunisce 12 capoluoghi del nord Italia. In città sono presenti 30 alberghi e tre residenze turistico-alberghiere. Dagli inizi dell'anno 2000 ai primi del 2007, le presenze in queste strutture sono aumentate dell'11%, passando da 365.000 a 408.000, il numero di camere è lievitato del 70%, passando da 870 a 1.478, alle quali si aggiungeranno le possibili 700 previste dai progetti di apertura di nuovi alberghi. Considerando anche le altre 57 strutture ricettive cittadine, nel 2006 si sono censite globalmente 465 000 presenze delle quali 315 000 provenienti dall'Italia e 150 000 dall'estero, in particolare da Francia, USA, Regno Unito e Germania, nazioni che da sole, hanno totalizzato 65 000 presenze.

### Terme
In provincia di Parma è ubicato uno dei più noti e importanti poli termali italiani: Salsomaggiore Terme e Tabiano Terme. Di rilievo è anche il centro termale con acque sulfuree-solfate e salsobromoiodiche di Monticelli Terme, frazione del Comune di Montechiarugolo. Queste terme sono in funzione dal 15 maggio 1927 con la costruzione dello stabilimento termale che si trova in un grande parco secolare di conifere esteso 35 ettari.

### Fiere di Parma
Il quartiere fieristico è situato a ridosso dell'autostrada A1 a Baganzola, vicino alle frazioni di Roncopascolo ed Eia e occupa una superficie di 300 000 m², di cui 100 000 adibiti a superficie espositiva coperta e attrezzata. Le principali manifestazioni sono Cibus (salone internazionale dell'alimentare), Cibus Tec (meccanica e impiantistica alimentare), Dolce Italia (dolciario), Mercanteinfiera ed Emporium (modernariato, antichità e collezionismo), Gotha (antiquariato), Bagarre (collezionismo e antichità) e il Salone del camper (collezionismo, motori, autocaravan e caravan).
(Luca Cordero di Montezemolo, presidente di Confindustria, 4 maggio 2006)

### Artigianato
Per quanto riguarda l'artigianato, Parma è rinomata, oltre al settore agro-alimentare, per la produzione di ceramiche e per i laboratori di abbigliamento, scarpe e borse in pelle.

## Infrastrutture e trasporti

### Strade
Parma è servita da due autostrade: l'autostrada A1 Milano-Bologna, tramite l'uscita "Parma Centro", e l'autostrada A15 Parma-La Spezia, tramite l'uscita "Parma Ovest".
Le principali vie di accesso sono: la strada statale 9 Via Emilia, che percorre l'intero nucleo urbano da est a ovest; la strada statale 62 della Cisa a sud; la strada statale 343 Asolana a nord.
Un anello di tangenziali cinge infine l'intera città.

### Ferrovie
Parma è posta sulla linea ferroviaria Milano-Bologna. Dalla stazione cittadina si diramano le linee per La Spezia, Brescia e Suzzara, quest'ultima di competenza delle Ferrovie Emilia Romagna. Dal dicembre del 2010, l'interconnessione di Parma collega l'impianto ferroviario alla linea ad alta velocità Milano-Bologna.

### Aeroporti
La città è servita dall'aeroporto "Giuseppe Verdi", aperto al traffico passeggeri nazionale e internazionale.

### Eliporti
In città è presente l'eliporto con base e pista d'atterraggio e decollo dell'Elisoccorso 118 Emilia Ovest presso l'Ospedale Maggiore di Parma.

### Mobilità urbana
Il trasporto urbano viene gestito dalla TEP - Tranvie Elettriche Parmensi, che fornisce alla città 17 linee diurne che si protraggono anche in fascia notturna fino a mezzanotte e nei weekend fino all'1:30; è inoltre attiva una rete filoviaria di quattro linee, che sostituì nel 1953 una rete tranviaria attivata nel 1899.

### Tranvie
Oltre alla rete urbana, Parma fu servita tra il 1892 e il 1954 da un'estesa rete di tranvie interurbane:
- Parma-Langhirano (a vapore, 1892-1940);
- Parma-San Secondo-Zibello-Busseto (a vapore, 1893-1939);
- Parma-Soragna-Busseto (a vapore, 1893-1939);
- Parma-Traversetolo/Montecchio (a vapore, 1894-1940);
- Parma-Fornovo (elettrica, 1910-1954);
- Parma-Marzolara (elettrica, 1910-1954).

## Amministrazione

### Consolati
A Parma sono presenti i consolati onorari di Francia, Bulgaria e Lituania.

### Gemellaggi
La città è gemellata con:
- Lubiana, dal 1964
- Tours, dal 1979
- Worms, dal 1984
- Shijiazhuang, dal 1987
- Seghedino, dal 1988
- Bourg-en-Bresse, dal 1990

Ha un patto d'amicizia con:
- Castel Giorgio, dal 1977
- Guadalajara, dal 1979
- San Vito Lo Capo, dal 1983
- Rosario, dal 2000

### Scambi internazionali
L'Agenzia per l'internazionalizzazione creata dalla Provincia di Parma ha realizzato accordi turistico-commerciali e culturali con le città di Manchester e Stockton nel 1998, Reutlingen nel 2002 e Cluj-Napoca nel 2003.
Il nome di Parma è inoltre legato ad alcune città degli Stati Uniti d'America, tra cui la più nota è quella che sorge nello stato dell'Ohio, a breve distanza da Cleveland; chiamata originariamente Greenbrier, la località fu rinominata nel 1826 su proposta del medico David Long, che durante la sua visita al ducato emiliano era rimasto "impressionato dalla grandezza e bellezza" della città italiana.

## Sport
Parma vanta una notevole tradizione sportiva, soprattutto negli sport di squadra. Il Parma Calcio ha vinto numerosi trofei nazionali e internazionali tra gli anni 90 e 2000. Degni di nota sono gli otto scudetti della Pallavolo Parma, i tre del Rugby Parma, i dieci del Parma Baseball e i sette dei Panthers Parma nel football americano.